# Località bandiere blu in Italia (2019)
Questo è un elenco delle 183 località italiane insignite della bandiera blu dalla FEE per l'anno 2019.

## Distribuzione per regione
| Regione               | Spiagge | Differenza rispetto al 2018 |
| --------------------- | ------- | --------------------------- |
| Liguria               | 30      | 3                           |
| Toscana               | 19      | Stabile                     |
| Campania              | 18      | Stabile                     |
| Marche                | 15      | 1                           |
| Sardegna              | 14      | 1                           |
| Puglia                | 13      | 1                           |
| Calabria              | 11      | 2                           |
| Abruzzo               | 10      | 1                           |
| Trentino-Alto Adige   | 10      | Stabile                     |
| Lazio                 | 9       | 1                           |
| Veneto                | 8       | Stabile                     |
| Emilia-Romagna        | 7       | Stabile                     |
| Sicilia               | 7       | 1                           |
| Basilicata            | 5       | 1                           |
| Piemonte              | 3       | Stabile                     |
| Friuli-Venezia Giulia | 2       | Stabile                     |
| Molise                | 1       | Stabile                     |
| Lombardia             | 1       | Stabile                     |
| Totale                | 183     | 8                           |

## Dettaglio località

### Piemonte
| Nº | Provincia            | Comune          | Luogo                   |
| -- | -------------------- | --------------- | ----------------------- |
| 1  | Verbano-Cusio-Ossola | Cannero Riviera | Lido                    |
| 2  | Verbano-Cusio-Ossola | Cannobio        | Spiaggia Lido           |
| 3  | Novara               | Arona           | Rocchette, lido Nautica |

### Lombardia
| Nº | Provincia | Comune          | Luogo                          |
| -- | --------- | --------------- | ------------------------------ |
| 4  | Brescia   | Gardone Riviera | Spiaggia Lido, spiaggia Casinò |

### Trentino-Alto Adige

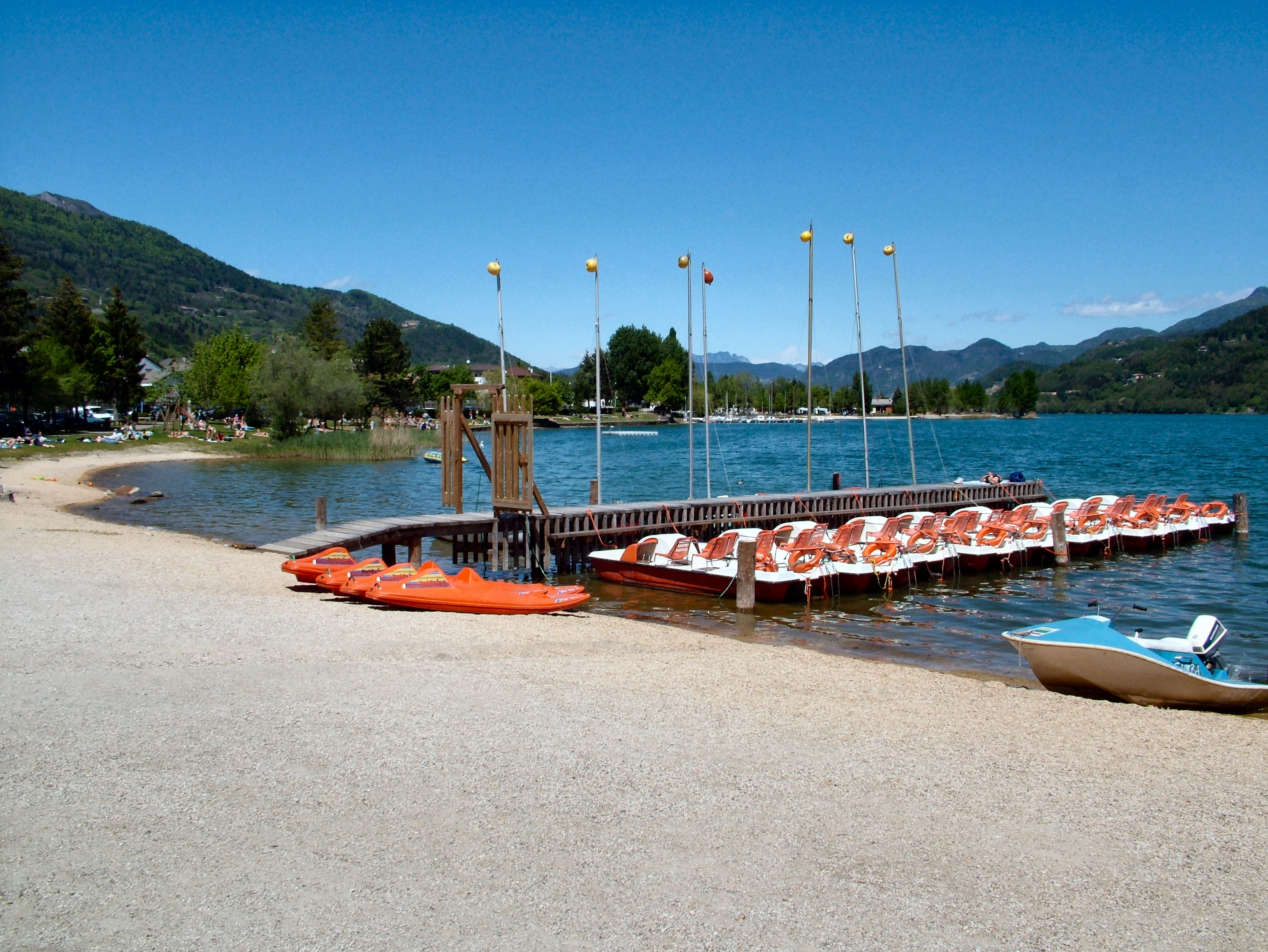
La spiaggia di Calceranica al Lago

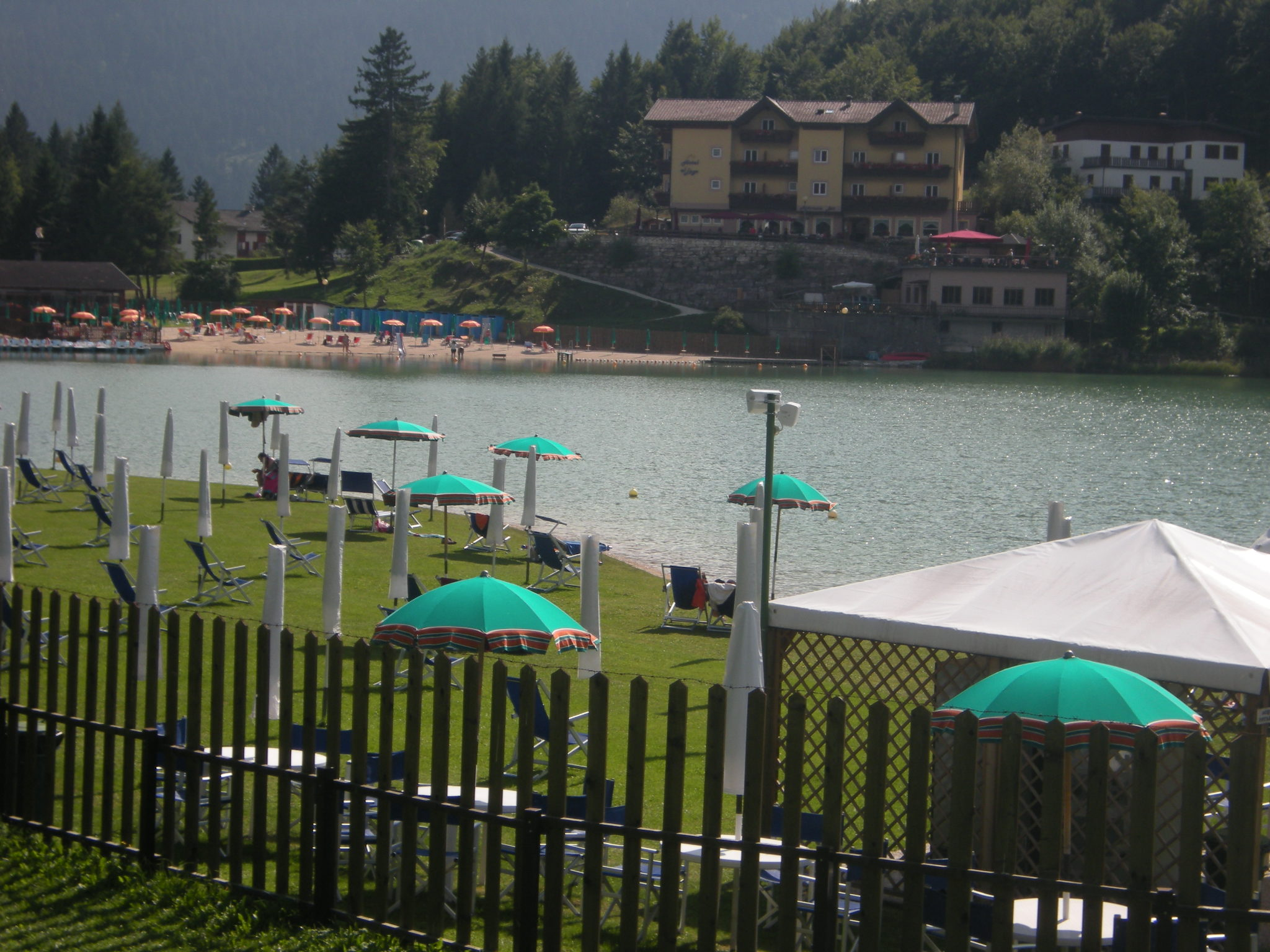
La spiagge sul lago di Lavarone

| Nº | Provincia | Comune              | Luogo                                |
| -- | --------- | ------------------- | ------------------------------------ |
| 5  | Trento    | Bedollo             | Località Piazze                      |
| 6  | Trento    | Baselga di Piné     | Spiaggia Lido, Alberon, bar Spiaggia |
| 7  | Trento    | Pergine Valsugana   | San Cristoforo                       |
| 8  | Trento    | Levico Terme        | Spiagge di Levico                    |
| 9  | Trento    | Caldonazzo          | Lido/Spiaggetta                      |
| 10 | Trento    | Calceranica al Lago | Alle Barche/Al Pescatore/Riviera     |
| 11 | Trento    | Tenna               | Spiaggia di Tenna                    |
| 12 | Trento    | Lavarone            | Lido Bertoldi/Lido Marzari           |
| 13 | Trento    | Sella Giudicarie    | Spiaggia Roncone                     |
| 14 | Trento    | Bondone             | Porto Camarelle                      |

### Liguria

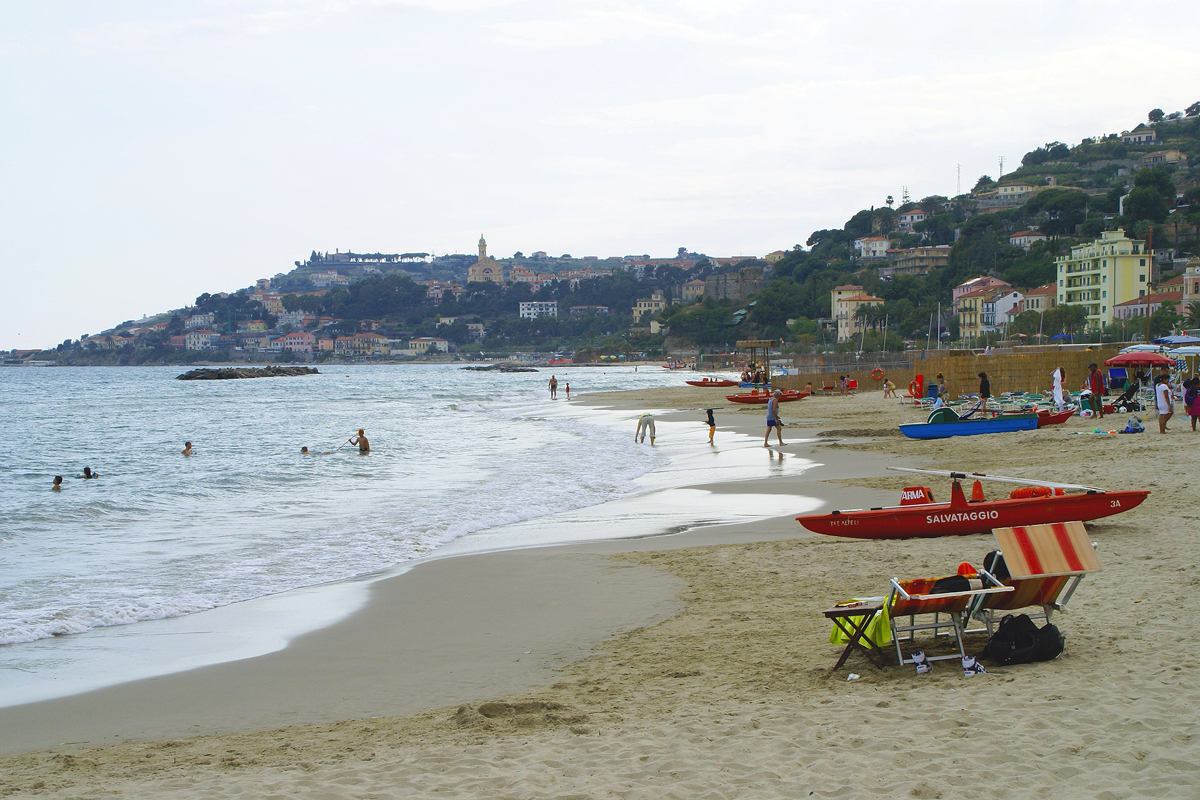
La spiaggia di Arma di Taggia

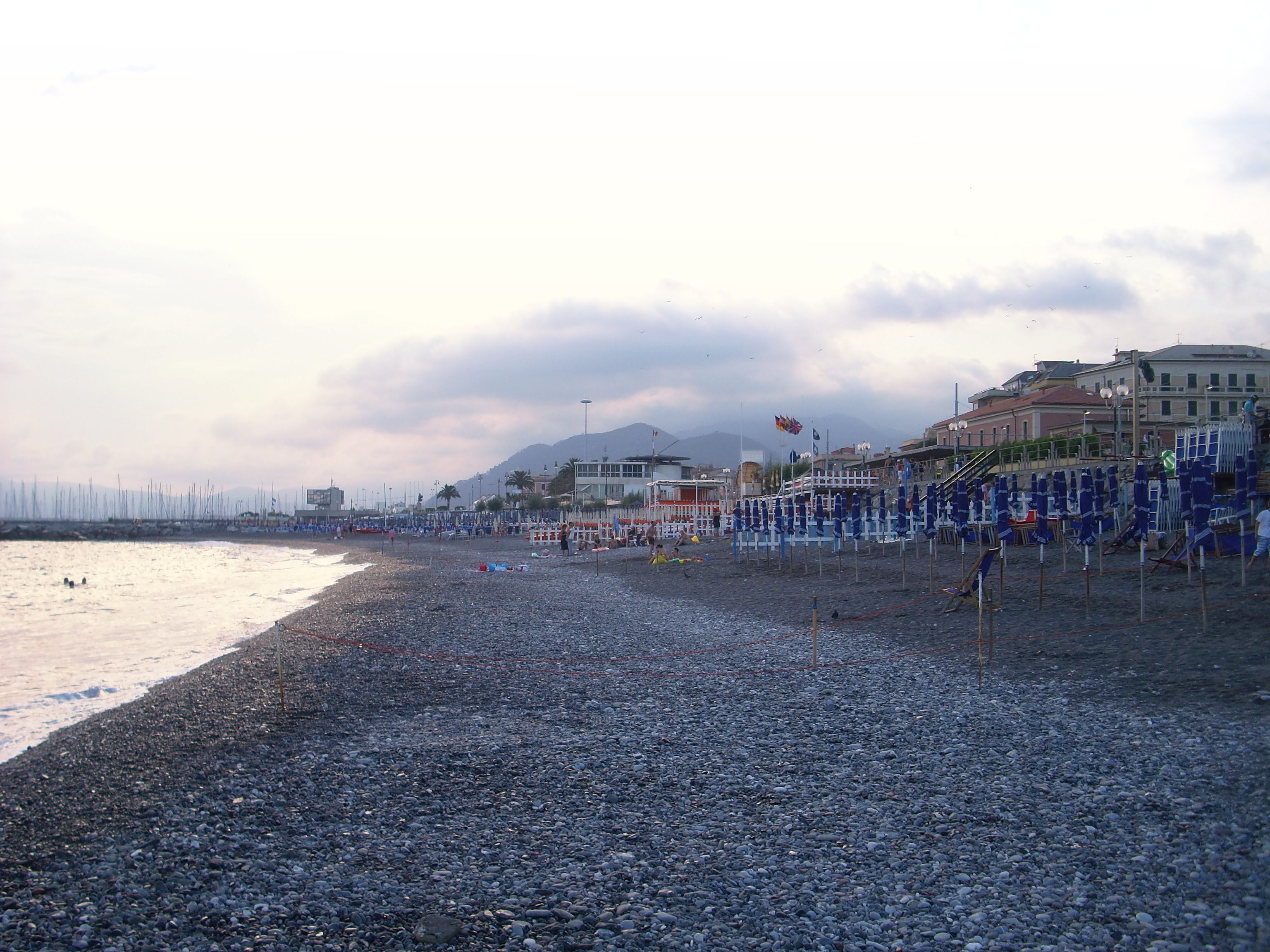
La spiaggia di Lavagna

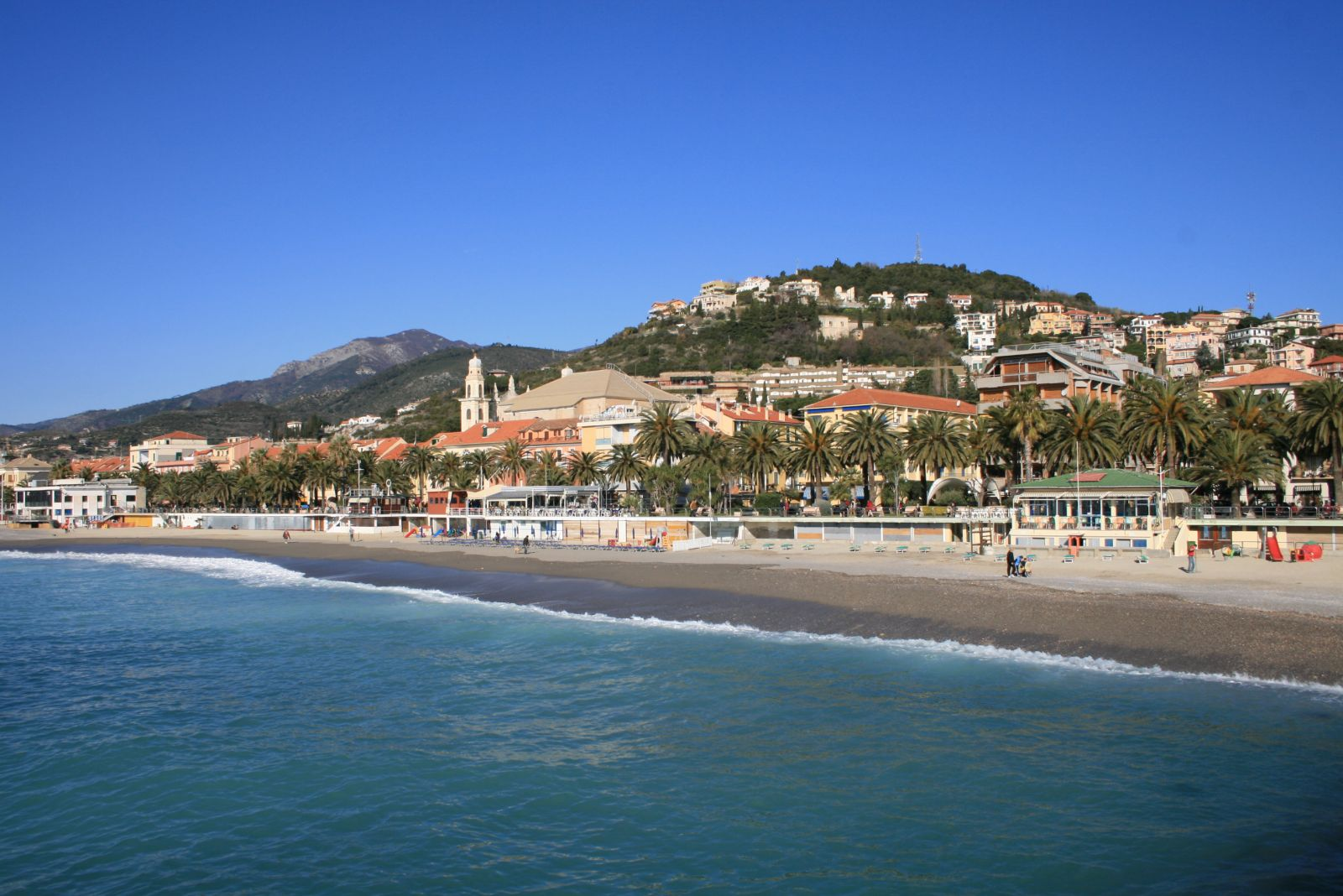
La spiaggia a Pietra Ligure

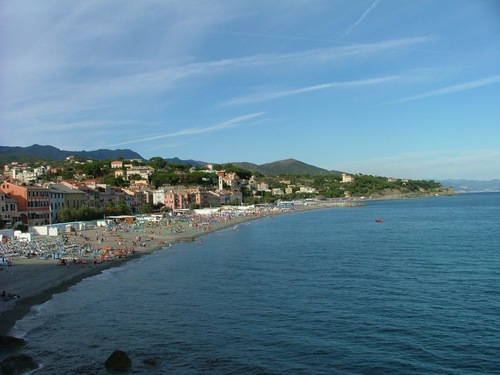
La spiaggia di Celle Ligure

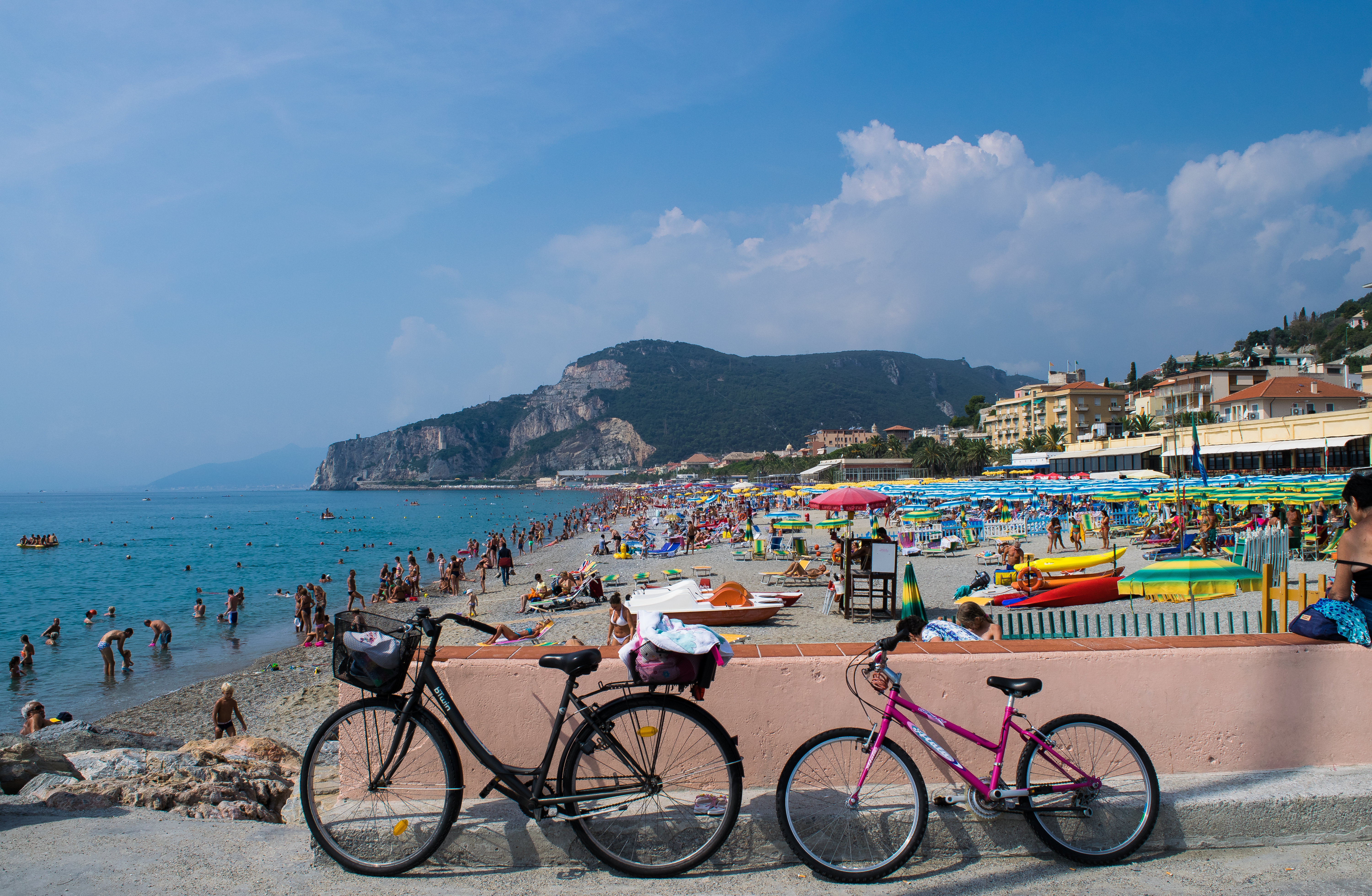
La spiaggia di Finale Ligure

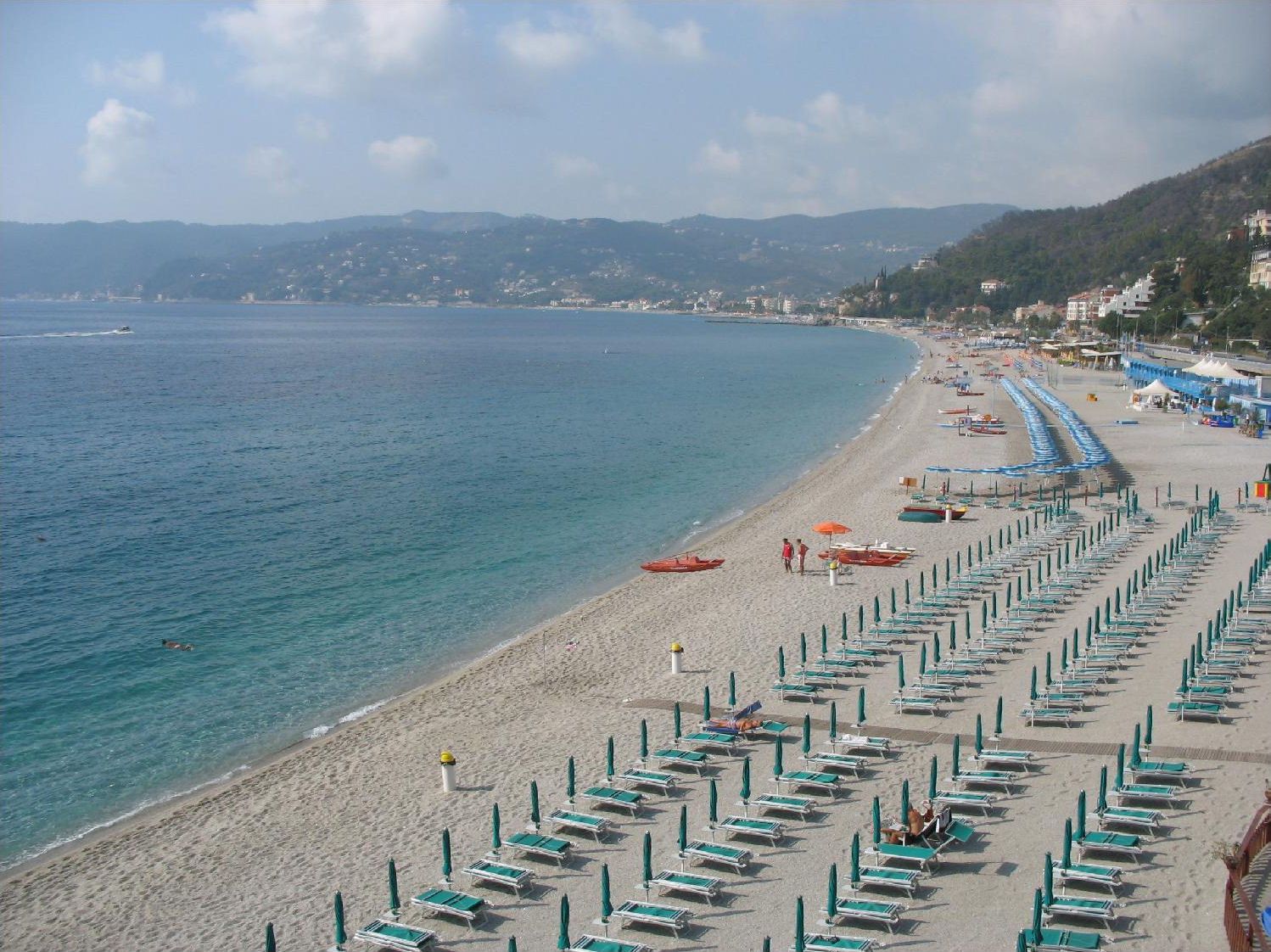
La spiaggia di Bergeggi

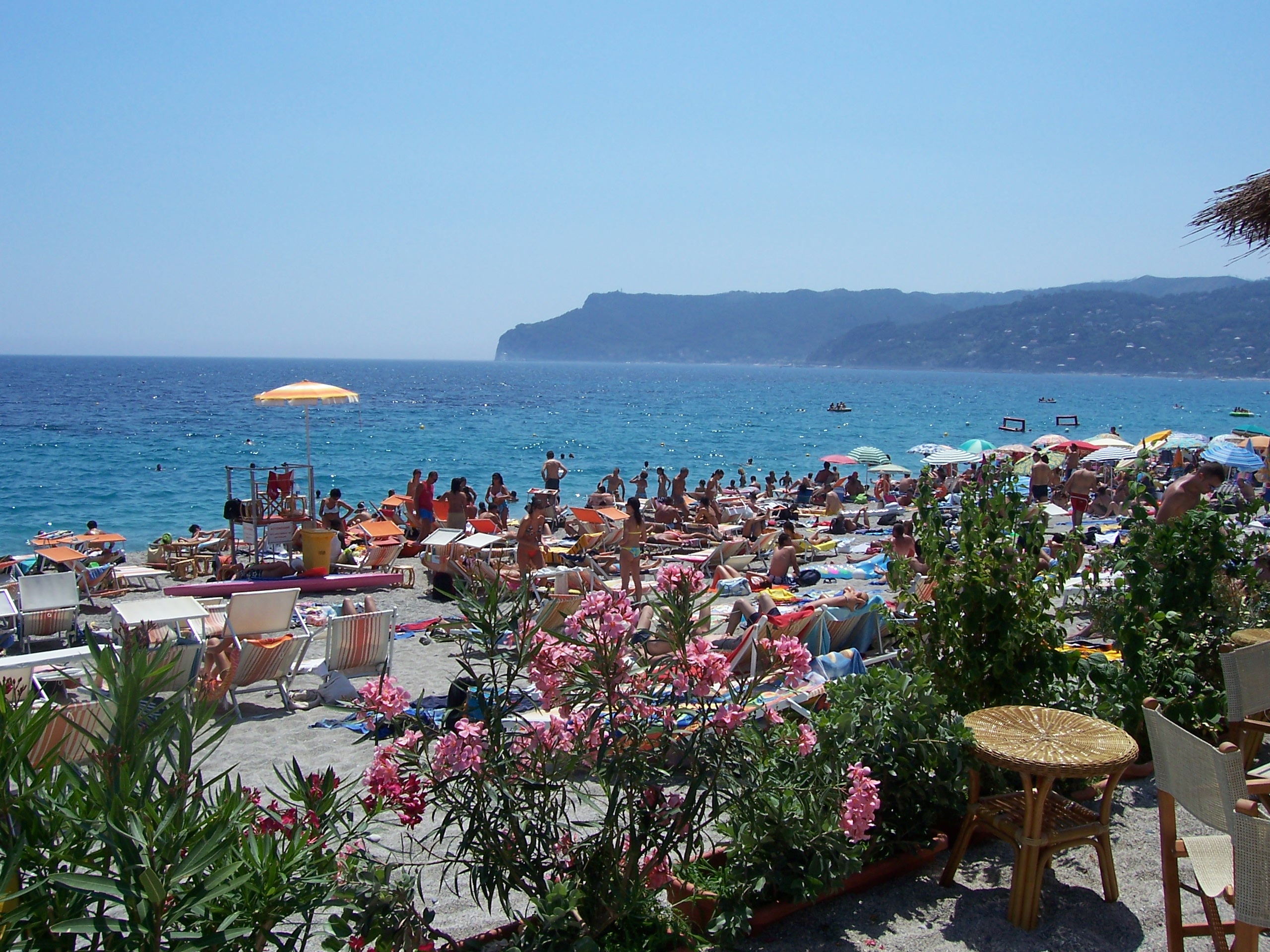
La spiaggia di Spotorno

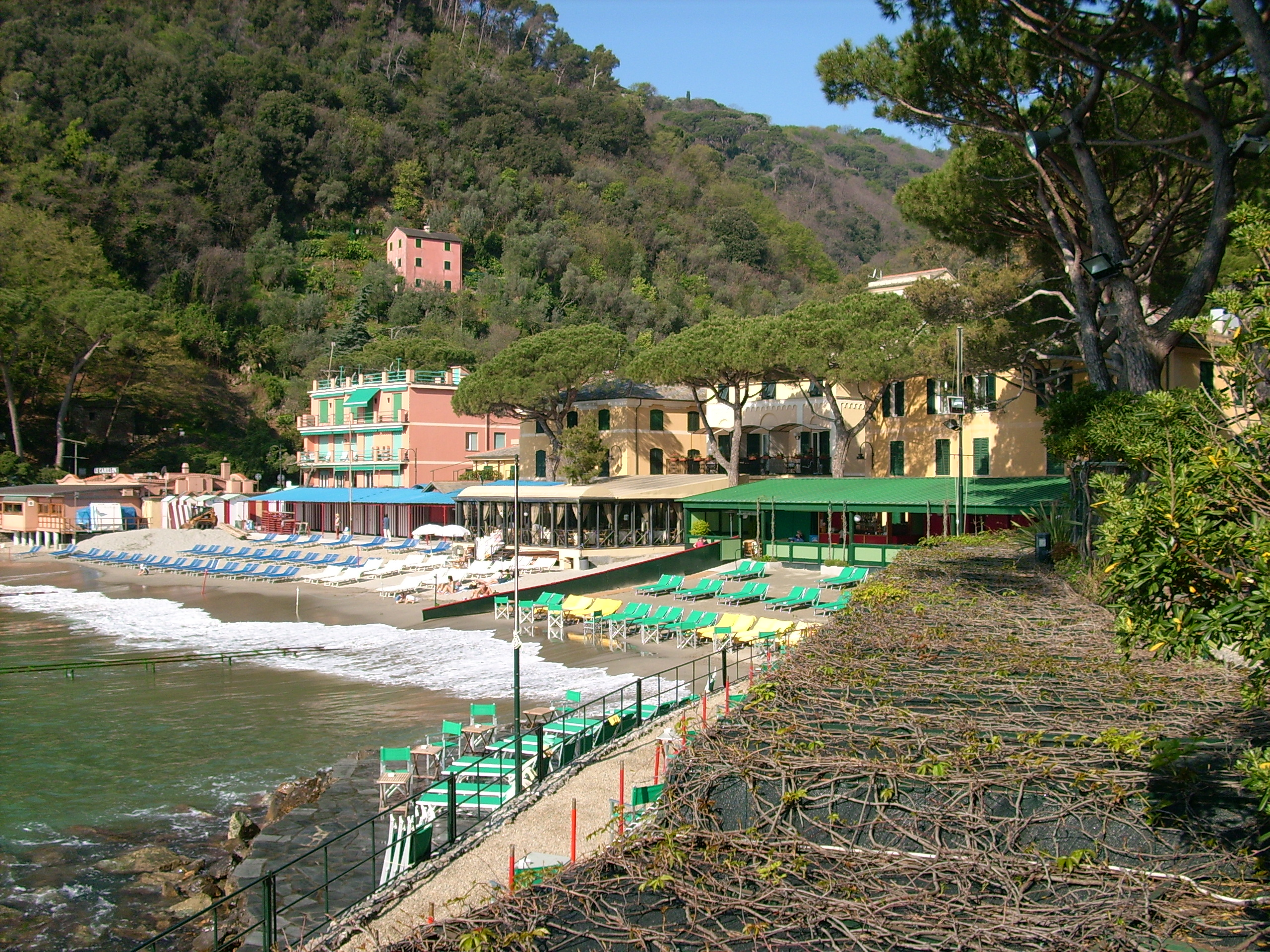
Una spiaggia a Paraggi, Santa Margherita Ligure

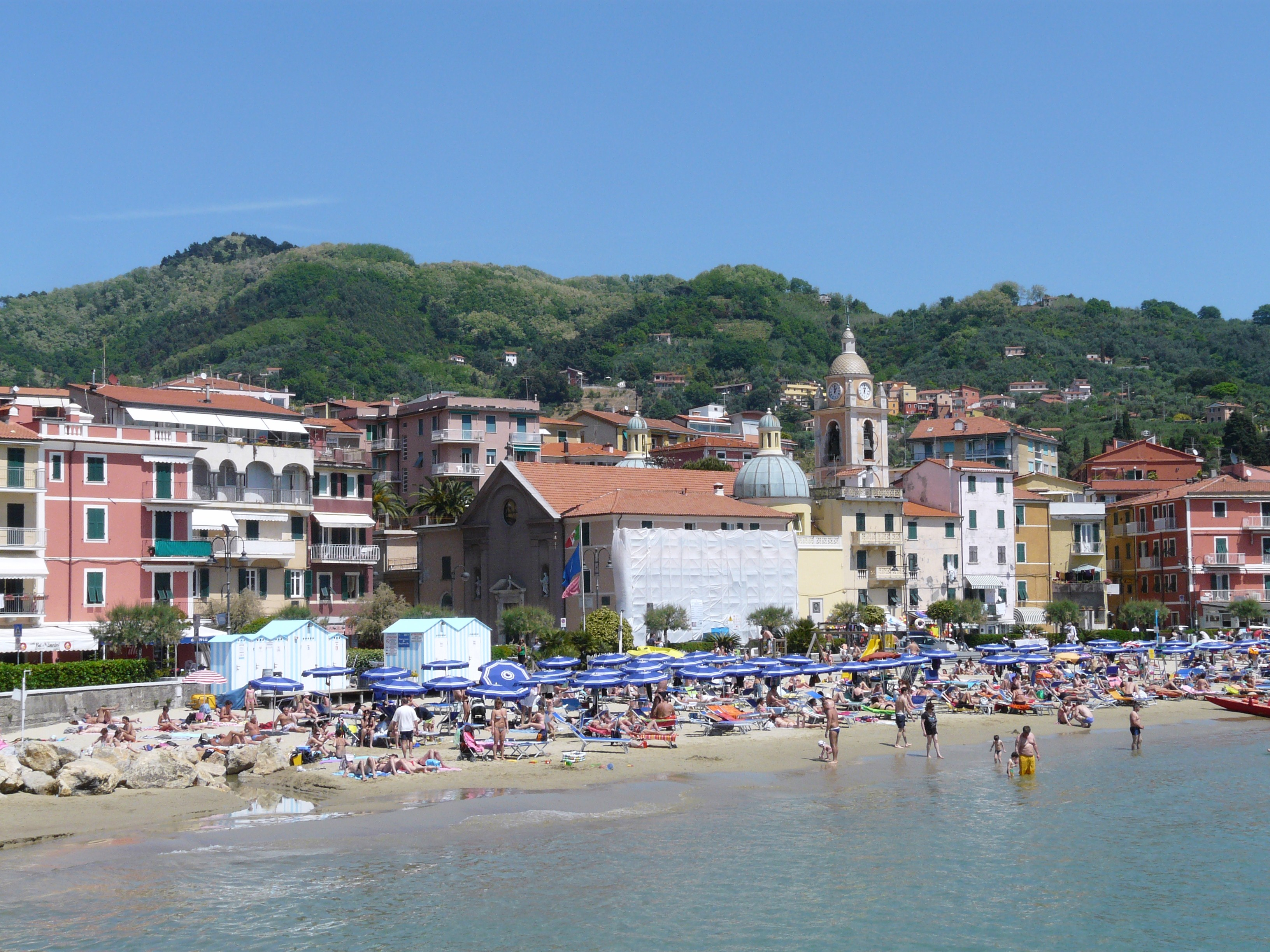
La spiaggia di San Terenzo a Lerici

| Nº | Provincia | Comune                  | Luogo |
| -- | --------- | ----------------------- | --- |
| 15 | Imperia   | Bordighera              | Zona ovest di Capo Sant'Ampelio, zona est di Capo Sant'Ampelio                                                       |
| 16 | Imperia   | Sanremo                 | Rio Foce, Tre ponti, Imperatrice, Corso Marconi, Bussana                                                             |
| 17 | Imperia   | Taggia                  | Arma di Taggia |
| 18 | Imperia   | Riva Ligure             | Ex bungalow |
| 19 | Imperia   | Santo Stefano al Mare   | Baia Azzurra, Il Vascello                                                                                            |
| 20 | Imperia   | San Lorenzo al Mare     | U Nostromu/Prima Punta, Baia delle Vele                                                                              |
| 21 | Imperia   | Imperia                 | Spianata Borgo Peri, Borgo Prino e Foce, Borgo Marina                                                                |
| 22 | Savona    | Ceriale                 | Litorale |
| 23 | Savona    | Borghetto Santo Spirito | Litorale |
| 24 | Savona    | Loano                   | Spiaggia Levante Porto, spiaggia di Ponente                                                                          |
| 25 | Savona    | Pietra Ligure           | Ponente |
| 26 | Savona    | Finale Ligure           | Spiaggia di Malpasso/Baia dei Saraceni, Finalmarina, Finalpia, Spiaggia del Porto, Varigotti, Castelletto San Donato |
| 27 | Savona    | Noli                    | Capo Noli/Zona Vittoria/Zona Anita/Chiariventi                                                                       |
| 28 | Savona    | Spotorno                | Lido |
| 29 | Savona    | Bergeggi                | Il Faro, Villaggio del Sole                                                                                          |
| 30 | Savona    | Savona                  | Fornaci |
| 31 | Savona    | Albissola Marina        | Lido |
| 32 | Savona    | Albisola Superiore      | Lido |
| 33 | Savona    | Celle Ligure            | Levante, Ponente |
| 34 | Savona    | Varazze                 | Arrestra, Ponente Teiro, Levante Teiro, Piani d'Invrea                                                               |
| 35 | Genova    | Camogli                 | Spiaggia Camogli Centro/Levante, San Fruttuoso                                                                       |
| 36 | Genova    | Santa Margherita Ligure | Scogliera Pagana, Punta Pedale, Paraggi, zona Milite Ignoto                                                          |
| 37 | Genova    | Chiavari                | Zona Gli Scogli |
| 38 | Genova    | Lavagna                 | Lungomare |
| 39 | Genova    | Moneglia                | Centrale, La Secca, Levante                                                                                          |
| 40 | La Spezia | Framura                 | Fornaci (spiaggia confine Deiva Marina), spiaggia la Vallà Apicchi                                                   |
| 41 | La Spezia | Bonassola               | Lato est e lato ovest                                                                                                |
| 42 | La Spezia | Levanto                 | Vallesanta, Ghiararo                                                                                                 |
| 43 | La Spezia | Lerici                  | Venere Azzurra, Lido, San Giorgio, Eco del Mare, Fiascherino, Baia Blu, Colombo                                      |
| 44 | La Spezia | Ameglia                 | Fiumaretta |

### Toscana

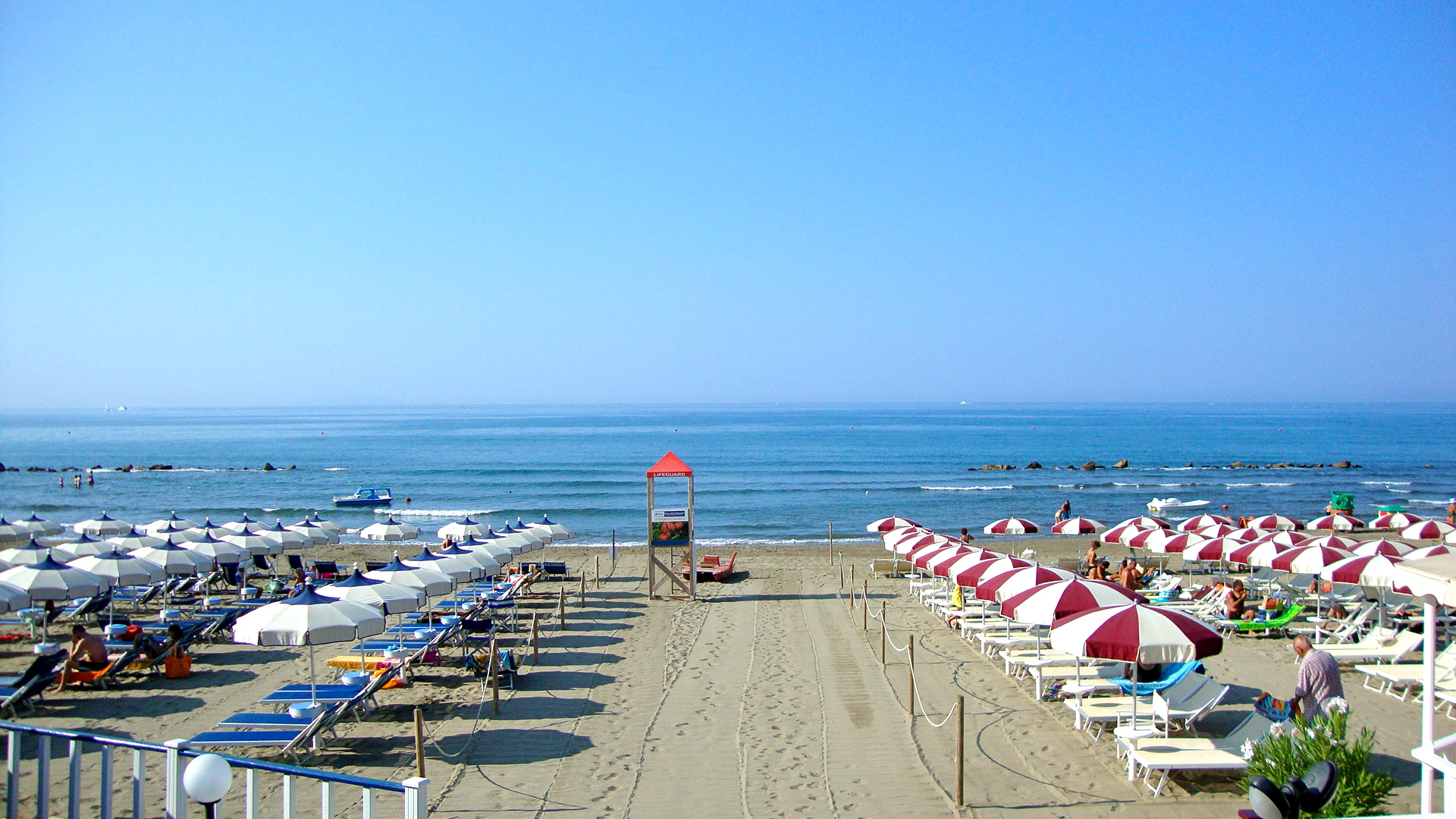
La spiaggia a Castiglione della Pescaia

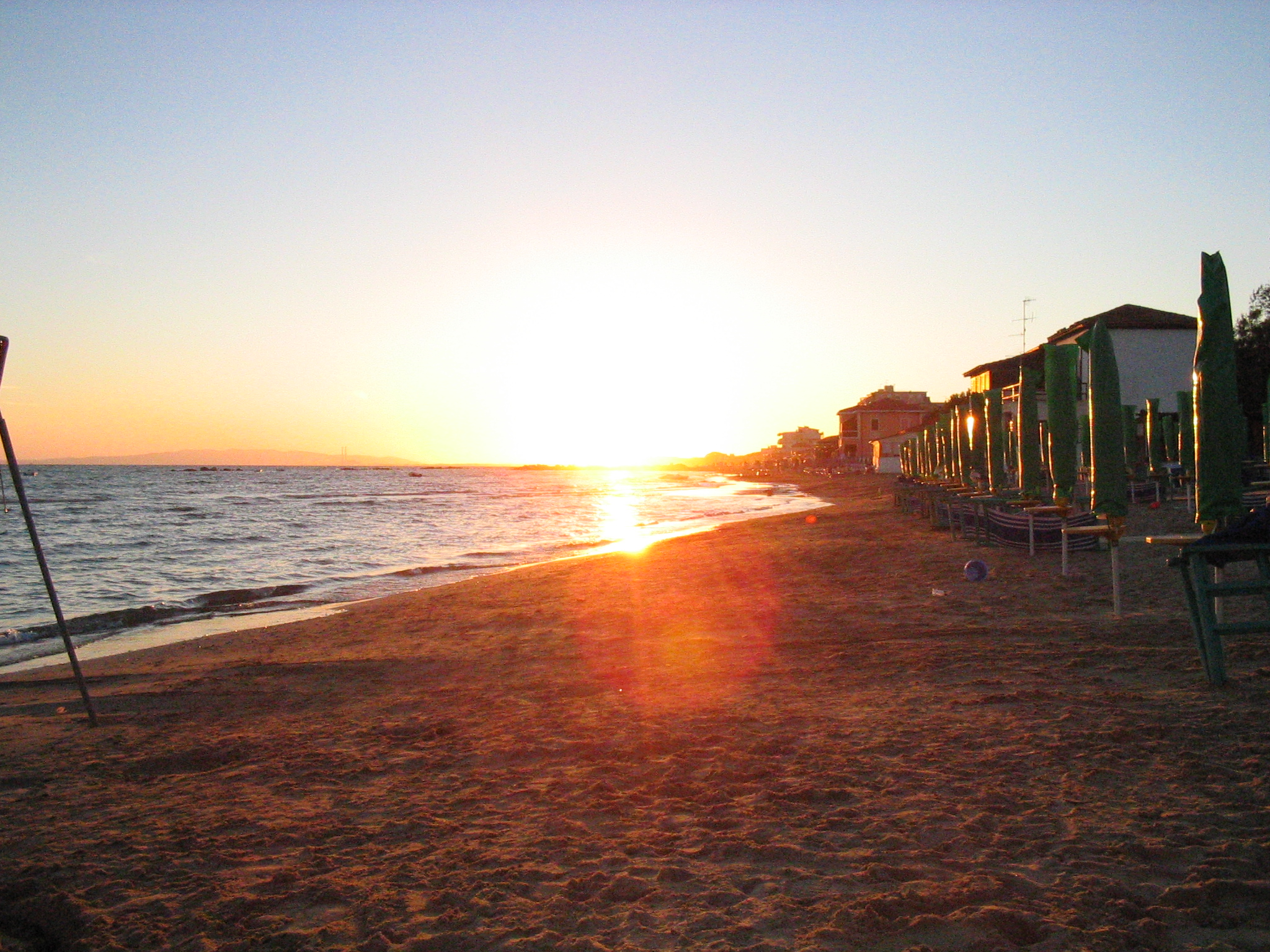
La spiaggia a Follonica

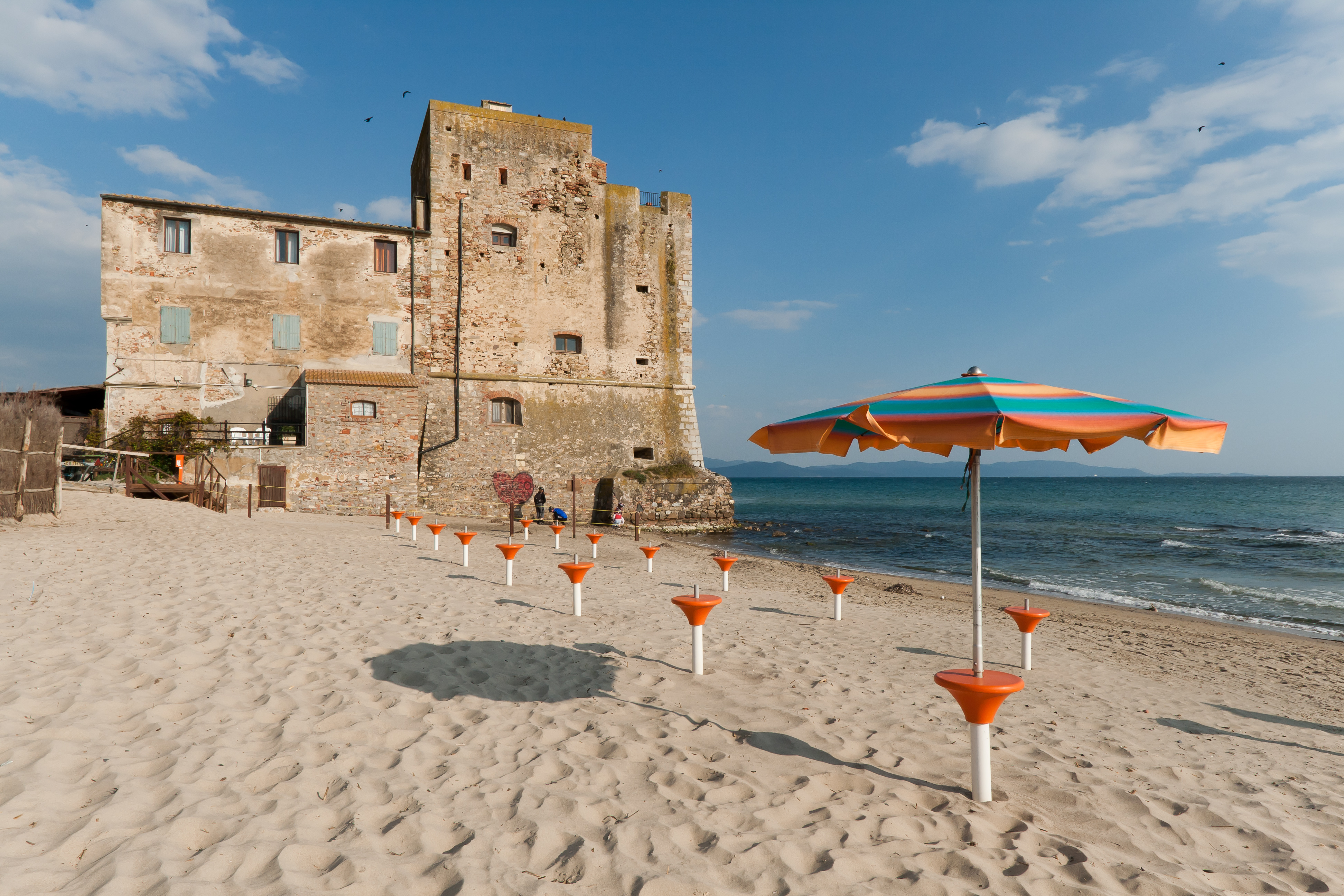
La spiaggia della Sterpaia e la Torre Mozza a Piombino

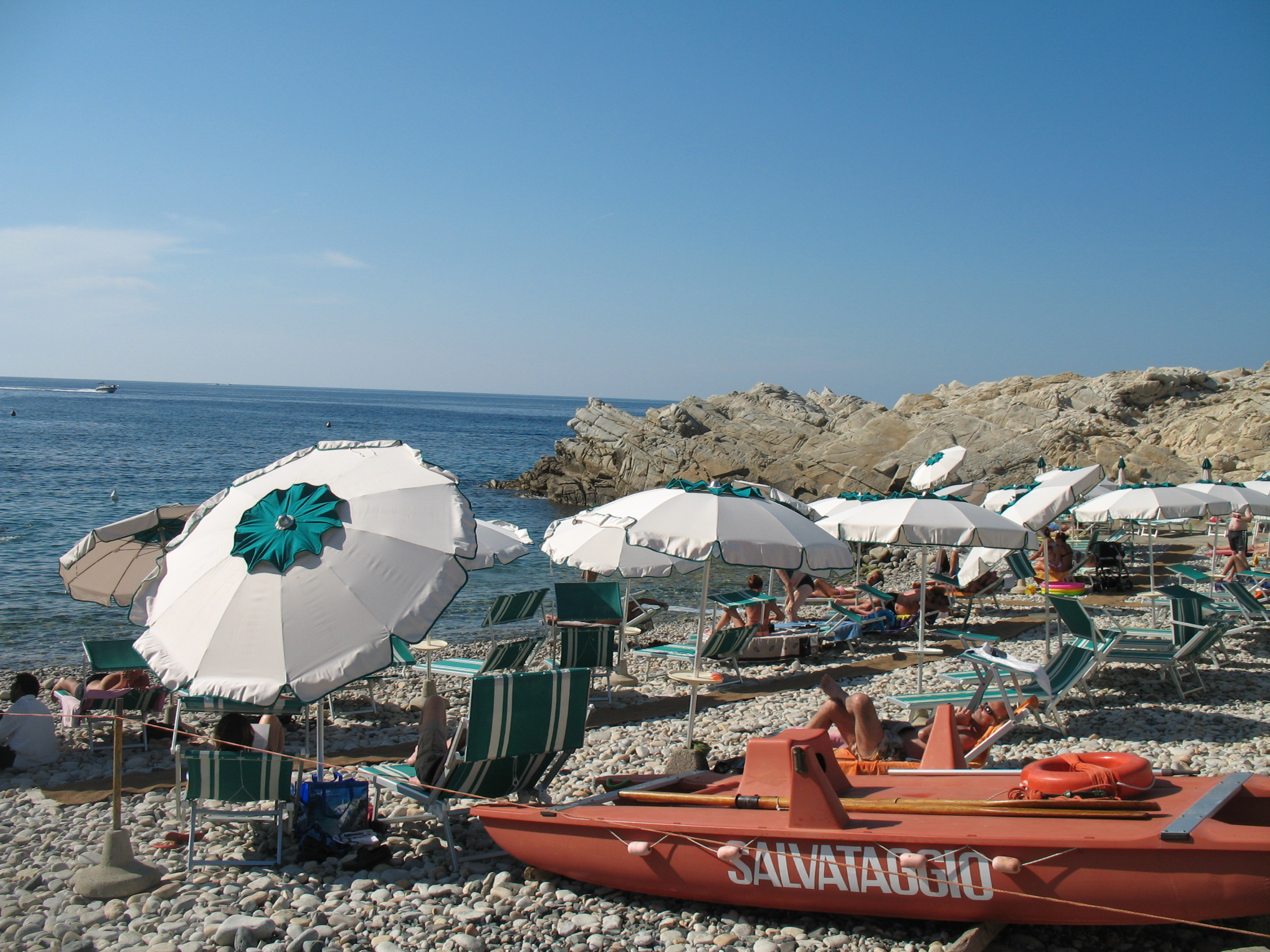
La spiaggia di Marciana Marina

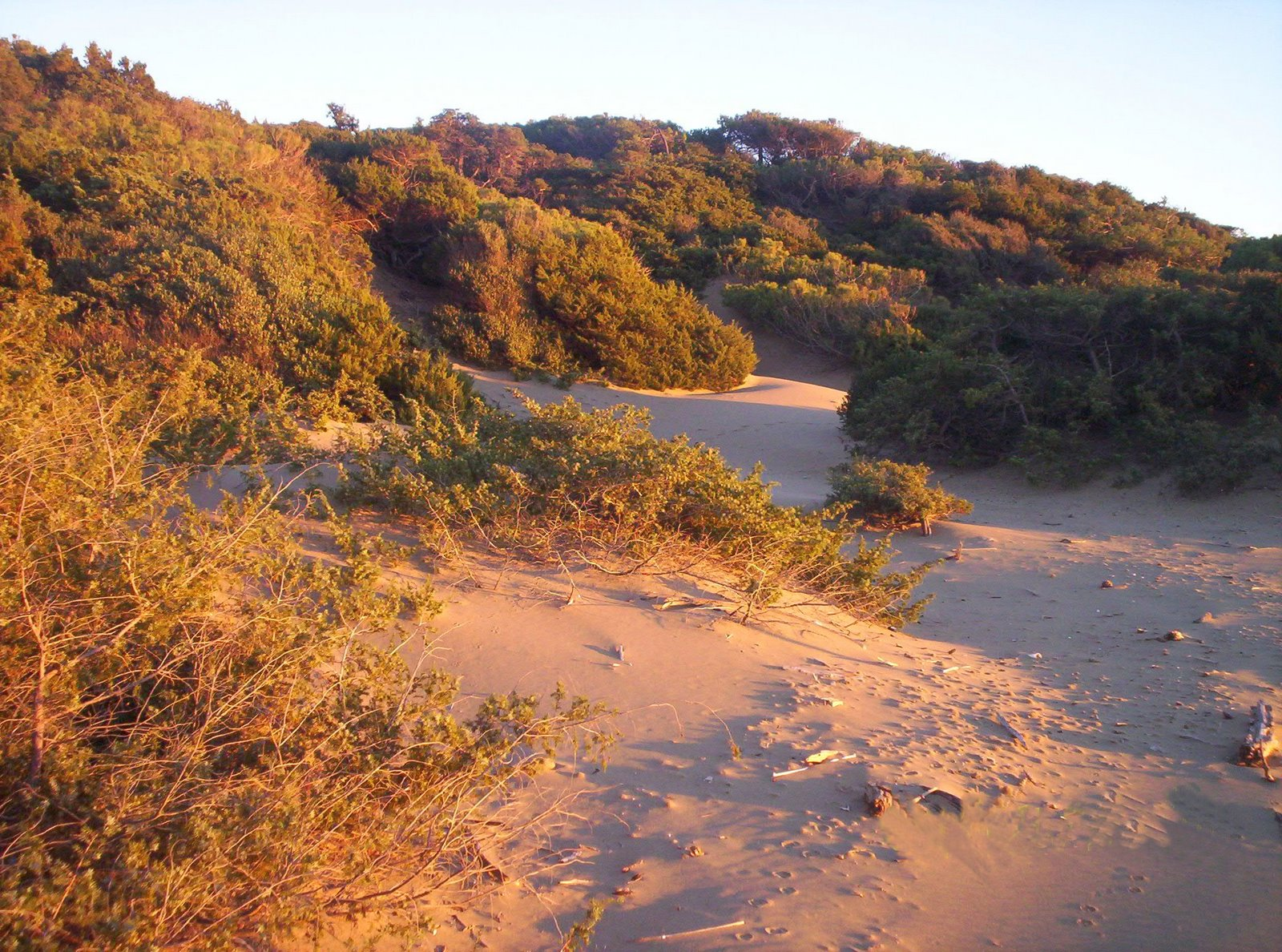
La spiaggia nel parco di Rimigliano a San Vincenzo

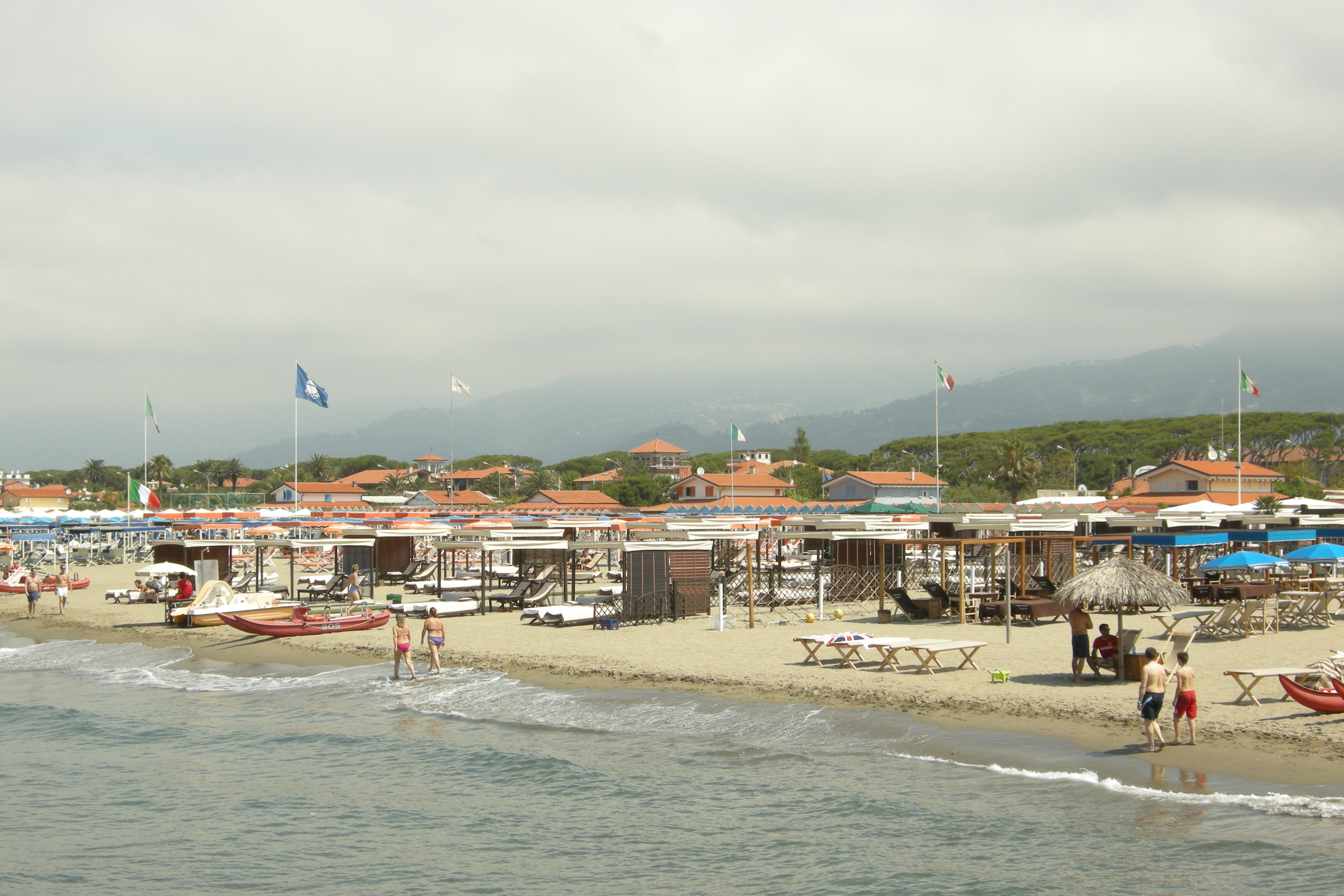
La spiaggia di Forte dei Marmi

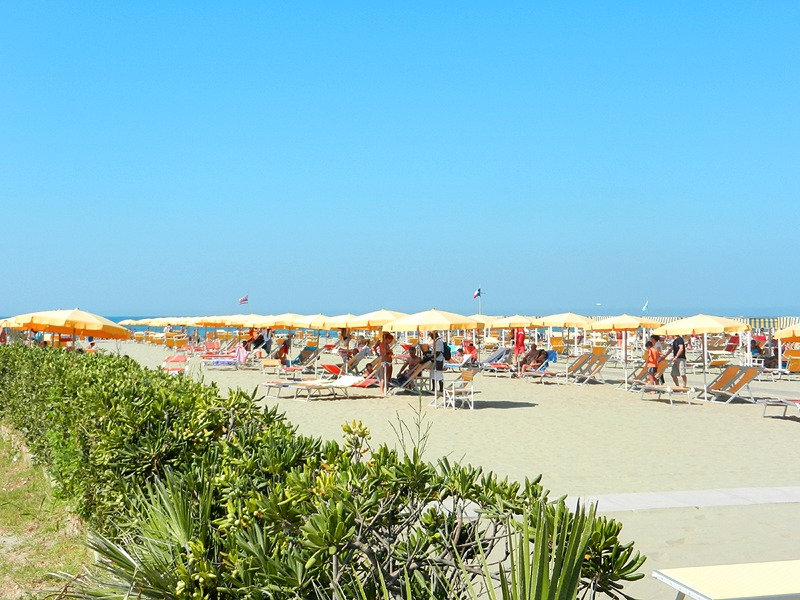
La spiaggia di Marina di Pietrasanta

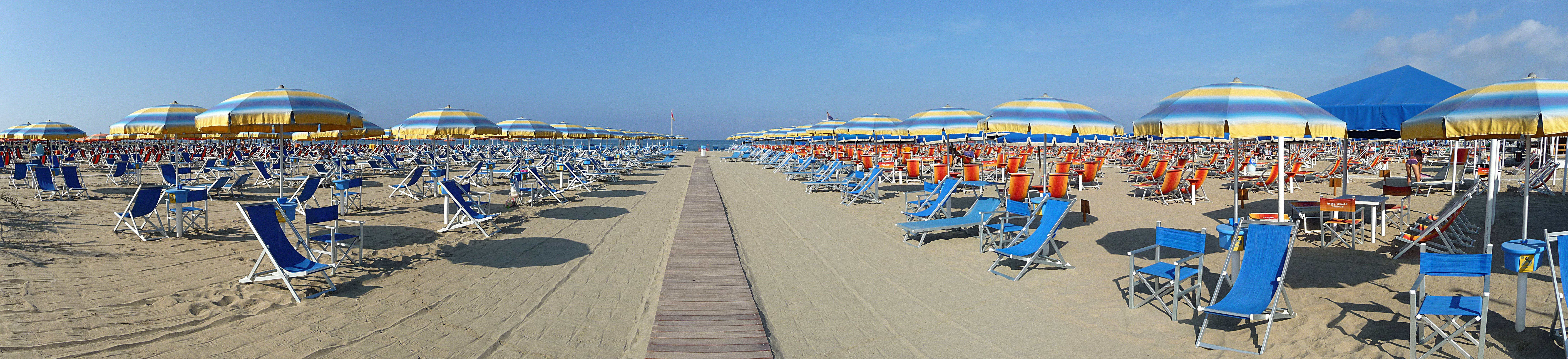
La spiaggia di Viareggio

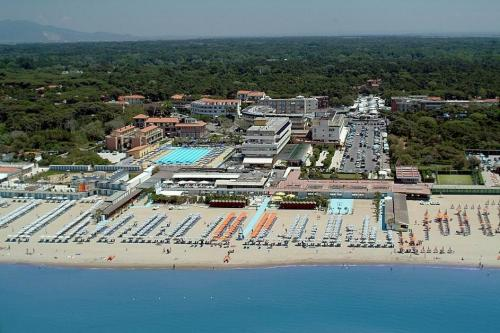
La spiaggia di Tirrenia a Pisa

| Nº | Provincia     | Comune                    | Luogo |
| -- | ------------- | ------------------------- | --- |
| 45 | Massa-Carrara | Carrara                   | Marina di Carrara centro/ovest |
| 46 | Massa-Carrara | Massa                     | Ronchi Levante, Ronchi Ponente, Sinistra Brugiano/Marina, Centro/Dx Frigido/Sx Frigido, Campeggi/Ricortola/Marina Ponente/Dx Brugiano   |
| 47 | Lucca         | Forte dei Marmi           | Litorale centro/Capannina |
| 48 | Lucca         | Pietrasanta               | Tonfano |
| 49 | Lucca         | Camaiore                  | Lido Arlecchino |
| 50 | Lucca         | Viareggio                 | Marina di Viareggio Levante/Ponente/Torre del Lago Puccini                                                                              |
| 51 | Pisa          | Pisa                      | Calambrone/Tirrenia, Marina di Pisa |
| 52 | Livorno       | Livorno                   | Cala del Miramale, Rogiolo, Del sale/Roma, Tre Ponti, Rex, Cala Quercianella                                                            |
| 53 | Livorno       | Rosignano Marittimo       | Castiglioncello, Vada |
| 54 | Livorno       | Cecina                    | Le Gorette, Marina di Cecina |
| 55 | Livorno       | Bibbona                   | Marina di Bibbona centro/sud |
| 56 | Livorno       | Castagneto Carducci       | Marina di Castagneto Carducci |
| 57 | Livorno       | San Vincenzo              | Rimigliano, spiaggia centro, Principessa, Spiaggia della Conchiglia                                                                     |
| 58 | Livorno       | Piombino                  | Parco naturale della Sterpaia |
| 59 | Livorno       | Marciana Marina           | La Fenicia |
| 60 | Grosseto      | Follonica                 | Spiaggia sud, spiaggia nord |
| 61 | Grosseto      | Castiglione della Pescaia | Rocchette/Roccamare Casa Mora/Riva del Sole/Capezzolo/Ponente, spiaggia Piandalma/Casetta Civinini Piastrone/Punta Ala, Levante/Tombolo |
| 62 | Grosseto      | Grosseto                  | Marina di Grosseto, Principina a Mare                                                                                                   |
| 63 | Grosseto      | Monte Argentario          | Porto Santo Stefano (il Pozzarello, la Soda, Cala Piccola, la Caletta, il Moletto), Porto Ercole (Le Viste, Feniglia)                   |

### Friuli-Venezia Giulia

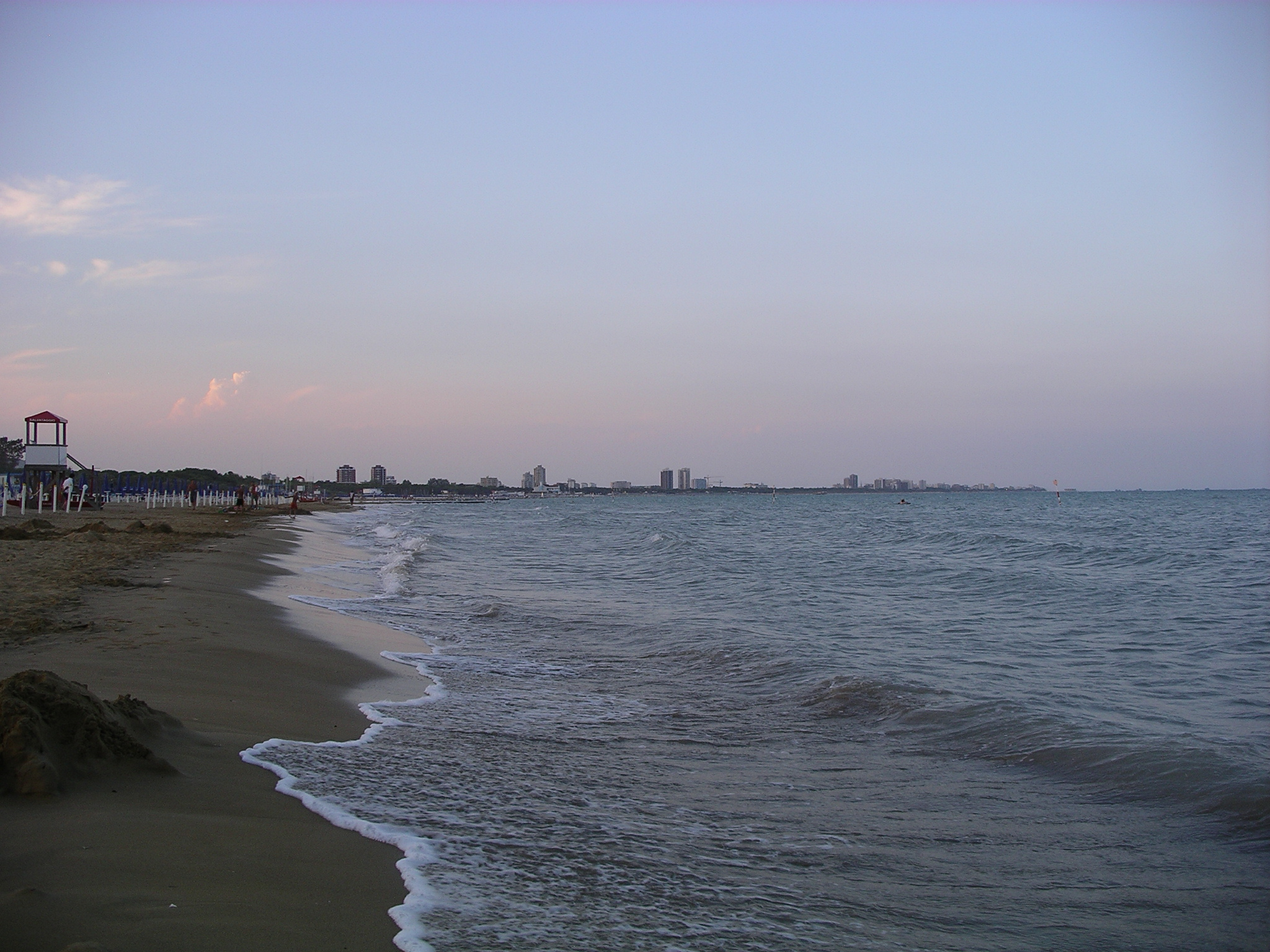
La spiaggia di Lignano Sabbiadoro

| Nº | Provincia | Comune             | Luogo                                      |
| -- | --------- | ------------------ | ------------------------------------------ |
| 64 | Gorizia   | Grado              | Spiaggia Principale, Costa Azzurra, Pineta |
| 65 | Udine     | Lignano Sabbiadoro | Lido                                       |

### Veneto

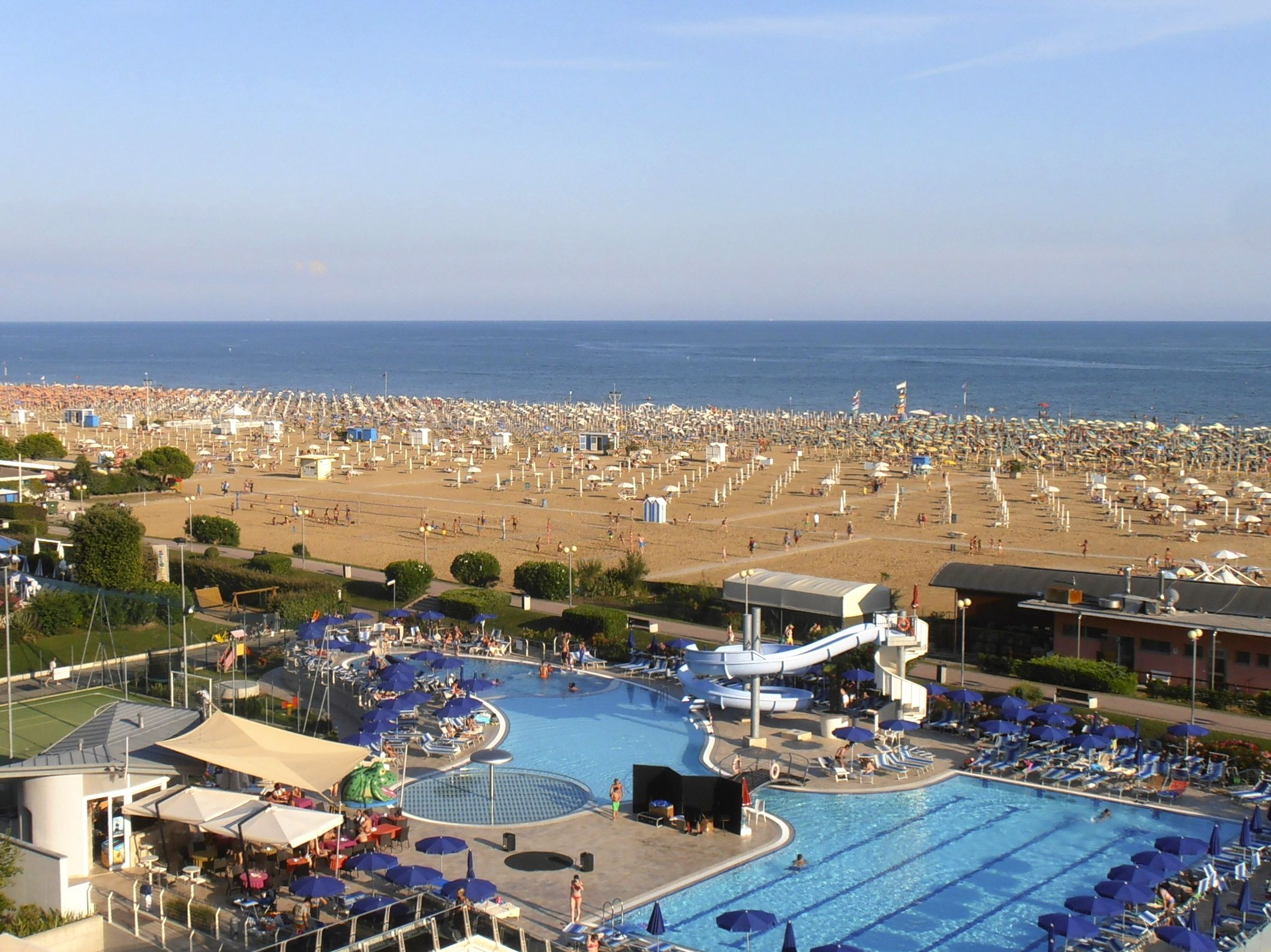
La spiaggia di Bibione a San Michele al Tagliamento

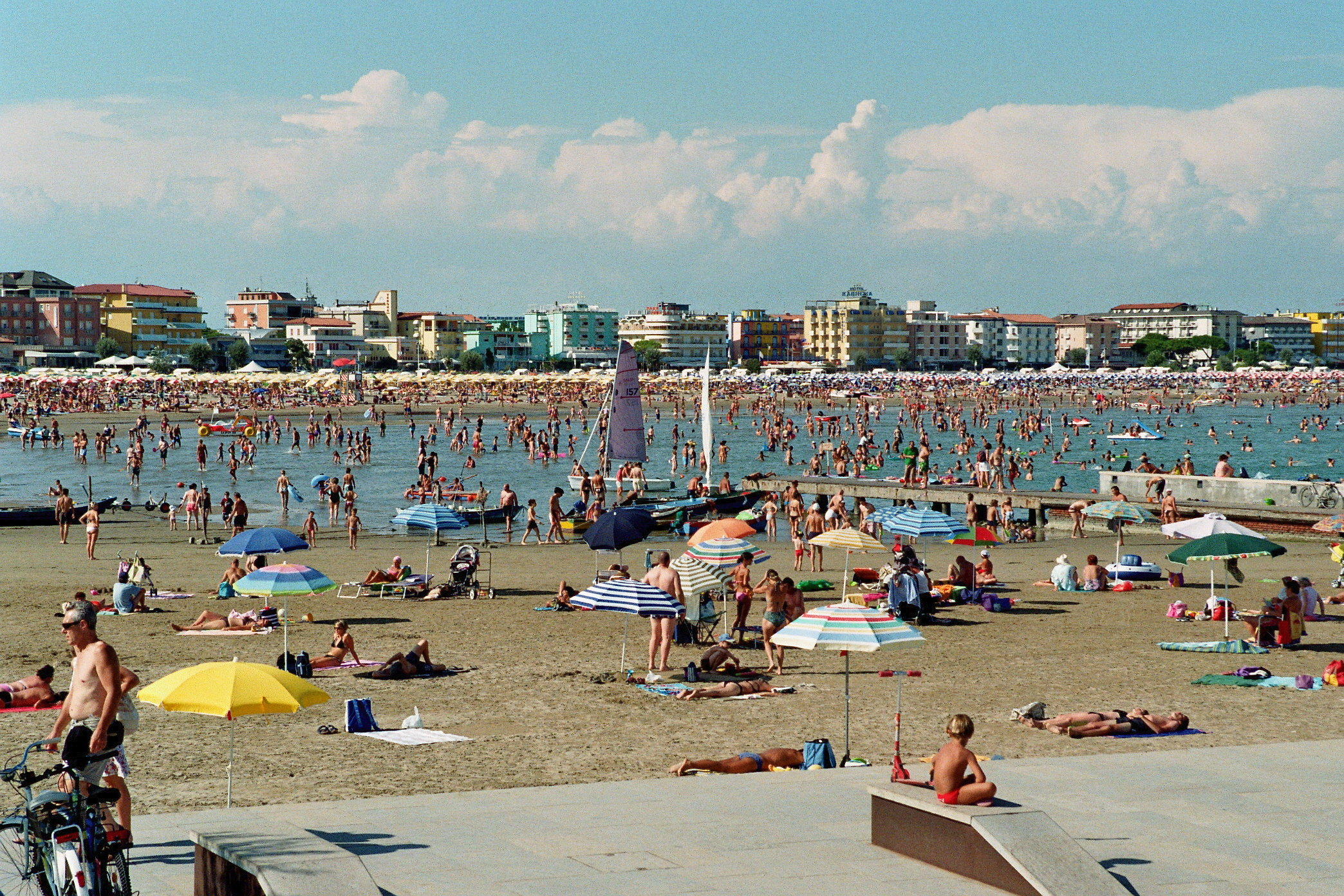
La spiaggia di Caorle

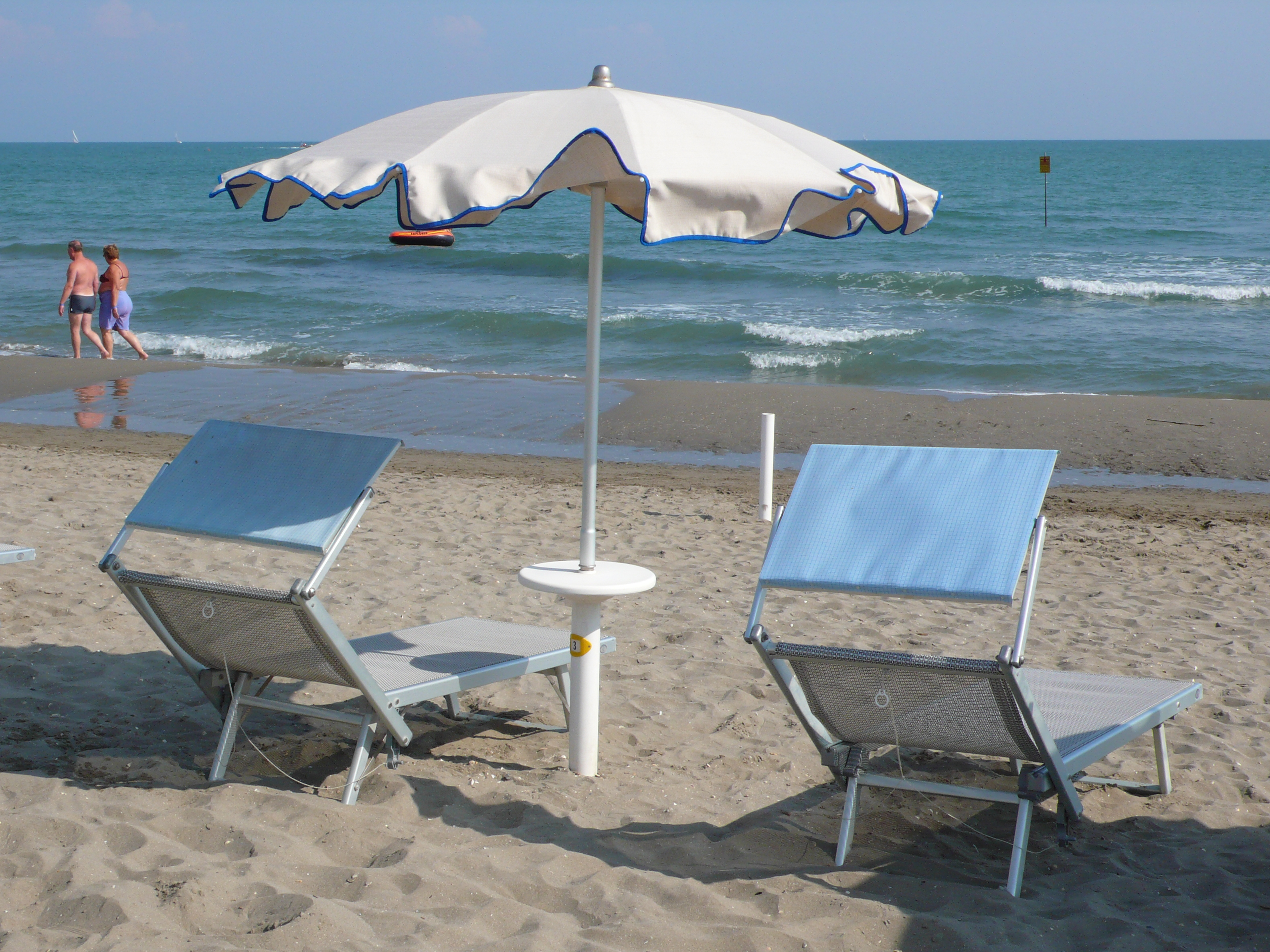
La spiaggia di Eraclea

| Nº | Provincia | Comune                     | Luogo                                                         |
| -- | --------- | -------------------------- | ------------------------------------------------------------- |
| 66 | Venezia   | San Michele al Tagliamento | Bibione                                                       |
| 67 | Venezia   | Caorle                     | Brussa, Duna Verde, Levante, Ponente, Porto Santa Margherita  |
| 68 | Venezia   | Eraclea                    | Eraclea Mare                                                  |
| 69 | Venezia   | Jesolo                     | Lido                                                          |
| 70 | Venezia   | Cavallino Treporti         | Lido                                                          |
| 71 | Venezia   | Venezia                    | Lido di Venezia                                               |
| 72 | Venezia   | Chioggia                   | Sottomarina                                                   |
| 73 | Rovigo    | Rosolina                   | Rosolina Mare, Albarella centro sportivo, Albarella capo nord |

### Emilia-Romagna

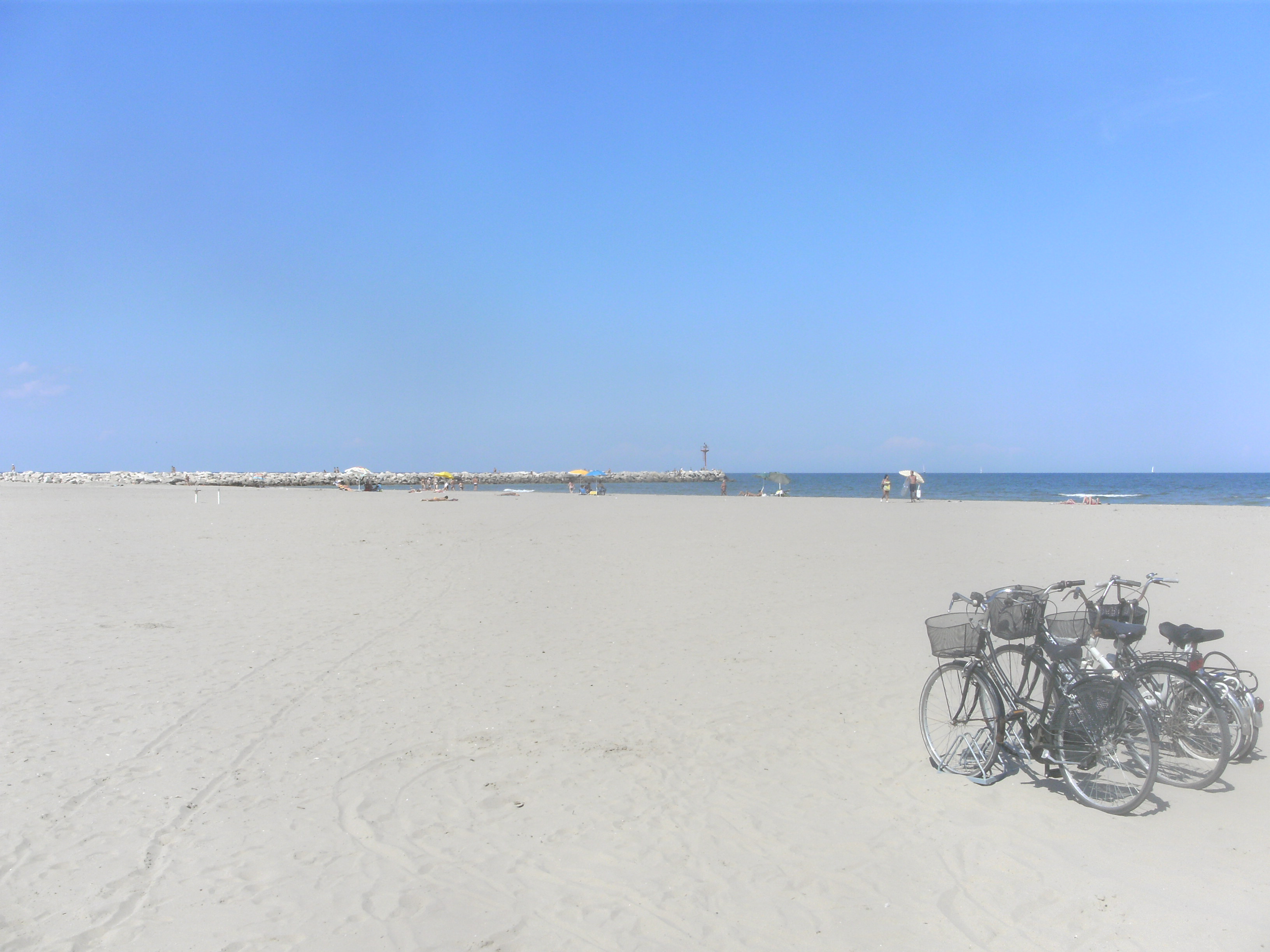
Lido degli Estensi a Comacchio

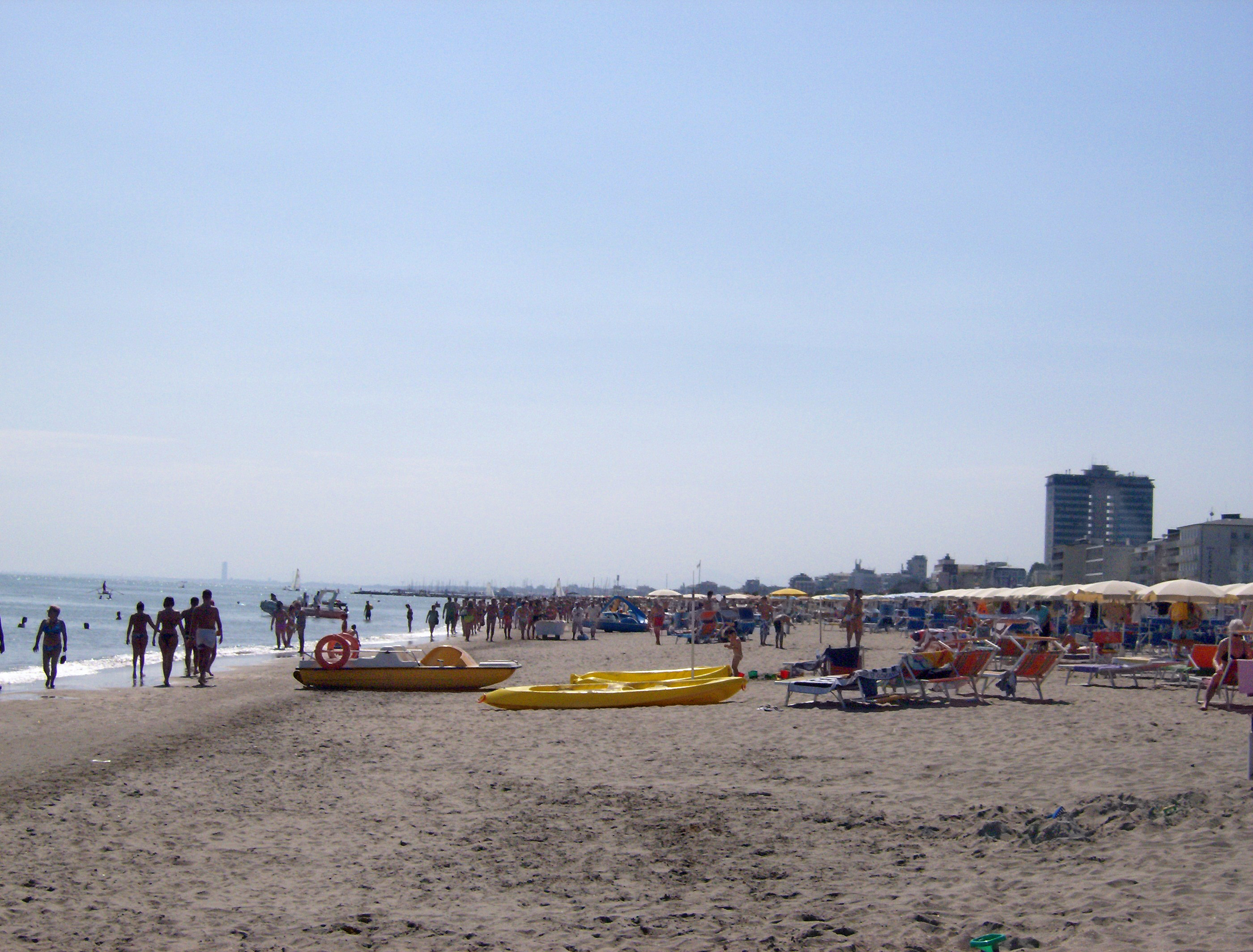
La spiaggia di Milano Marittima

| Nº | Provincia    | Comune               | Luogo |
| -- | ------------ | -------------------- | --- |
| 74 | Ferrara      | Comacchio            | Lido di Spina, Lido di Volano/Nazioni/Lido degli Scacchi/ Pomposa/Garibaldi, Lido degli Estensi                                             |
| 75 | Ravenna      | Ravenna              | Marina Romea/Porto Corsini, Marina di Ravenna/ Punta Marina Terme/Lido Adriano, Lido di Savio, Lido di Dante/Lido di Classe, Casal Borsetti |
| 76 | Ravenna      | Cervia               | Milano Marittima/Pinarella |
| 77 | Forlì-Cesena | Cesenatico           | Zadina, Levante (Valverde, Villamarina), Ponente                                                                                            |
| 78 | Rimini       | Bellaria-Igea Marina | Igea Marina |
| 79 | Rimini       | Misano Adriatico     | Punto Dieci/Porto Verde, Rio Alberello |
| 80 | Rimini       | Cattolica            | Regina dell'Adriatico |

### Marche

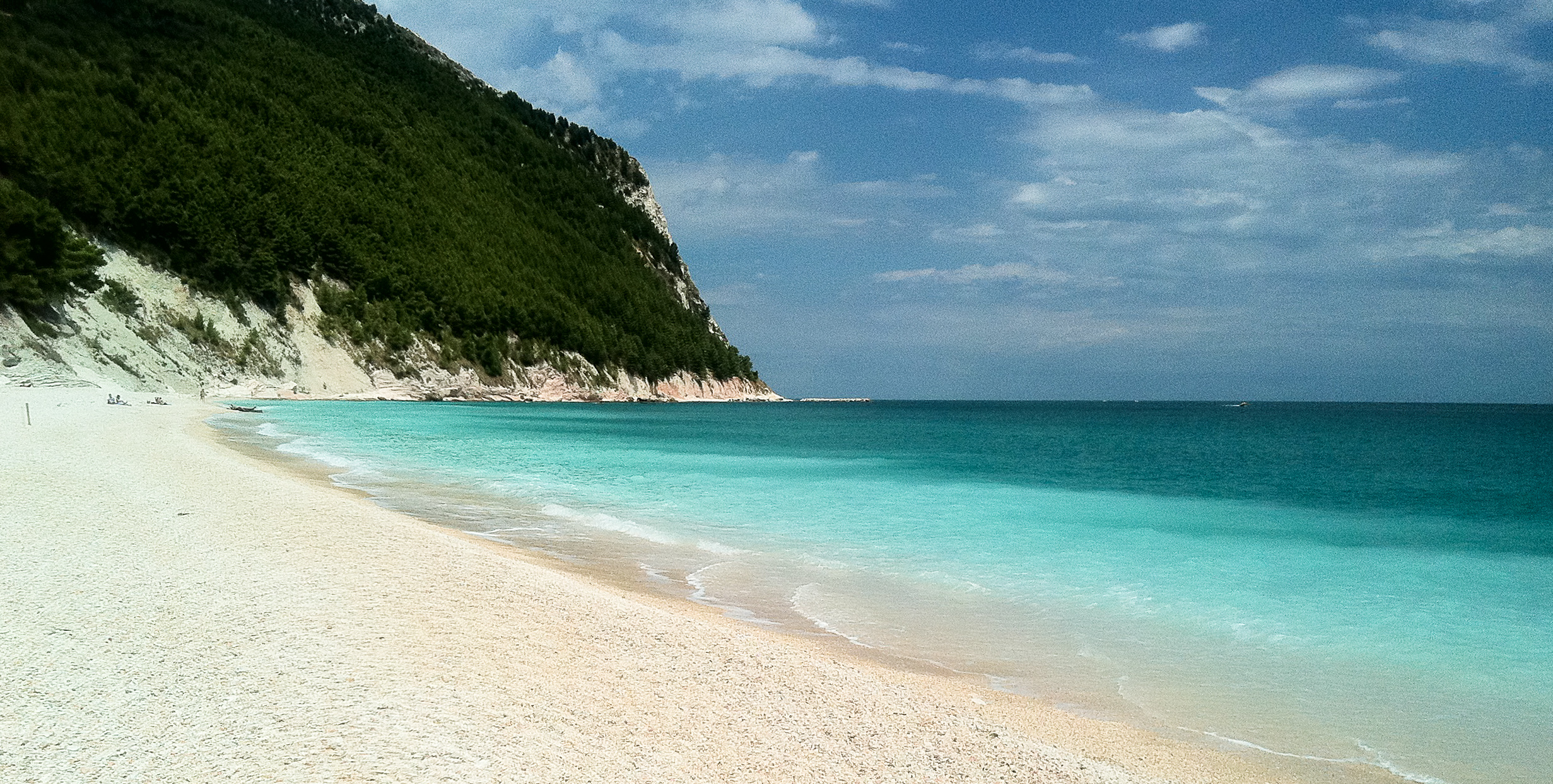
La spiaggia di Sirolo

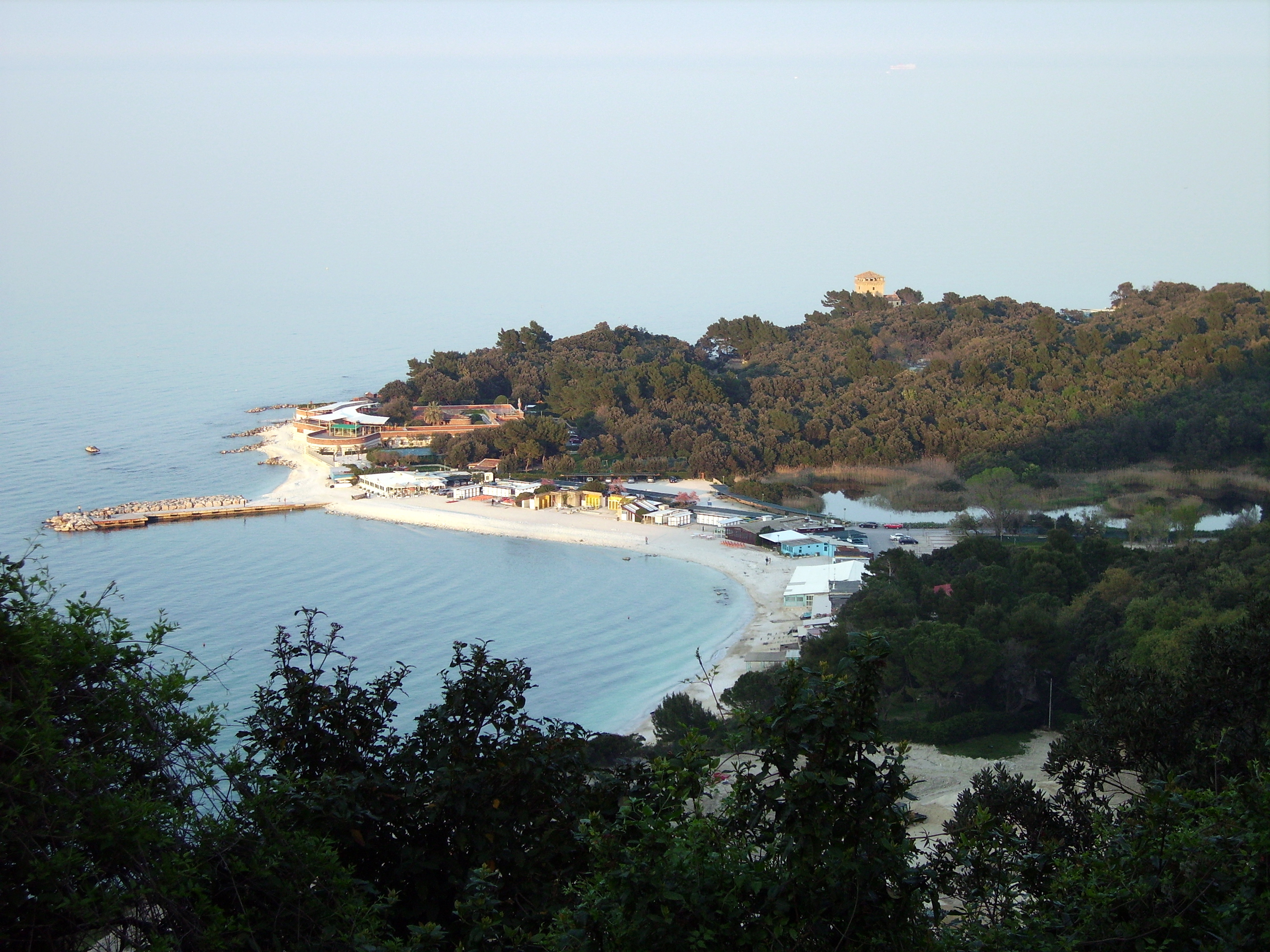
La spiaggia di Portonovo ad Ancona

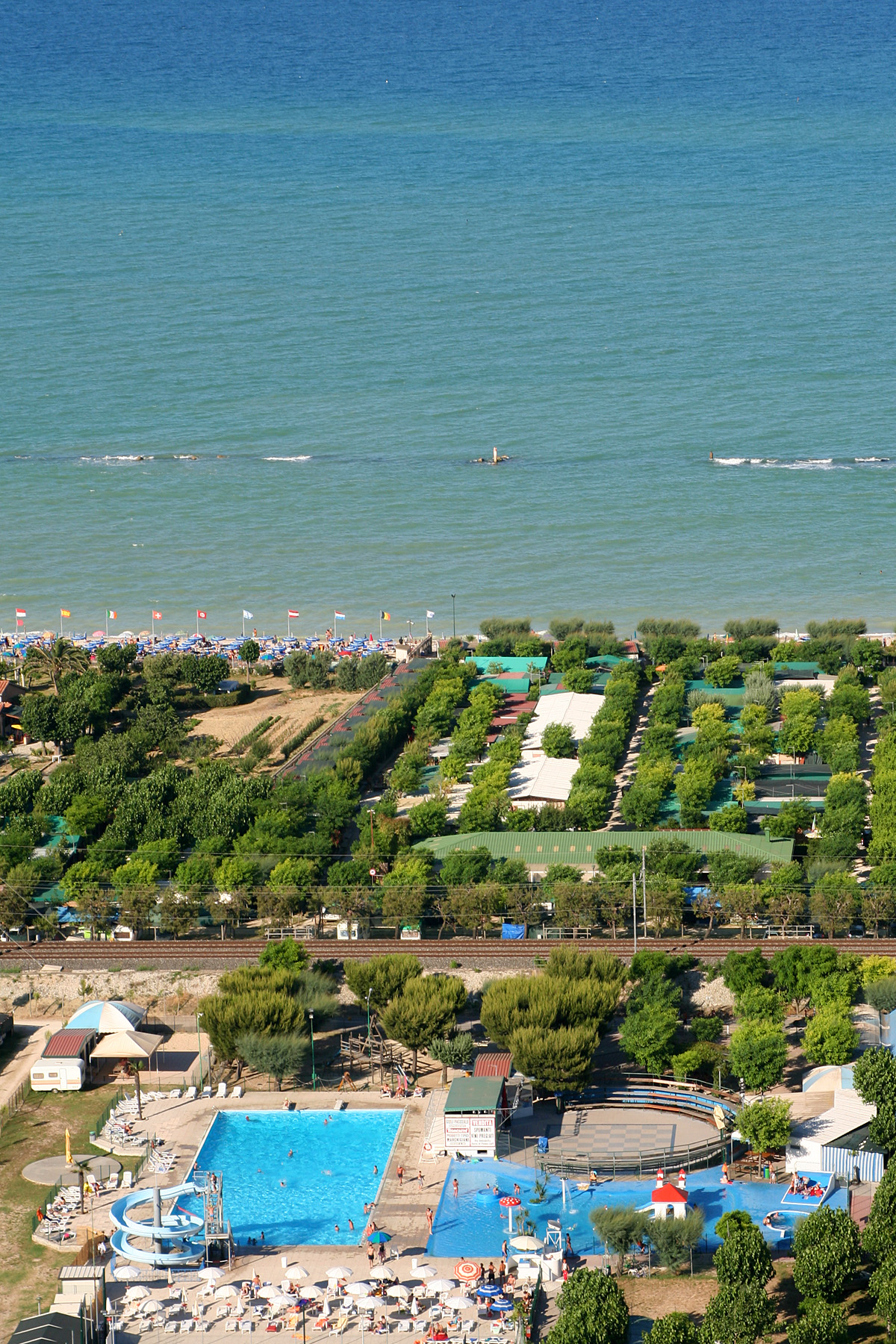
Uno scorcio della spiaggia di Grottammare

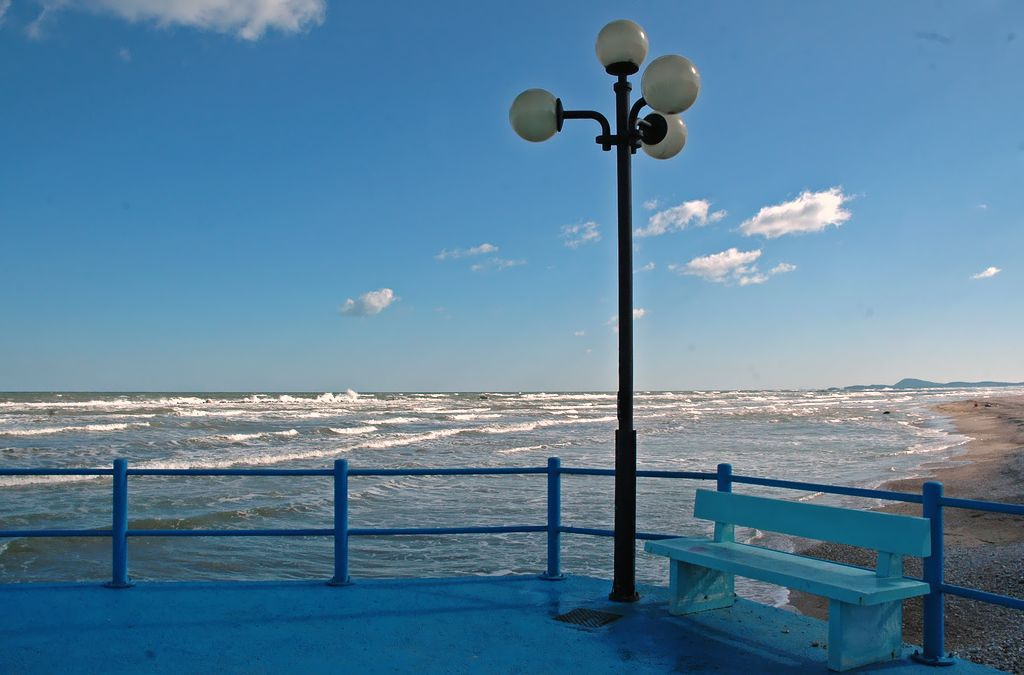
Uno scorcio del molo e della spiaggia di Marotta a Mondolfo

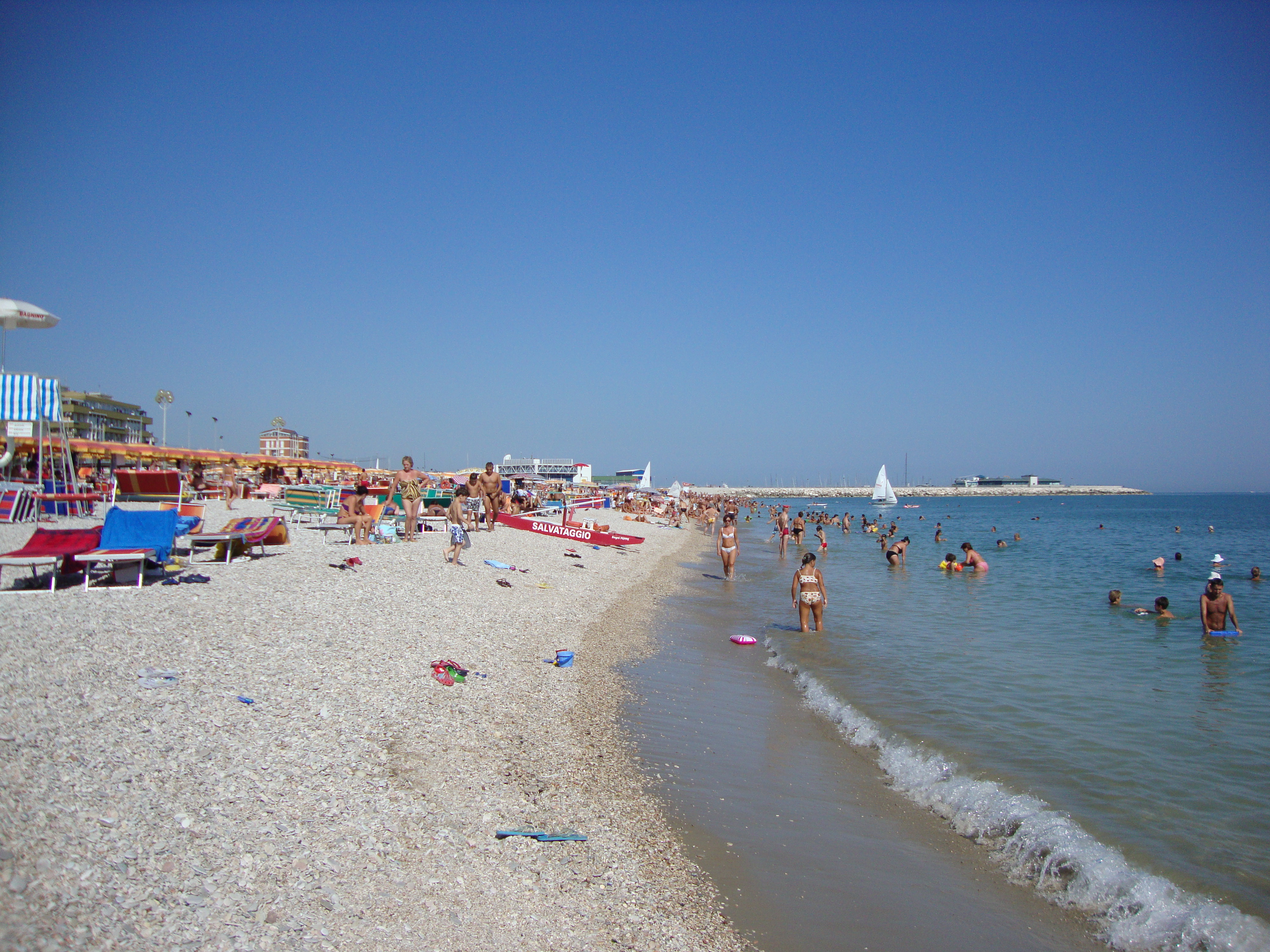
La spiaggia di Fano

| Nº | Provincia       | Comune                   | Luogo                                     |
| -- | --------------- | ------------------------ | ----------------------------------------- |
| 81 | Pesaro e Urbino | Gabicce                  | Lido                                      |
| 82 | Pesaro e Urbino | Pesaro                   | Sottomonte, Ponente/Levante               |
| 83 | Pesaro e Urbino | Fano                     | Nord, Sassonia nord, Torrette             |
| 84 | Pesaro e Urbino | Mondolfo                 | Marotta                                   |
| 85 | Ancona          | Senigallia               | Spiaggia di Levante, spiaggia di Ponente  |
| 86 | Ancona          | Ancona                   | Portonovo                                 |
| 87 | Ancona          | Sirolo                   | Sassi Neri/San Michele/Urbani             |
| 88 | Ancona          | Numana                   | Numana Bassa/Marcelli nord, Numana Alta   |
| 89 | Macerata        | Potenza Picena           | Lido nord, lido sud                       |
| 90 | Macerata        | Civitanova Marche        | Lungomare sud, lungomare nord             |
| 91 | Fermo           | Fermo                    | Lido di Fermo Casabianca, Marina Palmense |
| 92 | Fermo           | Pedaso                   | Lungomare dei Cantautori                  |
| 93 | Ascoli Piceno   | Cupra Marittima          | Lido                                      |
| 94 | Ascoli Piceno   | Grottammare              | Spiaggia nord, spiaggia sud               |
| 95 | Ascoli Piceno   | San Benedetto del Tronto | Riviera delle Palme                       |

### Abruzzo

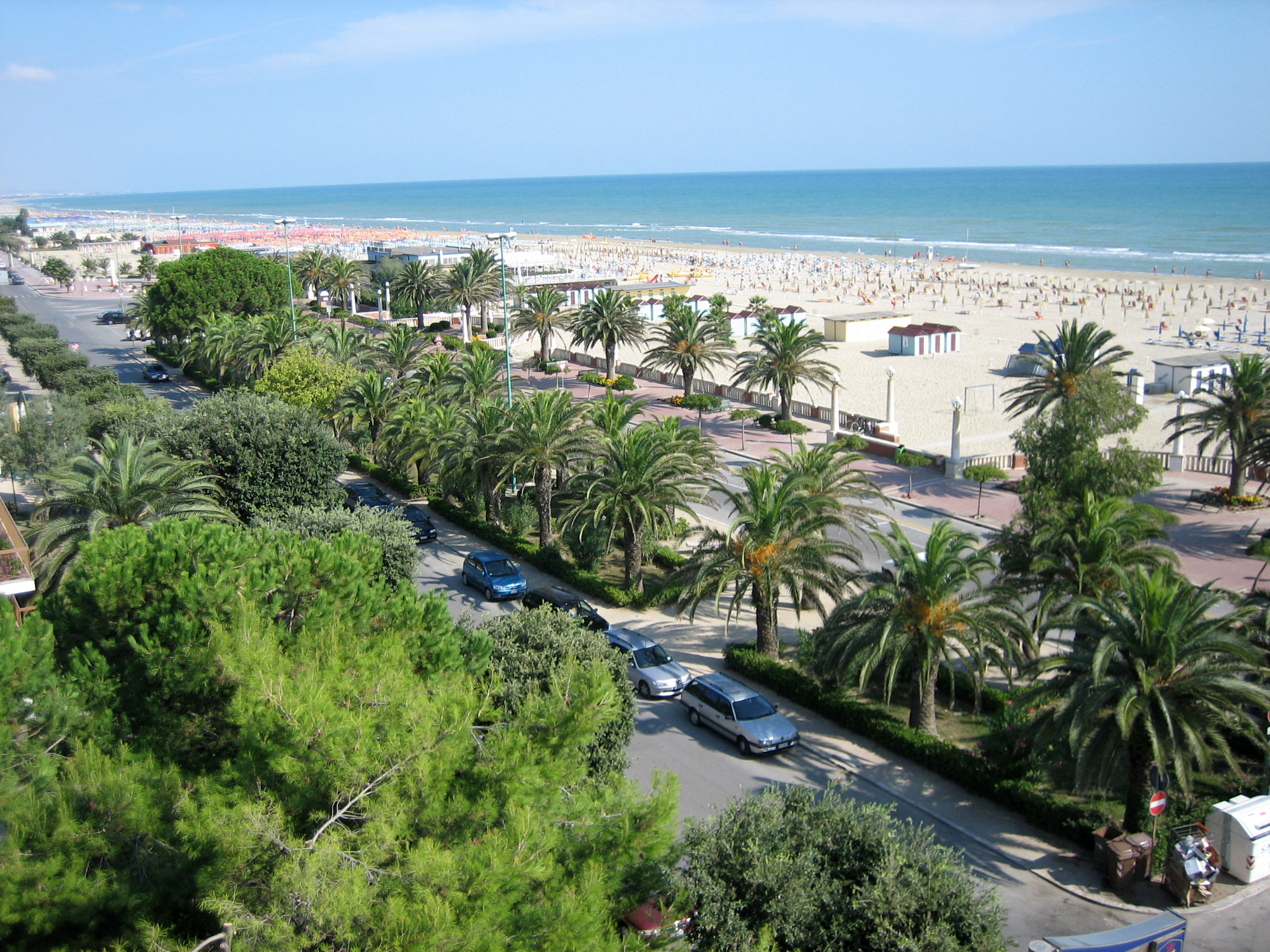
La spiaggia di Giulianova

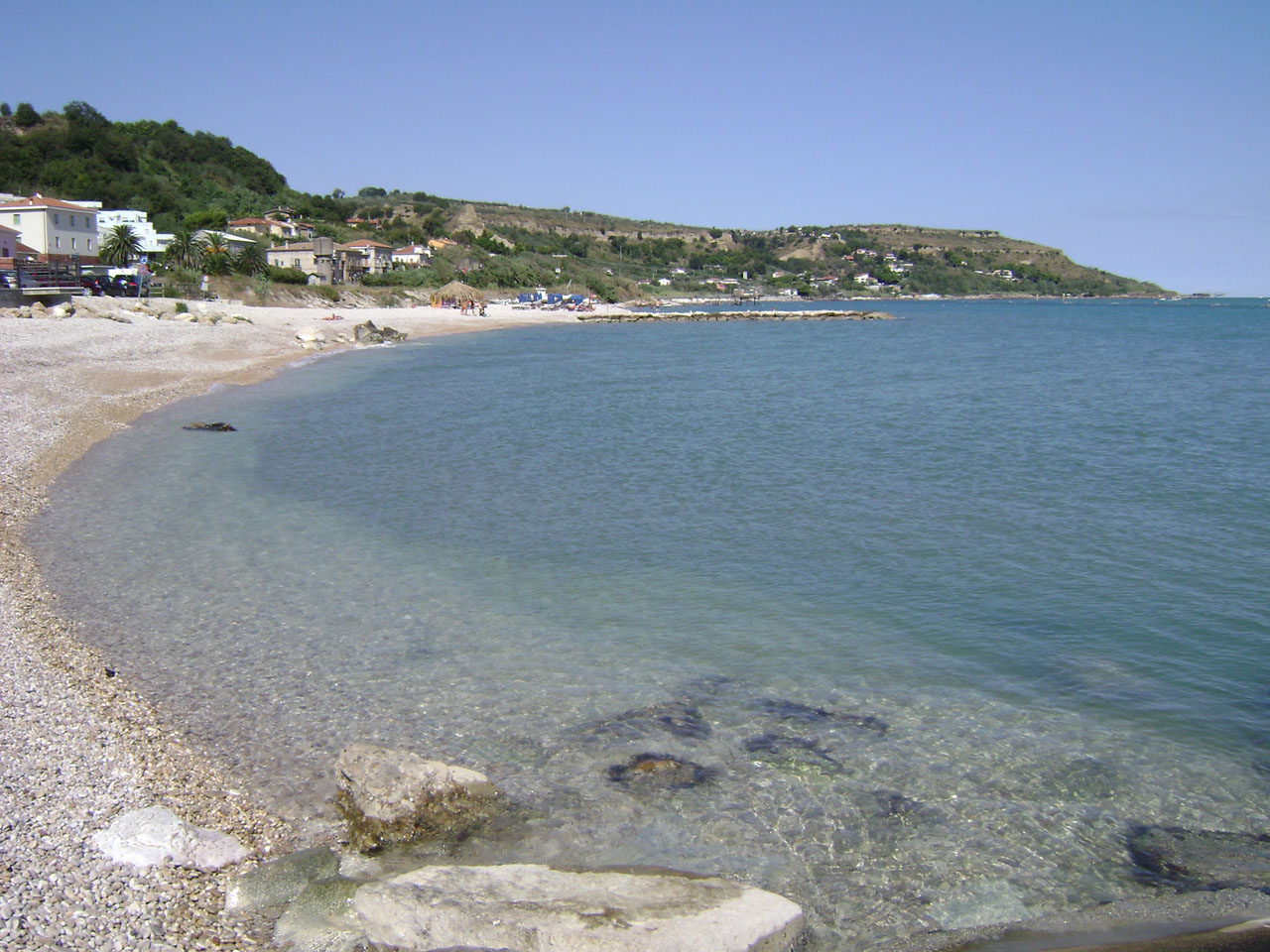
La spiaggia di Fossacesia

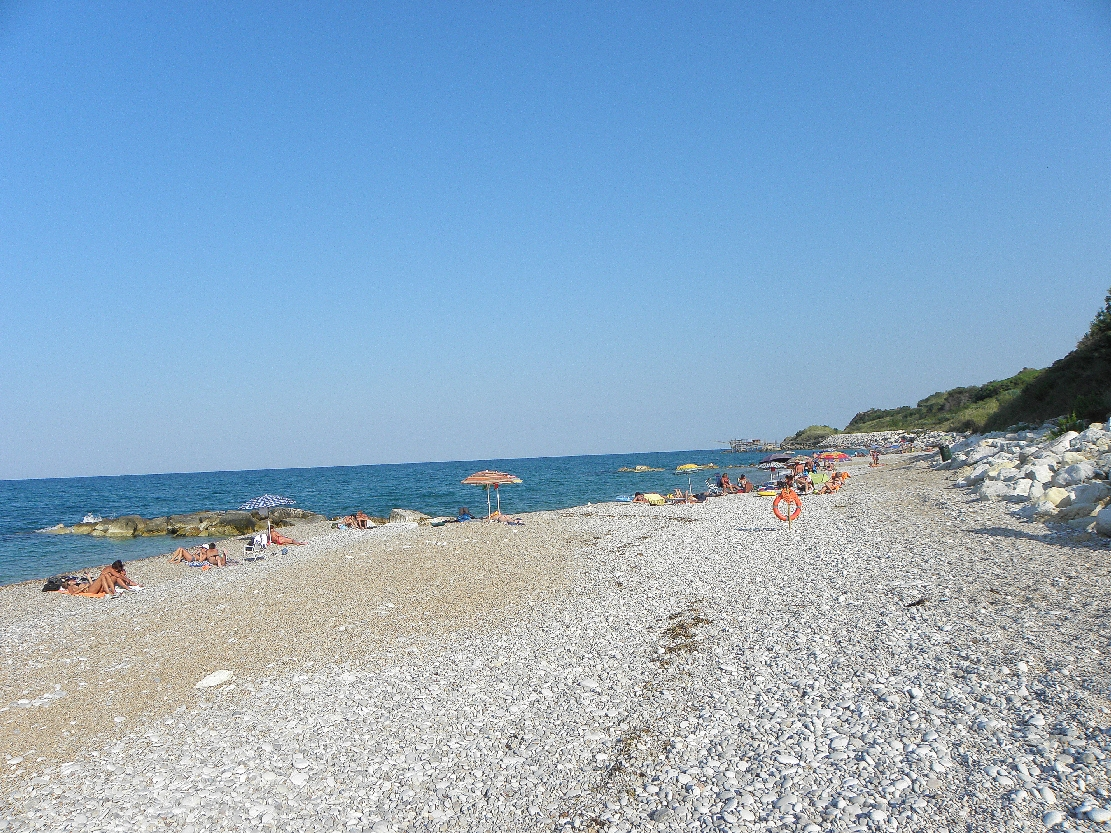
La spiaggia di Rocca San Giovanni

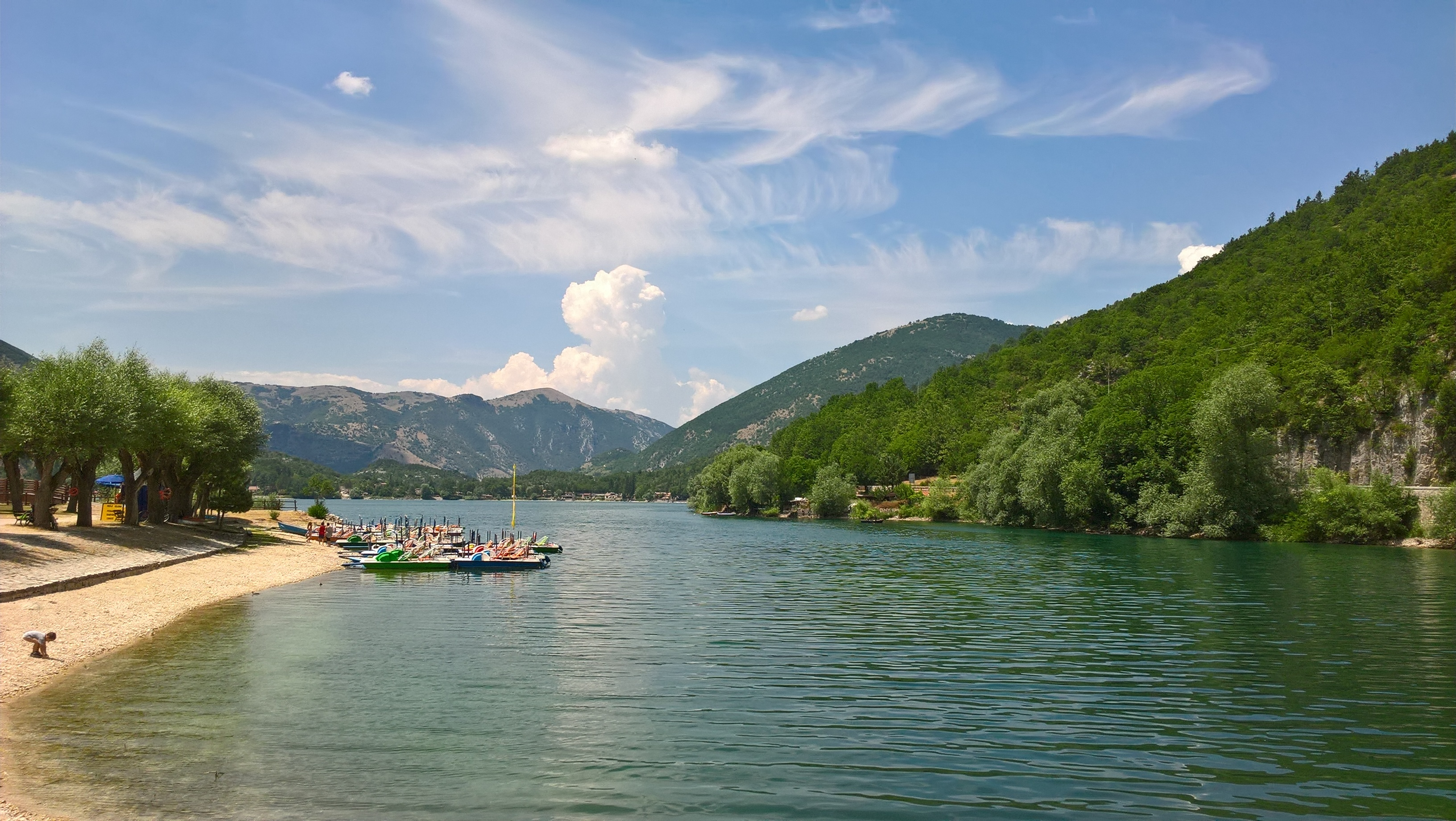
Il lago di Scanno

| Nº  | Provincia | Comune               | Luogo |
| --- | --------- | -------------------- | --- |
| 96  | Teramo    | Tortoreto            | Spiaggia del Sole |
| 97  | Teramo    | Giulianova           | Lungomare Spalato-Rodi, lungomare Zara                                                                                 |
| 98  | Teramo    | Roseto degli Abruzzi | Lungomare sud / lungomare nord / lungomare centrale                                                                    |
| 99  | Teramo    | Pineto               | Lungomare dei Pini/ Pineta Catucci, S. Maria a Valle nord, S. Maria a Valle sud, Torre di Cerrano, Corfù, Villa Fumosa |
| 100 | Teramo    | Silvi                | Lungomare centrale, parco marino Torre del Cerrano, arenile sud                                                        |
| 101 | Chieti    | Fossacesia           | Fossacesia Marina |
| 102 | Chieti    | Vasto                | Punta Penna, Vignola                                                                                                   |
| 103 | Chieti    | San Salvo            | San Salvo Marina |
| 104 | L'Aquila  | Villalago            | Villalago |
| 105 | L'Aquila  | Scanno               | Acquevive, Gestione Ciccotti, Parco dei Salici                                                                         |

### Molise

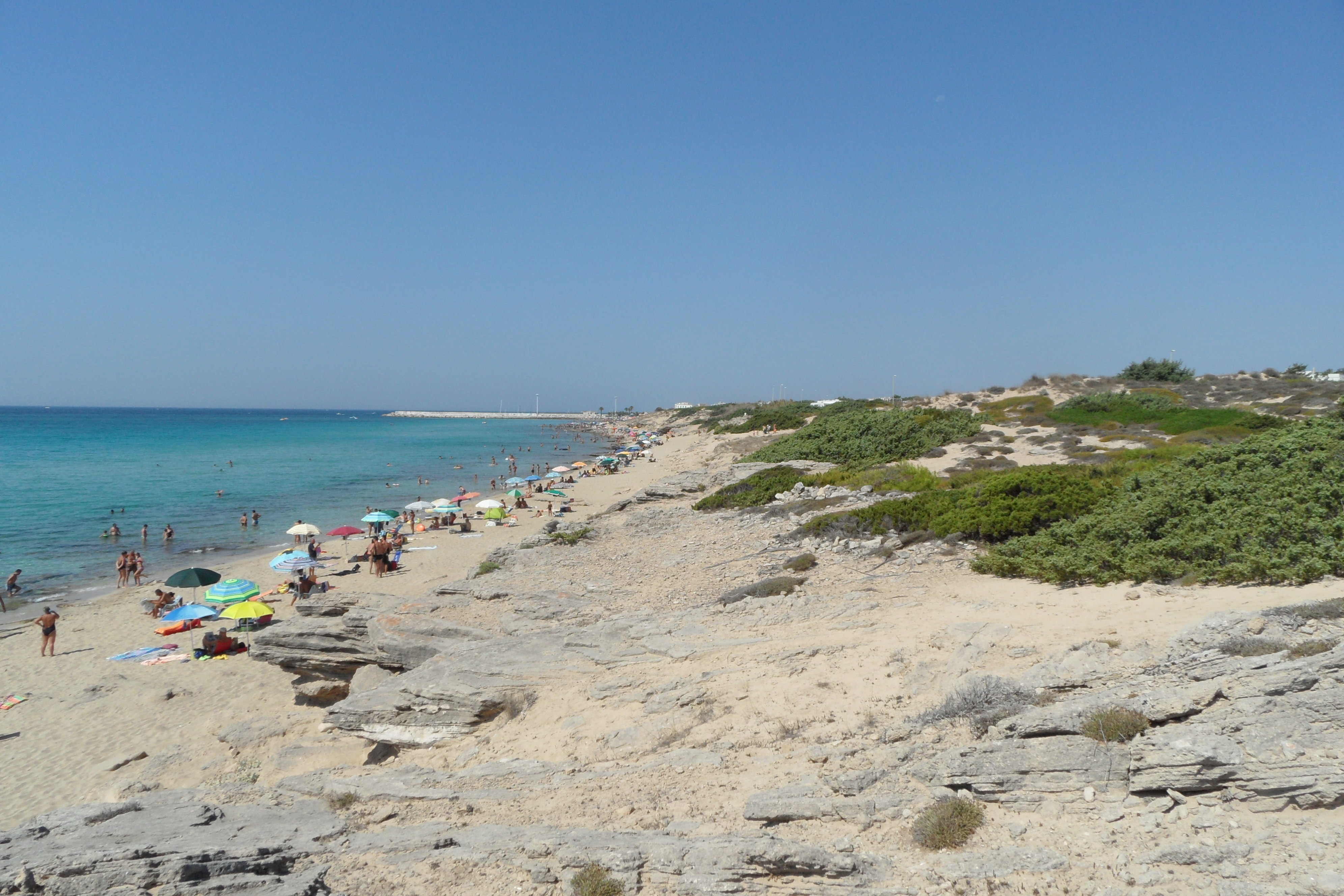
La spiaggia di Campomarino

| Nº  | Provincia  | Comune      | Luogo |
| --- | ---------- | ----------- | ----- |
| 106 | Campobasso | Campomarino | Lido  |

### Lazio

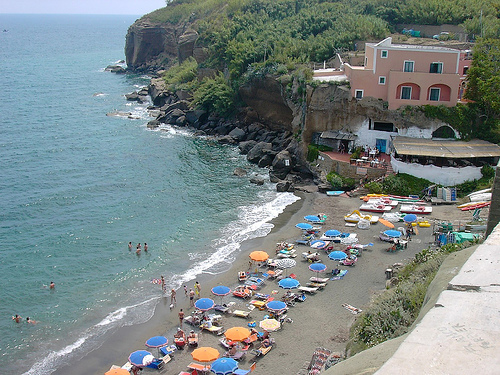
La spiaggia di Cala Nave a Ventotene

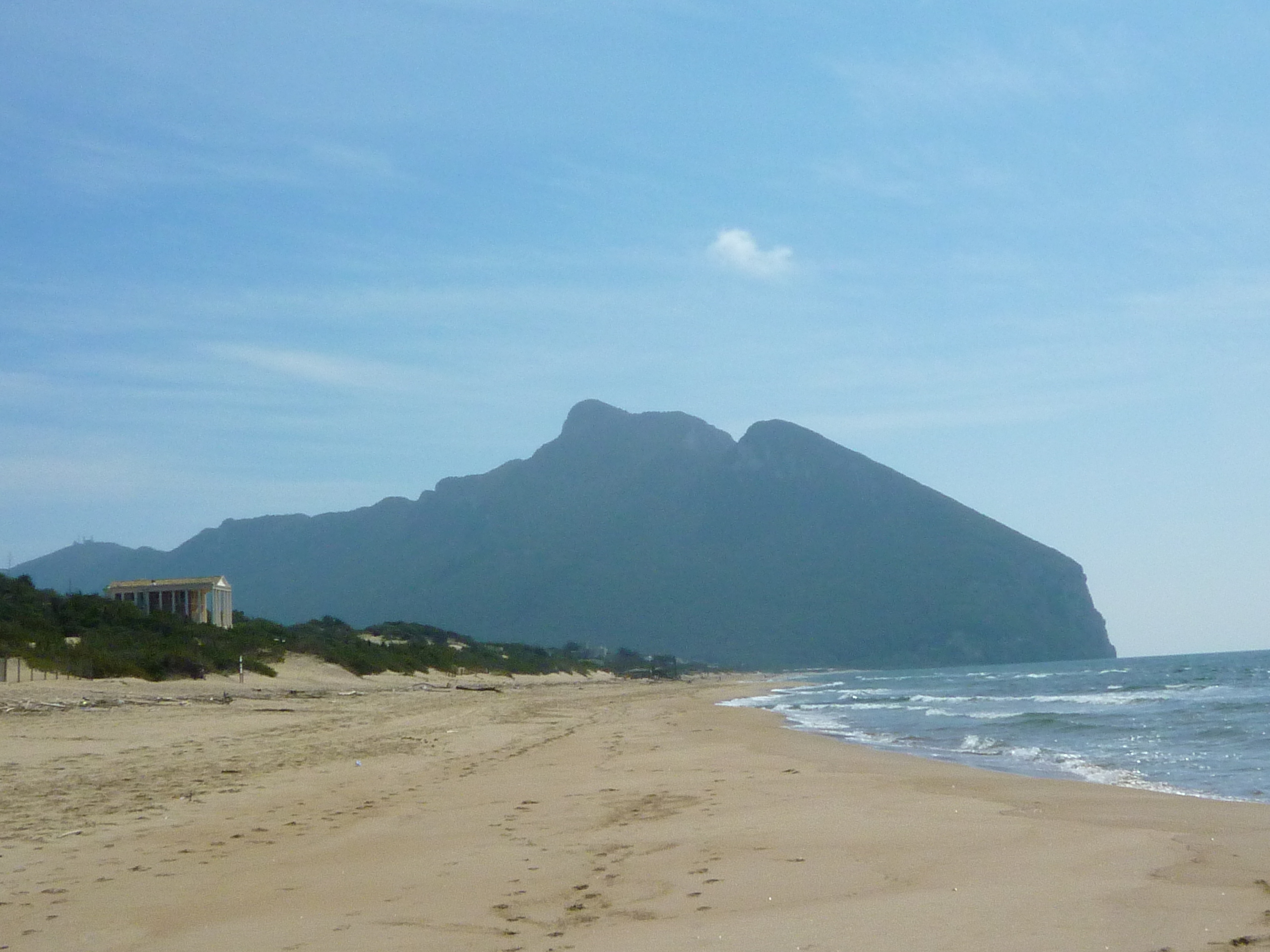
La spiaggia di Sabaudia con vista del monte Circeo

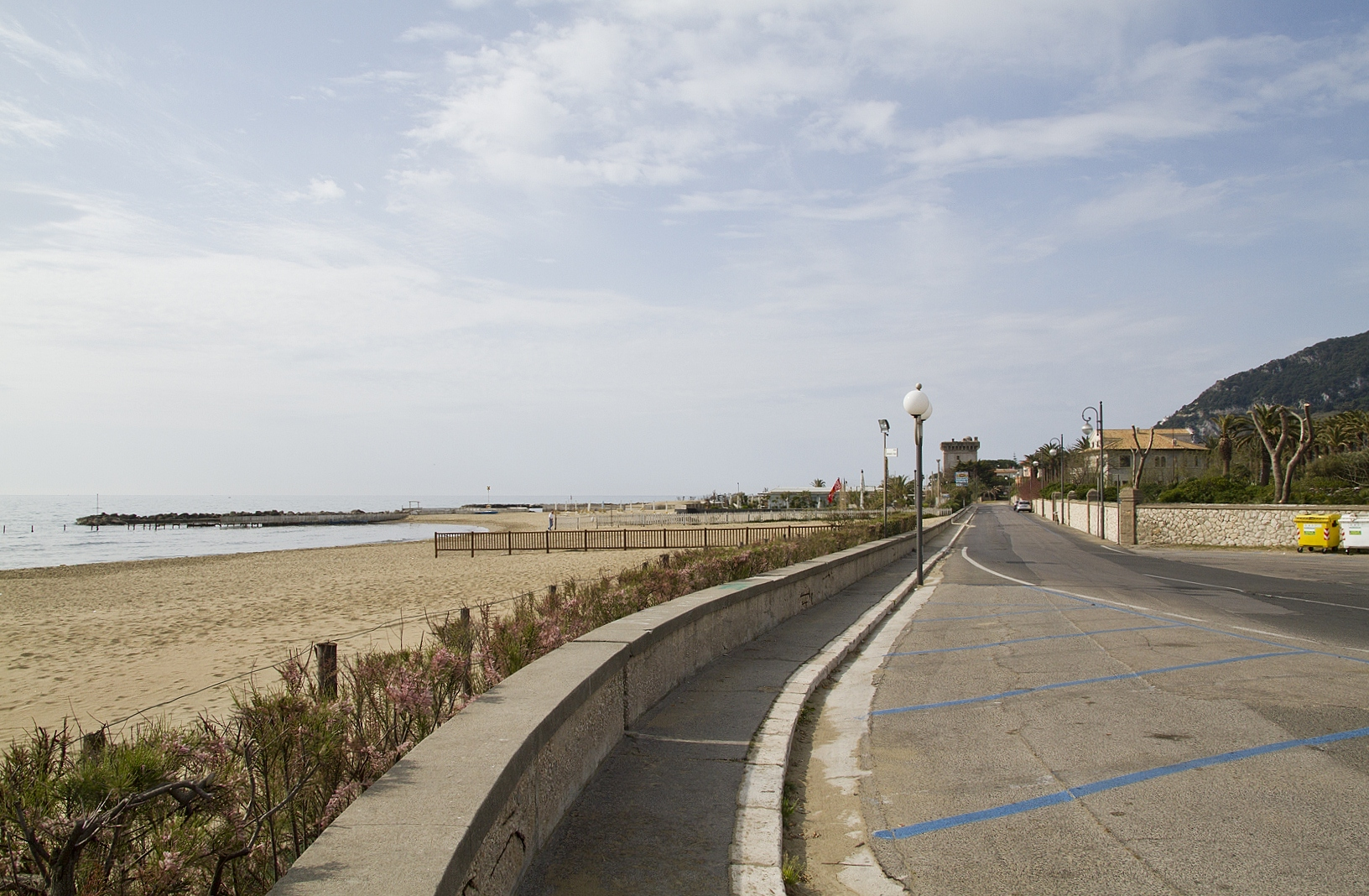
Il litorale di San Felice Circeo

| Nº  | Provincia | Comune            | Luogo |
| --- | --------- | ----------------- | --- |
| 107 | Roma      | Trevignano Romano | Via della Rena                                                                                           |
| 108 | Roma      | Anzio             | Tor Caldara, Riviera di Ponente, Riviera di Levante, Marechiaro, Lido di Lavinio, Lido Dei Pini, Colonia |
| 109 | Latina    | Latina            | Latina Mare                                                                                              |
| 110 | Latina    | Sabaudia          | Lungomare                                                                                                |
| 111 | Latina    | San Felice Circeo | Litorale                                                                                                 |
| 112 | Latina    | Terracina         | Levante, Ponente                                                                                         |
| 113 | Latina    | Sperlonga         | Ponente, Lagolungo, Levante, Bazzano                                                                     |
| 114 | Latina    | Gaeta             | Arenauta, Ariana, Sant'Agostino, Serapo                                                                  |
| 115 | Latina    | Ventotene         | Cala Nave                                                                                                |

### Campania

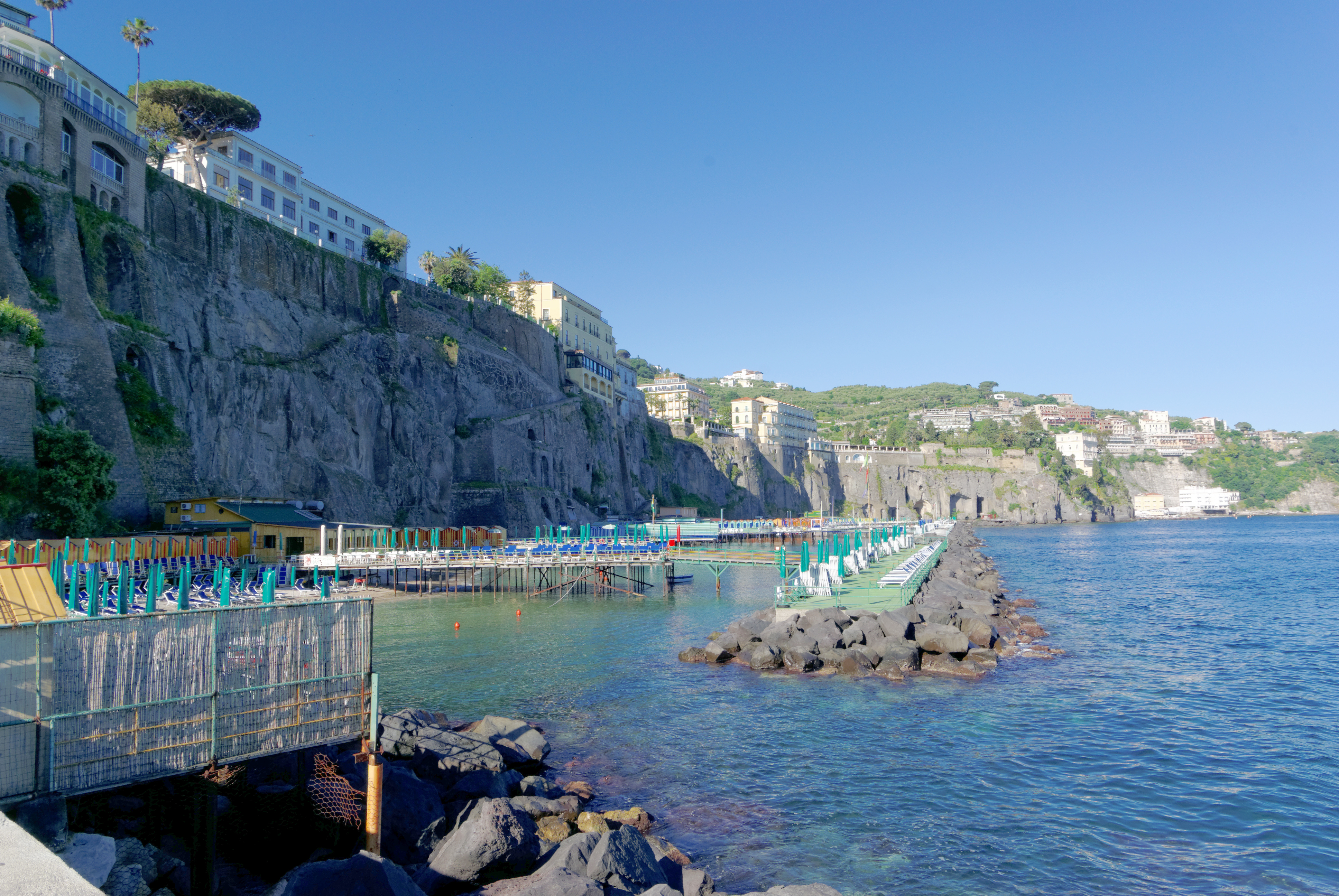
Gli stabilimenti balneari di Sorrento

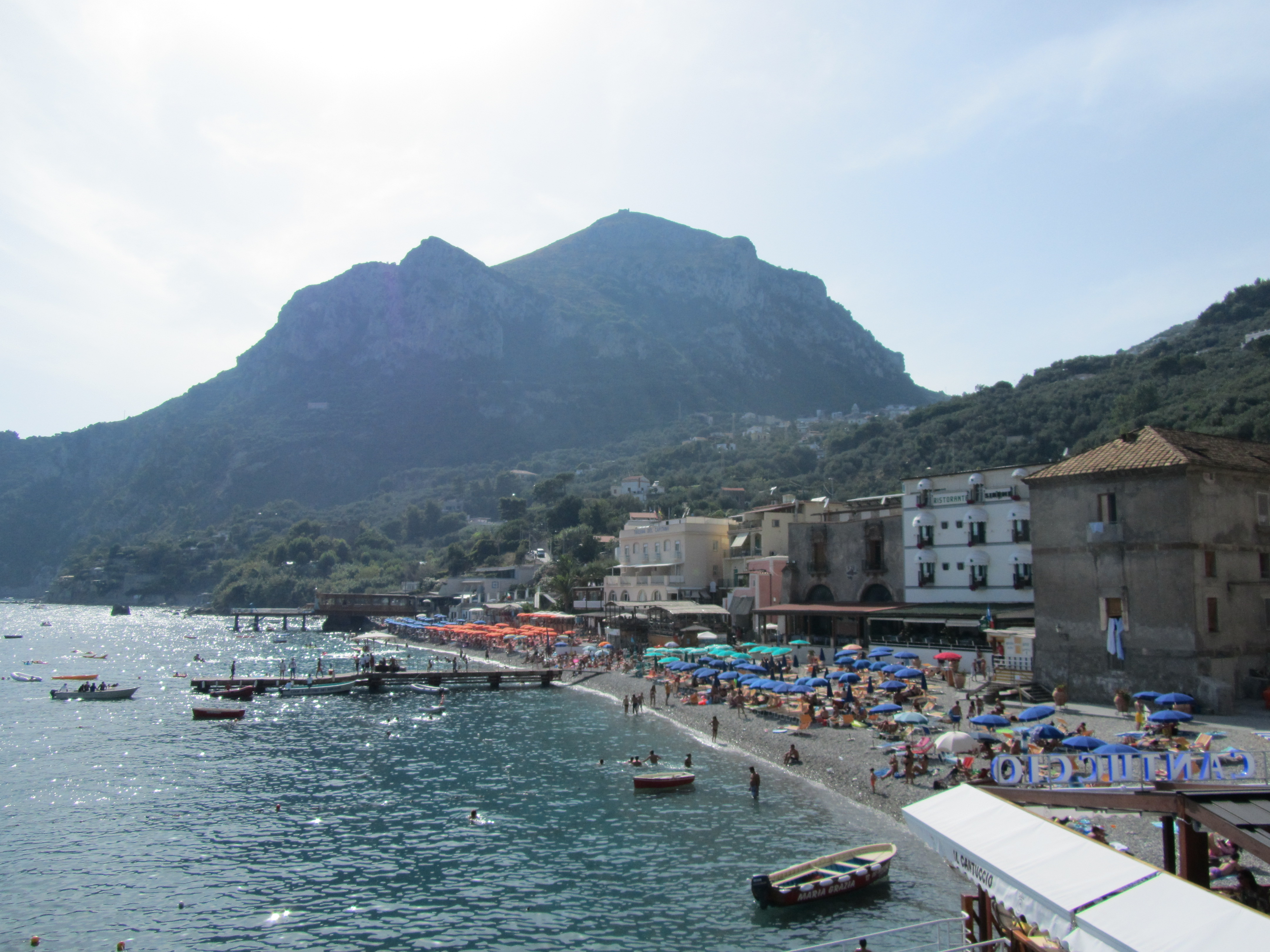
La spiaggia di marina del cantone a Massa Lubrense

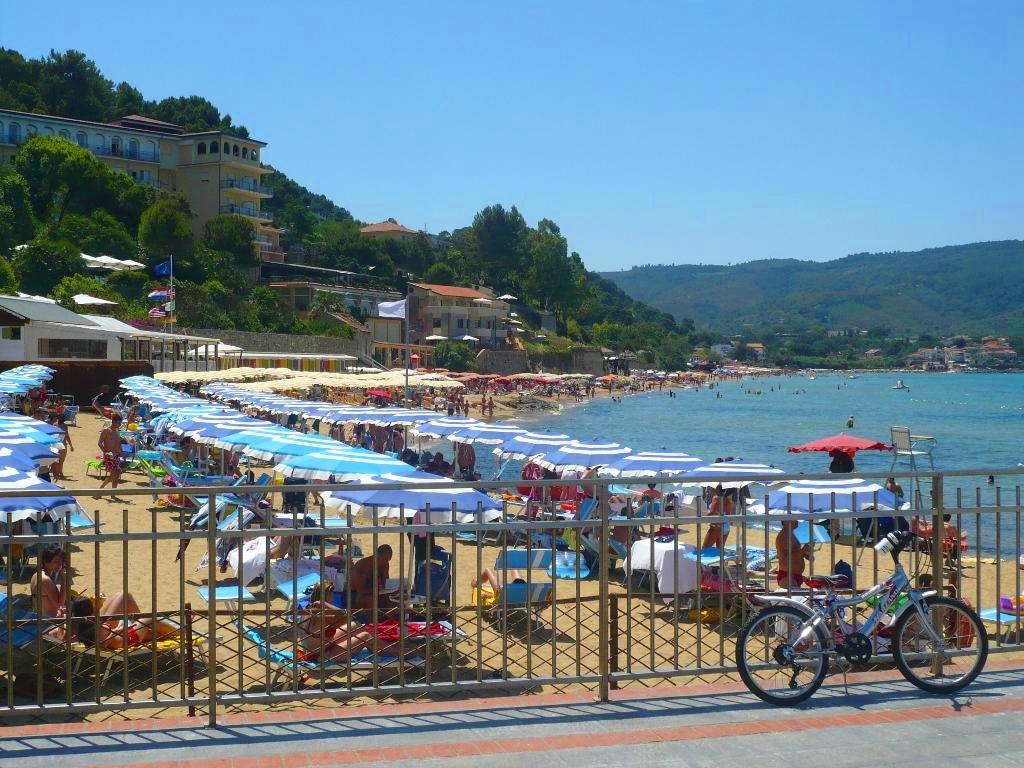
La spiaggia Pozzillo a Castellabate

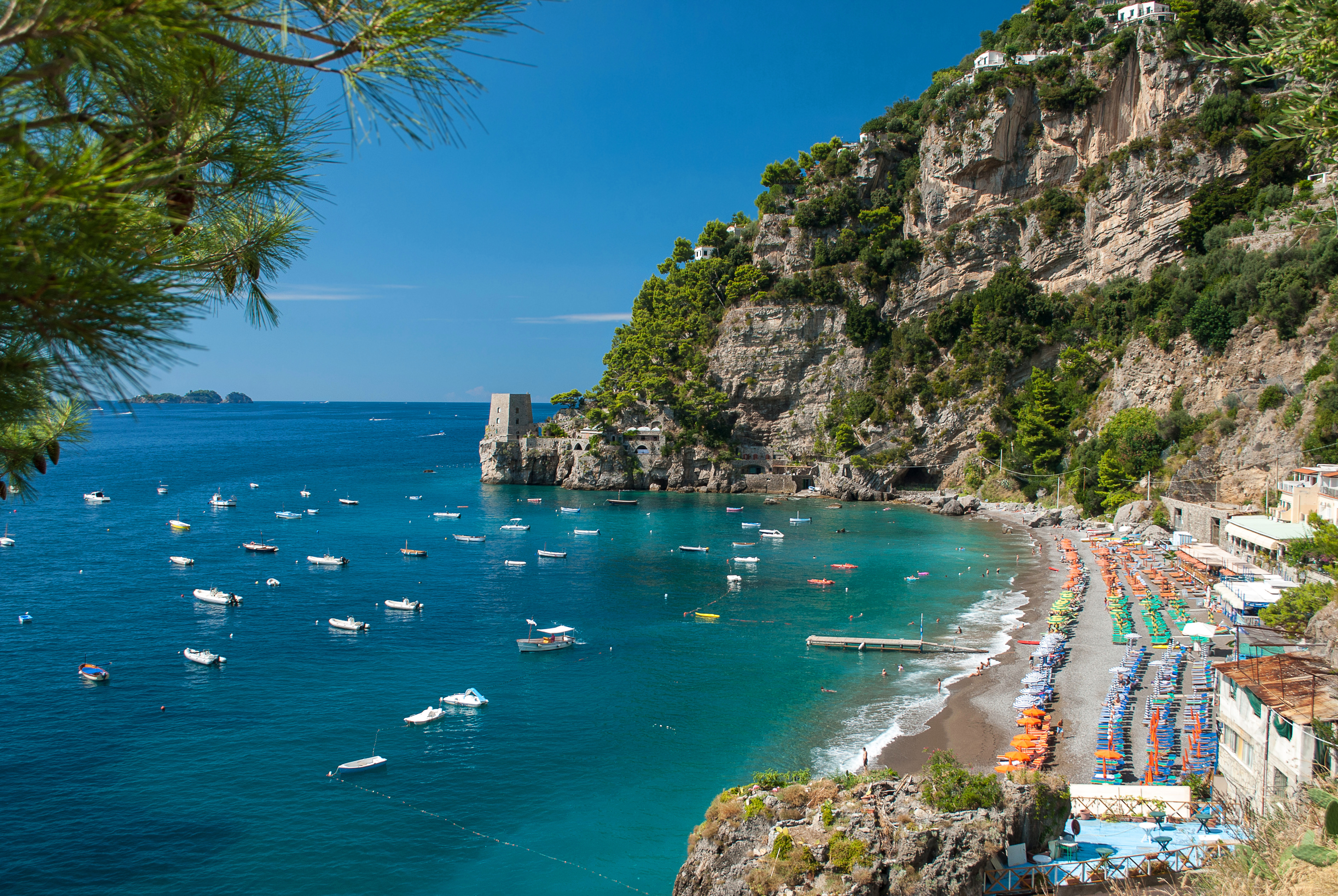
La spiaggia Fornillo a Positano

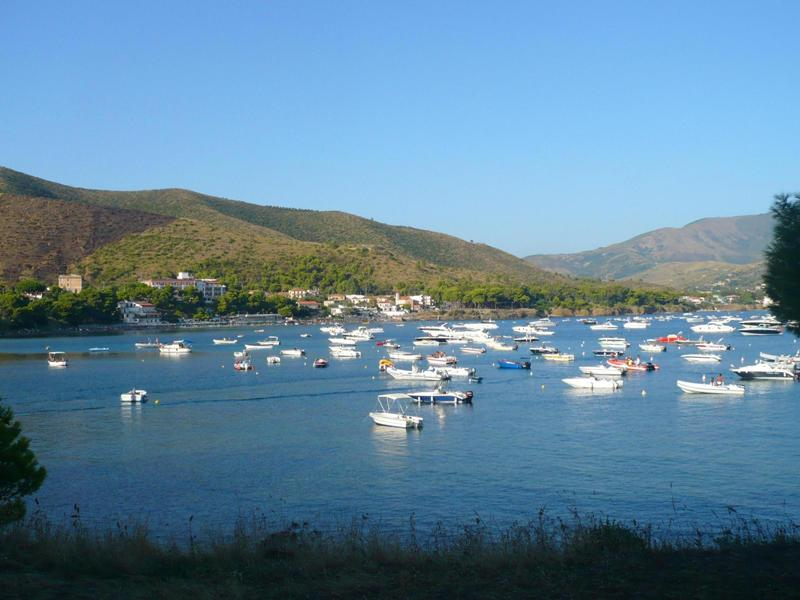
La baia di Ogliastro Marina a Castellabate

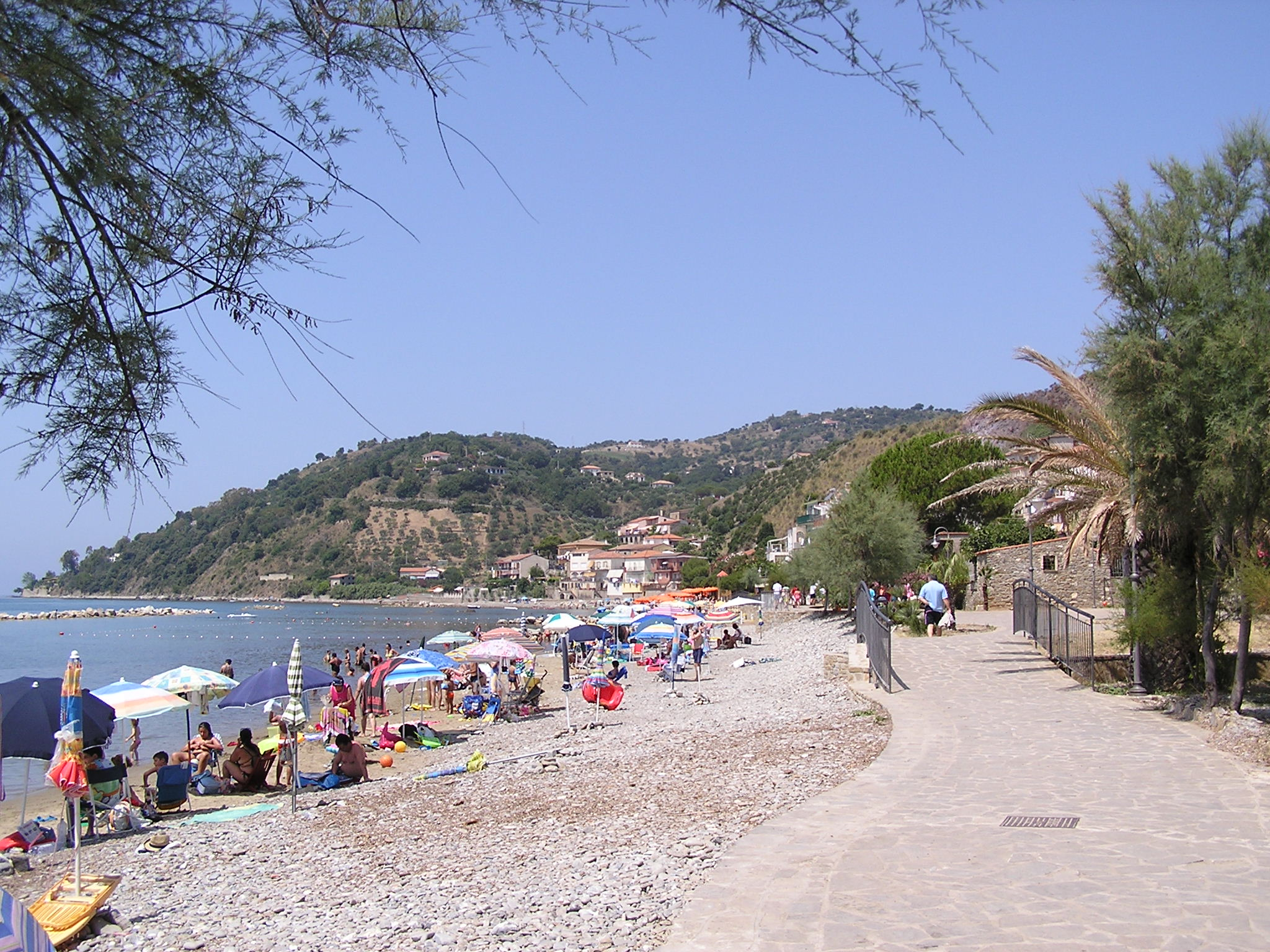
Il Litorale di Pioppi a Pollica

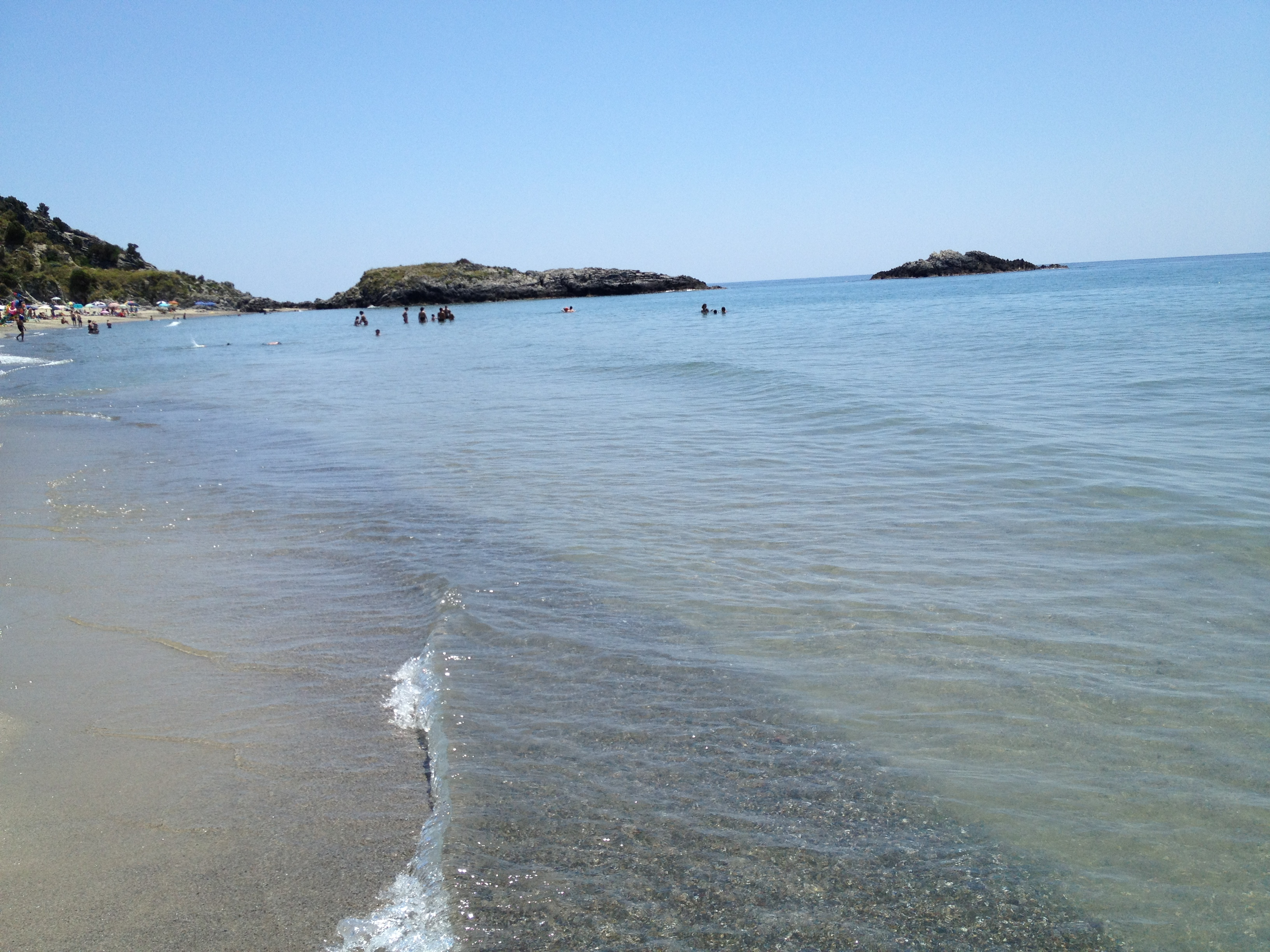
La spiaggia di Ascea

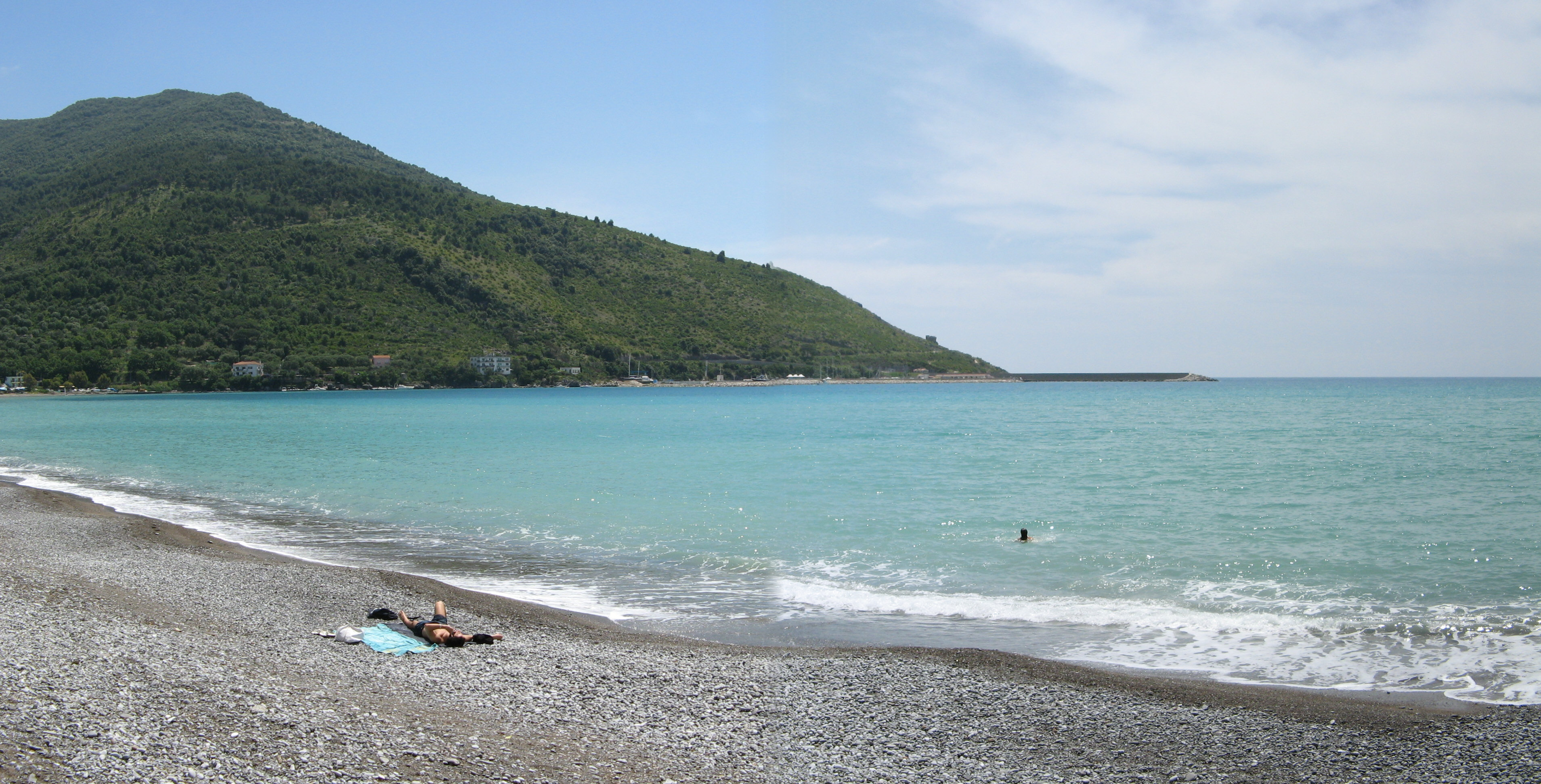
Una spiaggia a Sapri

| Nº  | Provincia | Comune            | Luogo                                                                              |
| --- | --------- | ----------------- | ---------------------------------------------------------------------------------- |
| 116 | Napoli    | Piano di Sorrento | Marina di Cassano                                                                  |
| 117 | Napoli    | Sorrento          | San Francesco, Riviera di Massa                                                    |
| 118 | Napoli    | Massa Lubrense    | Baia delle Sirene, Marina del Cantone, Marina di Puolo, Recommone                  |
| 119 | Napoli    | Anacapri          | Faro di Punta Carena, Gradola/Grotta Azzurra                                       |
| 120 | Salerno   | Positano          | Spiaggia Arienzo, spiaggia Fornillo, spiaggia Grande                               |
| 121 | Salerno   | Capaccio          | Licinella, Varolato/La Laura/Casina d'Amato, Torre di Paestum/Foce Acqua dei Ranci |
| 122 | Salerno   | Agropoli          | Torre San Marco, Trentova, Spiaggia Libera Porto, Lungomare San Marco              |
| 123 | Salerno   | Castellabate      | Lago Tresino, Marina Piccola, Pozzillo/San Marco, Punta Inferno, Baia Ogliastro    |
| 124 | Salerno   | Montecorice       | San Nicola, Baia Arena, Spiaggia Agnone, Spiaggia Capitello                        |
| 125 | Salerno   | San Mauro Cilento | Mezzatorre                                                                         |
| 126 | Salerno   | Pollica           | Acciaroli, Pioppi                                                                  |
| 127 | Salerno   | Casal Velino      | Lungomare/Isola, Dominella/Torre                                                   |
| 128 | Salerno   | Ascea             | Piana di Velia, Torre del Telegrafo, Marina di Ascea                               |
| 129 | Salerno   | Pisciotta         | Ficaiola/Torraca/Gabella, Pietracciaio/Fosso della Marina/Marina Acquabianca       |
| 130 | Salerno   | Centola           | Marinella, Palinuro (Porto/Dune, Le Saline)                                        |
| 131 | Salerno   | Vibonati          | Torre Villammare, Santa Maria Le Piane, Oliveto                                    |
| 132 | Salerno   | Ispani            | Ortoconte/Capitello                                                                |
| 133 | Salerno   | Sapri             | Cammarelle, San Giorgio                                                            |

### Basilicata

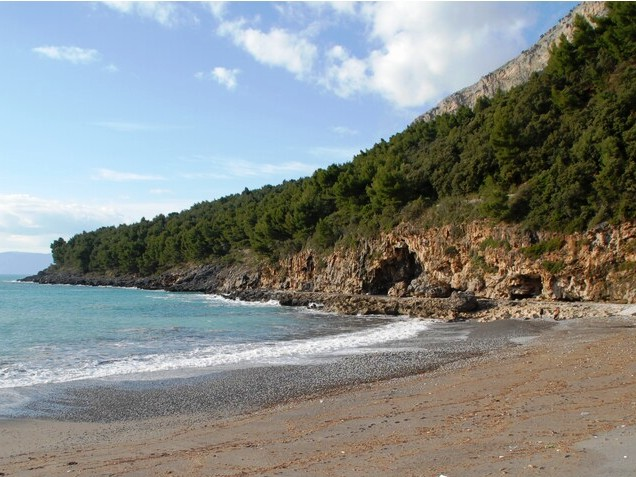
Le grotte di Fiumicello a Maratea

| Nº  | Provincia | Comune    | Luogo                                                                                          |
| --- | --------- | --------- | ---------------------------------------------------------------------------------------------- |
| 134 | Potenza   | Maratea   | Santa Teresa/Calaficarra, Macarro/Illicini/Nera, Castrocucco/Secca di Castrocucco, Acquafredda |
| 135 | Matera    | Policoro  | Lido nord e sud                                                                                |
| 136 | Matera    | Pisticci  | Lido San Basilio, Lido 48                                                                      |
| 137 | Matera    | Bernalda  | Lido di Metaponto                                                                              |
| 138 | Matera    | Nova Siri | Lido                                                                                           |

### Puglia

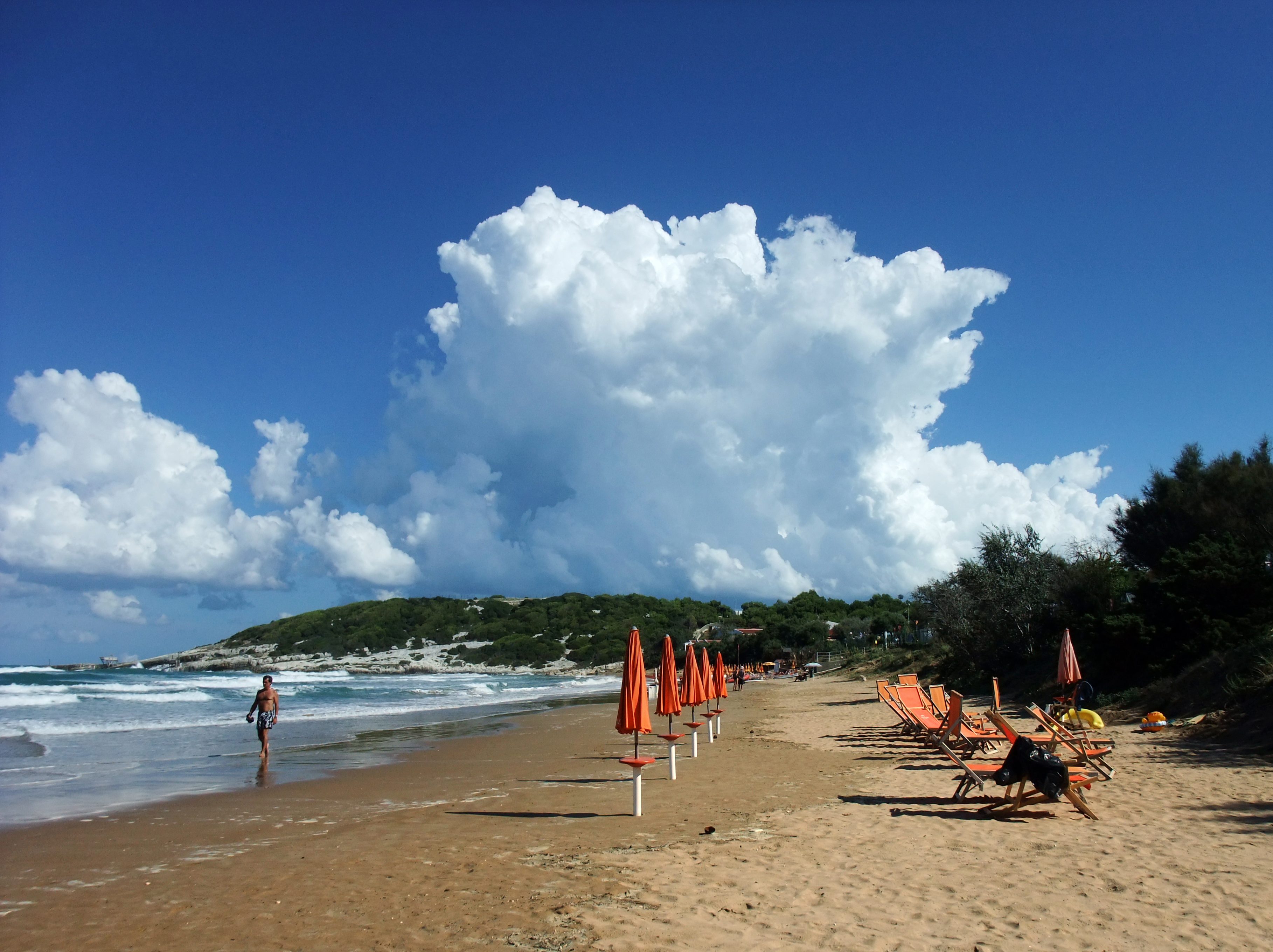
La spiaggia di Sfinale a Peschici

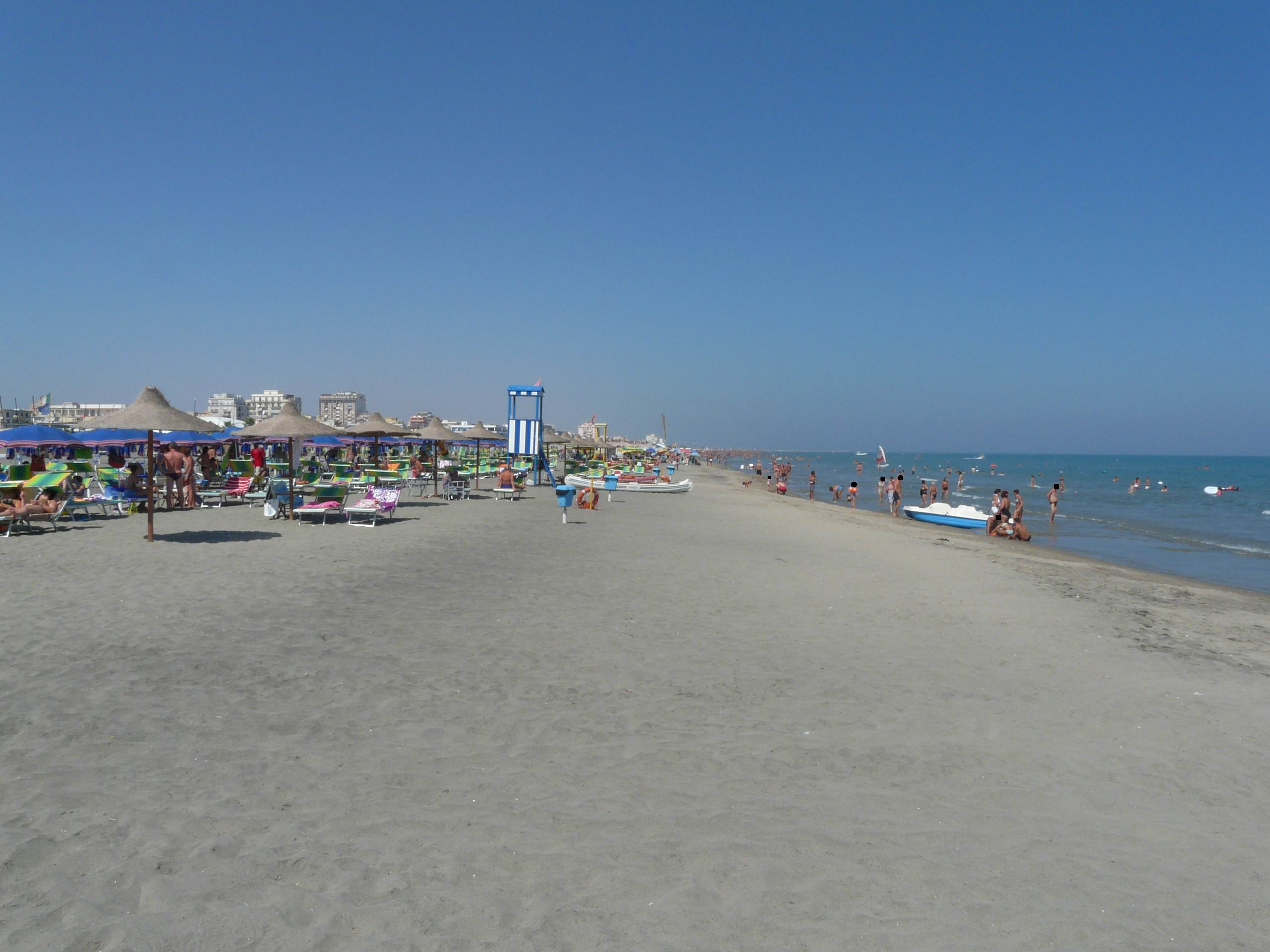
La spiaggia di Margherita di Savoia

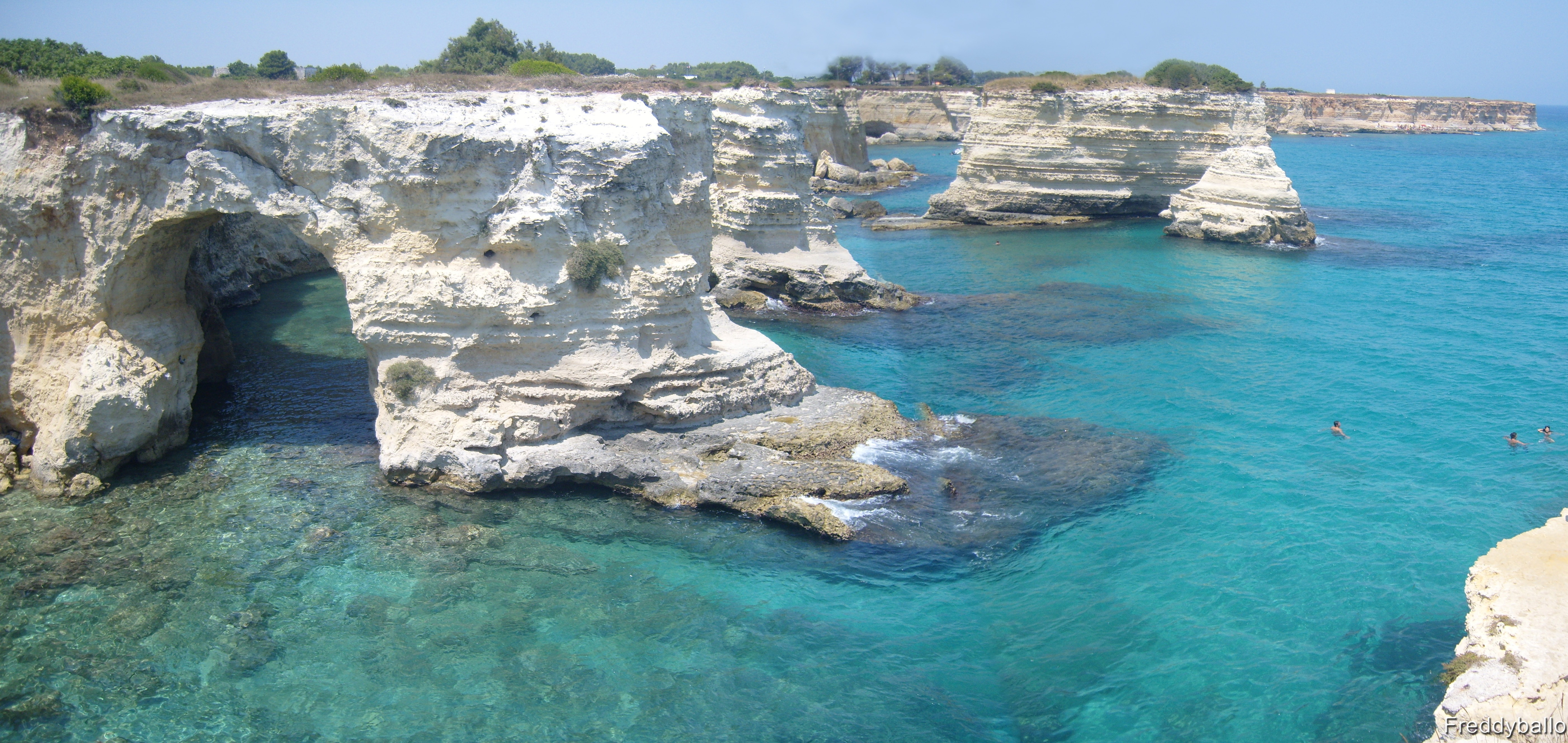
Torre Sant'Andrea a Melendugno

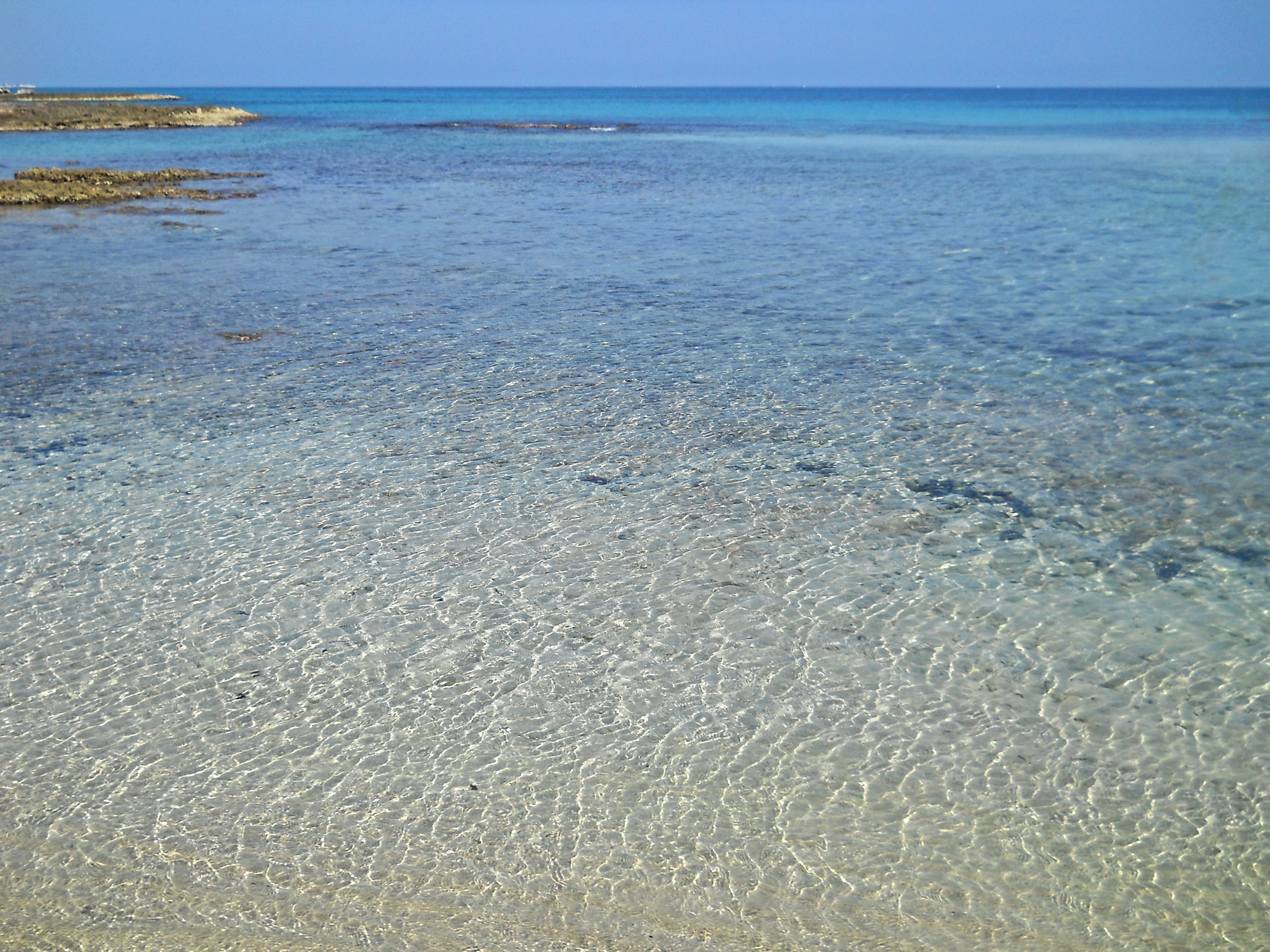
Torre Guaceto a Carovigno

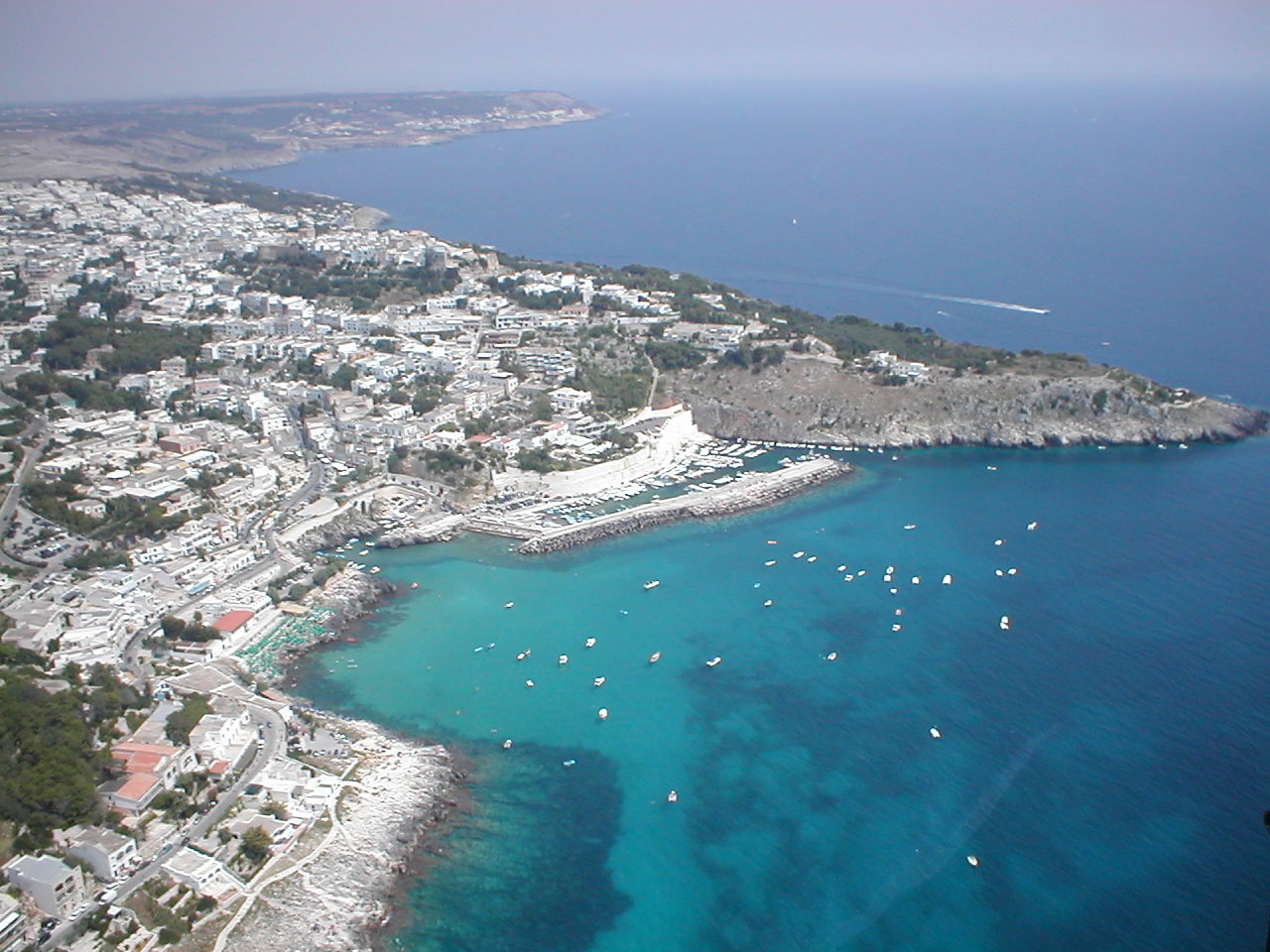
La spiaggia di Castro

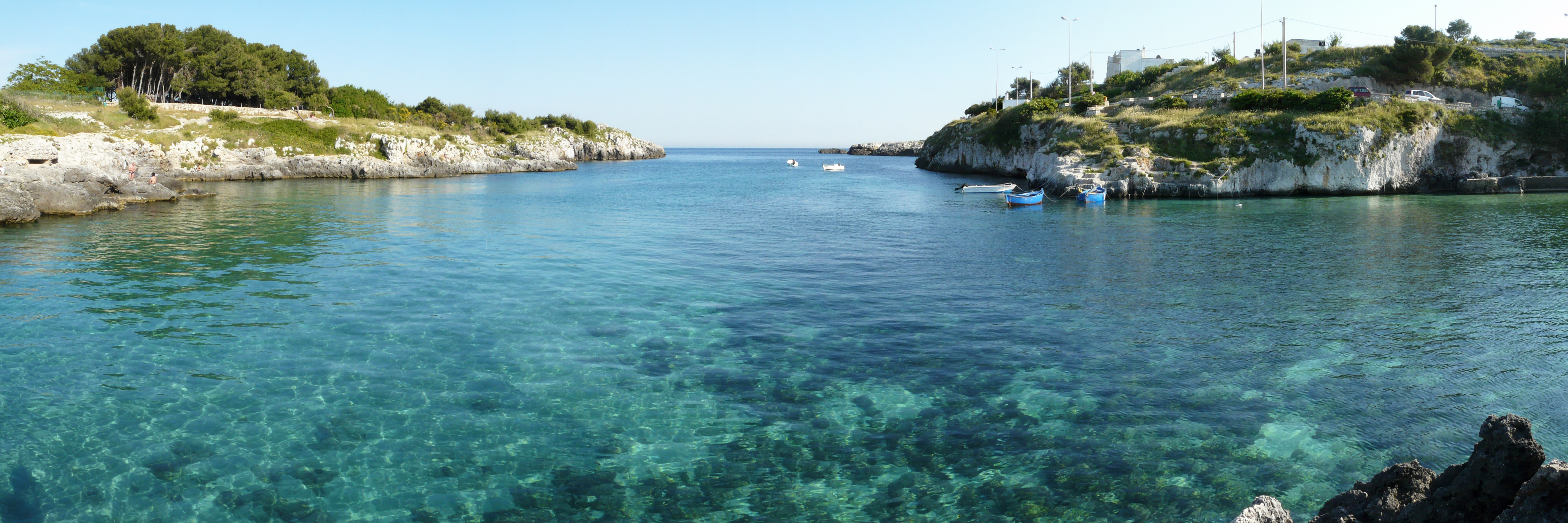
Porto Badisco ad Otranto

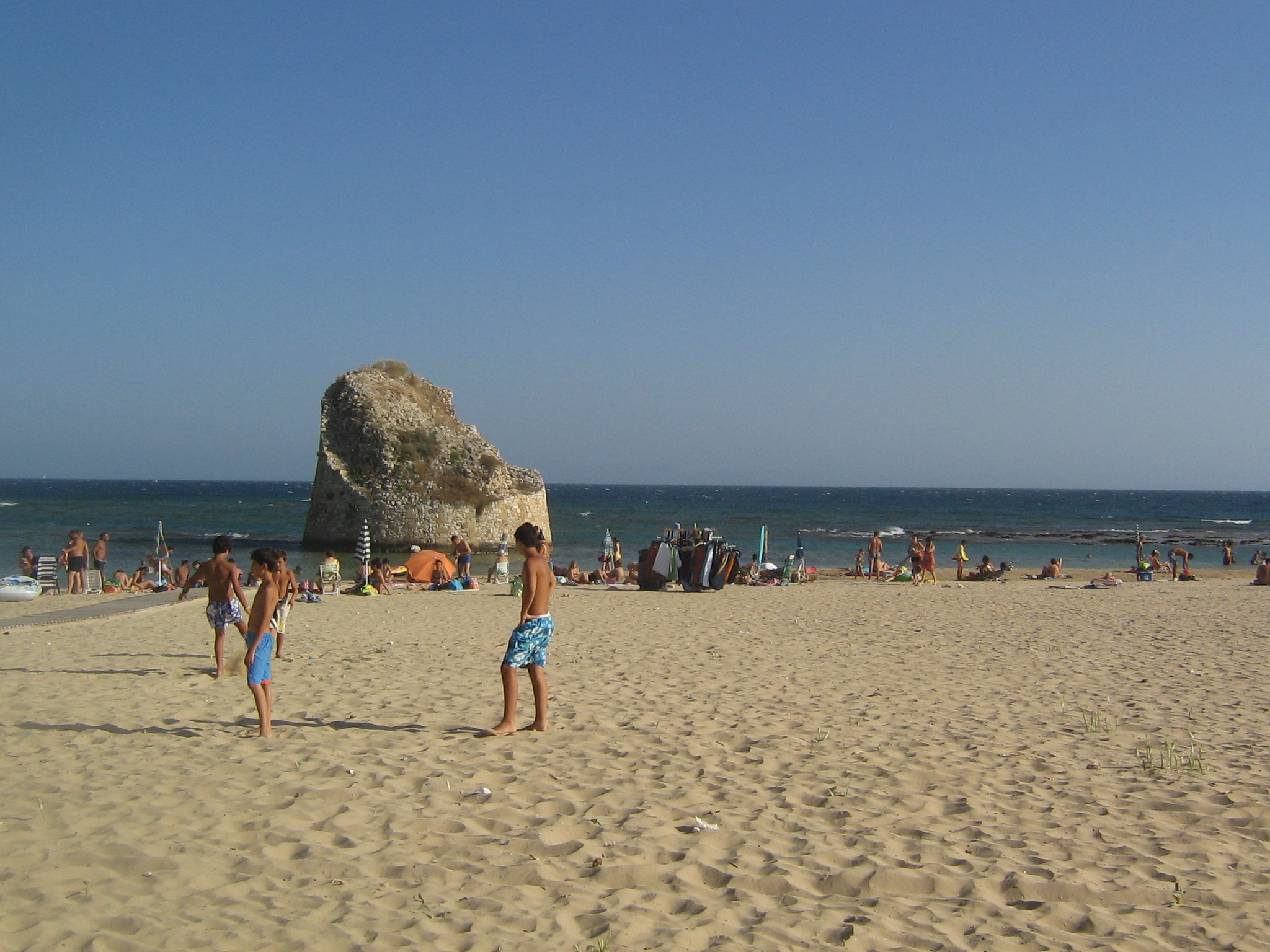
La spiaggia di Torre Pali a Salve

| Nº  | Provincia             | Comune               | Luogo |
| --- | --------------------- | -------------------- | --- |
| 139 | Foggia                | Peschici             | Sfinale, Gusmay, Baia di Calalunga, Baia di Monaccora, Baia San Nicola, Procinisco, Baia di Peschici      |
| 140 | Foggia                | Zapponeta            | Lido |
| 141 | Barletta-Andria-Trani | Margherita di Savoia | Centro Urbano, Canna Fesca                                                                                |
| 142 | Bari                  | Polignano a Mare     | Cala San Vito, Cala Paura, Cala San Giovanni, Ripagnola/Coco Village, Cala Fetente                        |
| 143 | Brindisi              | Fasano               | Egnazia Case Bianche, Savelletri, Torre Canne                                                             |
| 144 | Brindisi              | Ostuni               | Creta Rossa, Lido Fontanelle, Pilone, Lido Morelli                                                        |
| 145 | Brindisi              | Carovigno            | Mezzaluna, Pantanagianni, Punta Penna Grossa/Torre Guaceto                                                |
| 146 | Taranto               | Castellaneta         | Riva dei Tessali/Pineta Giovinazzi/Castellaneta Marina/Bosco della Marina                                 |
| 147 | Taranto               | Ginosa               | Marina di Ginosa                                                                                          |
| 148 | Taranto               | Maruggio             | Commenda, Campomarino, Acqua Dolce                                                                        |
| 149 | Lecce                 | Otranto              | Alimini/Baia dei Turchi/Santo Stefano, Castellana/Porto Craulo, Madonna dell’Altomare/Idro, Porto Badisco |
| 150 | Lecce                 | Castro               | La sorgente, Zinzulusa                                                                                    |
| 151 | Lecce                 | Salve                | Marina di Pescoluse/Posto Vecchio/Torre Pali                                                              |

### Calabria

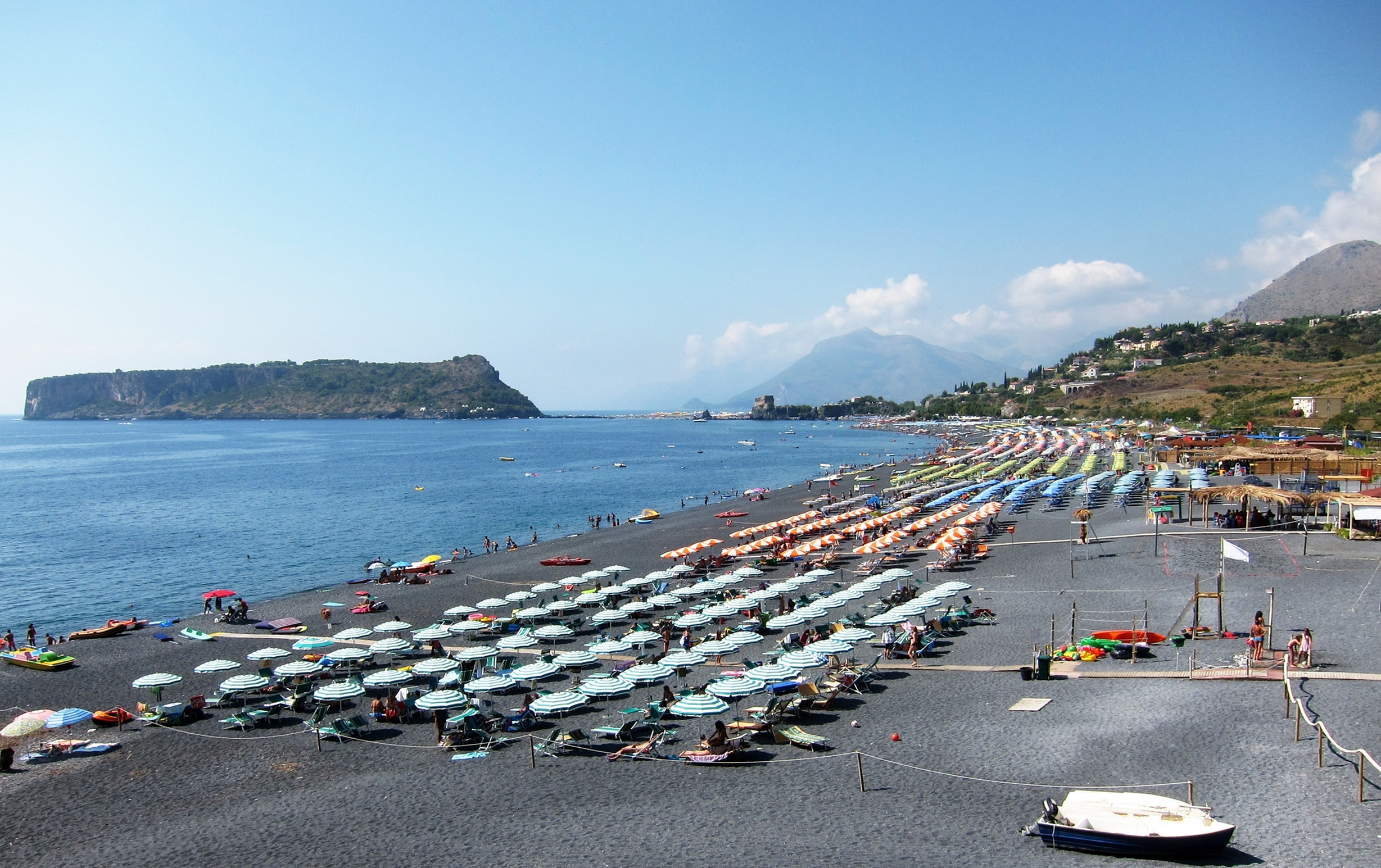
La spiaggia di Praia a Mare

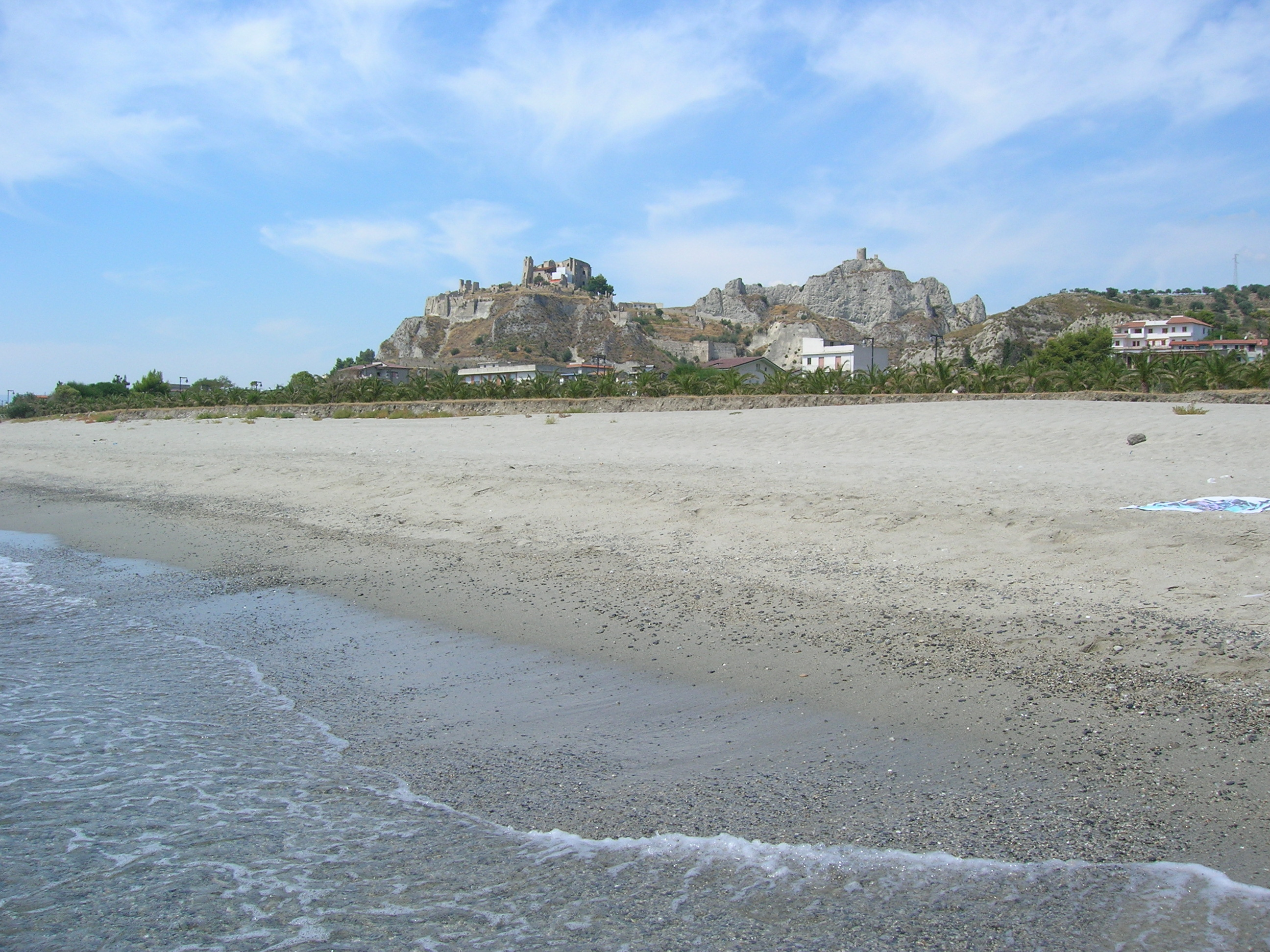
La spiaggia di Roccella Ionica

| Nº  | Provincia       | Comune              | Luogo                                                                       |
| --- | --------------- | ------------------- | --------------------------------------------------------------------------- |
| 152 | Cosenza         | Tortora             | La Pineta/Fiume Noce                                                        |
| 153 | Cosenza         | Praia a Mare        | Camping Internazionale/ Punta Fiuzzi                                        |
| 154 | Cosenza         | San Nicola Arcella  | Arcomagno/Canale Grande Marinella                                           |
| 155 | Cosenza         | Roseto Capo Spulico | Lungomare                                                                   |
| 156 | Cosenza         | Trebisacce          | Lungomare Sud (Riviera dei Saraceni/Viale Magna Grecia/Riviera delle Palme) |
| 157 | Cosenza         | Villapiana          | Villapiana Scalo, Villapiana Lido                                           |
| 158 | Crotone         | Cirò Marina         | Punta Alice, Cervana/Madonna di mare                                        |
| 159 | Crotone         | Melissa             | Litorale Torre Melissa                                                      |
| 160 | Catanzaro       | Soverato            | Baia Dell'Ippocampo                                                         |
| 161 | Catanzaro       | Sellia Marina       | Località Ruggero/San Vincenzo, Sena/Jonio, Rivachiara                       |
| 162 | Reggio Calabria | Roccella Ionica     | Lido                                                                        |

### Sicilia

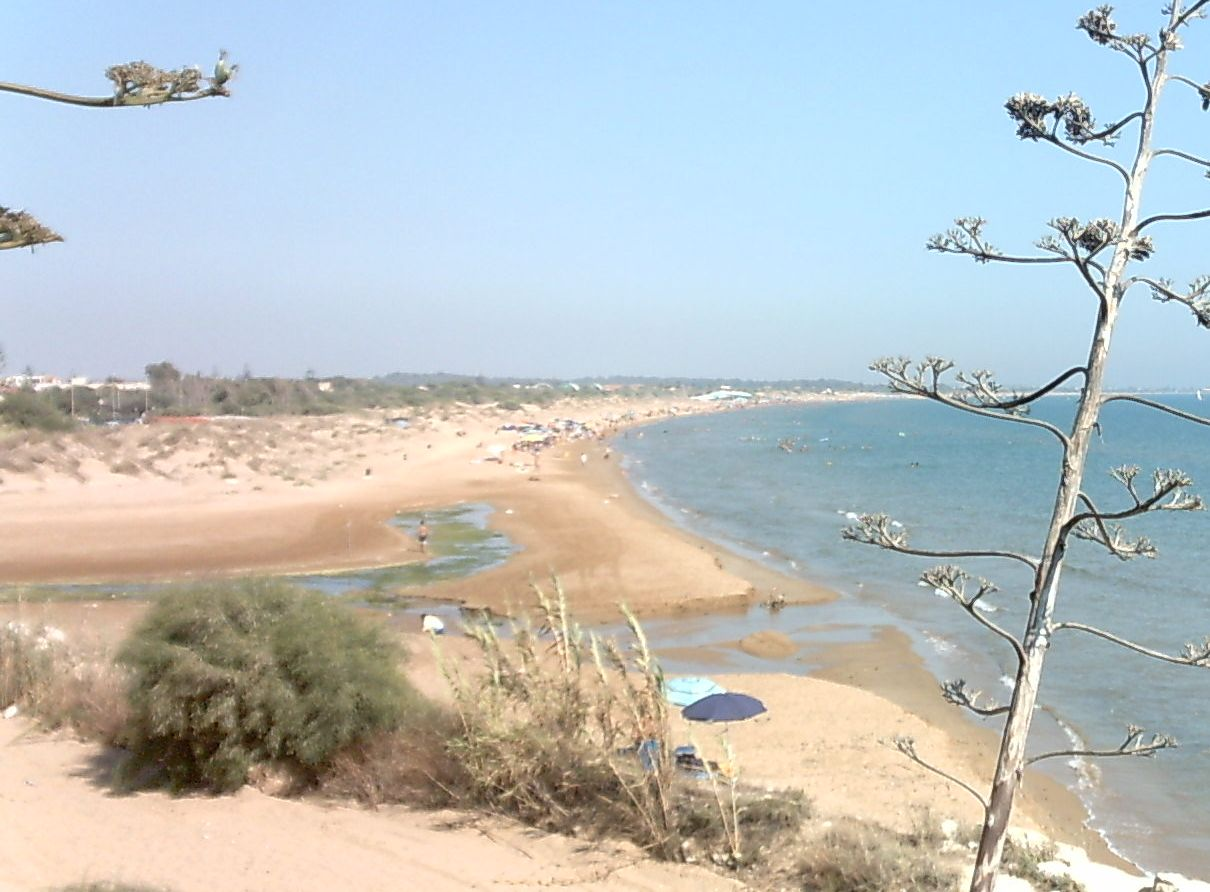
La spiaggia di Santa Maria del Focallo ad Ispica

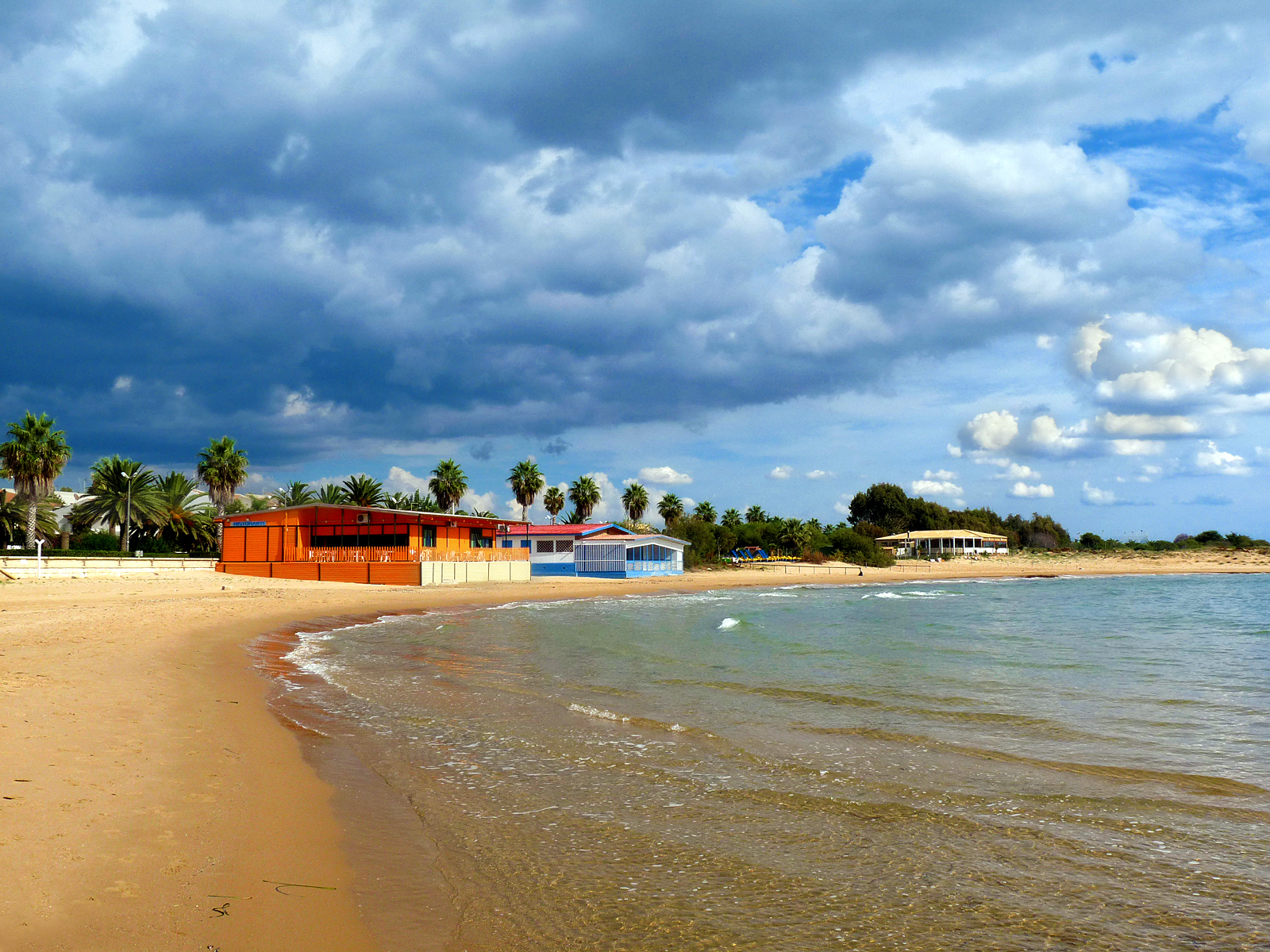
La spiaggia di Marina di Ragusa

| Nº  | Provincia | Comune               | Luogo                                                                                |
| --- | --------- | -------------------- | ------------------------------------------------------------------------------------ |
| 163 | Messina   | Santa Teresa di Riva | Lungomare                                                                            |
| 164 | Messina   | Tusa                 | Spiaggia Lampare, spiaggia Marina                                                    |
| 165 | Messina   | Lipari               | Stromboli (Ficogrande), Lipari (Acquacalda, Canneto), Vulcano (Gelso, acque termali) |
| 166 | Ragusa    | Ispica               | Santa Maria del Focallo, Ciriga (I, II e III tratto)                                 |
| 167 | Ragusa    | Pozzallo             | Pietre Nere, Raganzino                                                               |
| 168 | Ragusa    | Ragusa               | Marina di Ragusa                                                                     |
| 169 | Agrigento | Menfi                | Porto Palo Cipollazzo, lido Fiori Bertolino                                          |

### Sardegna

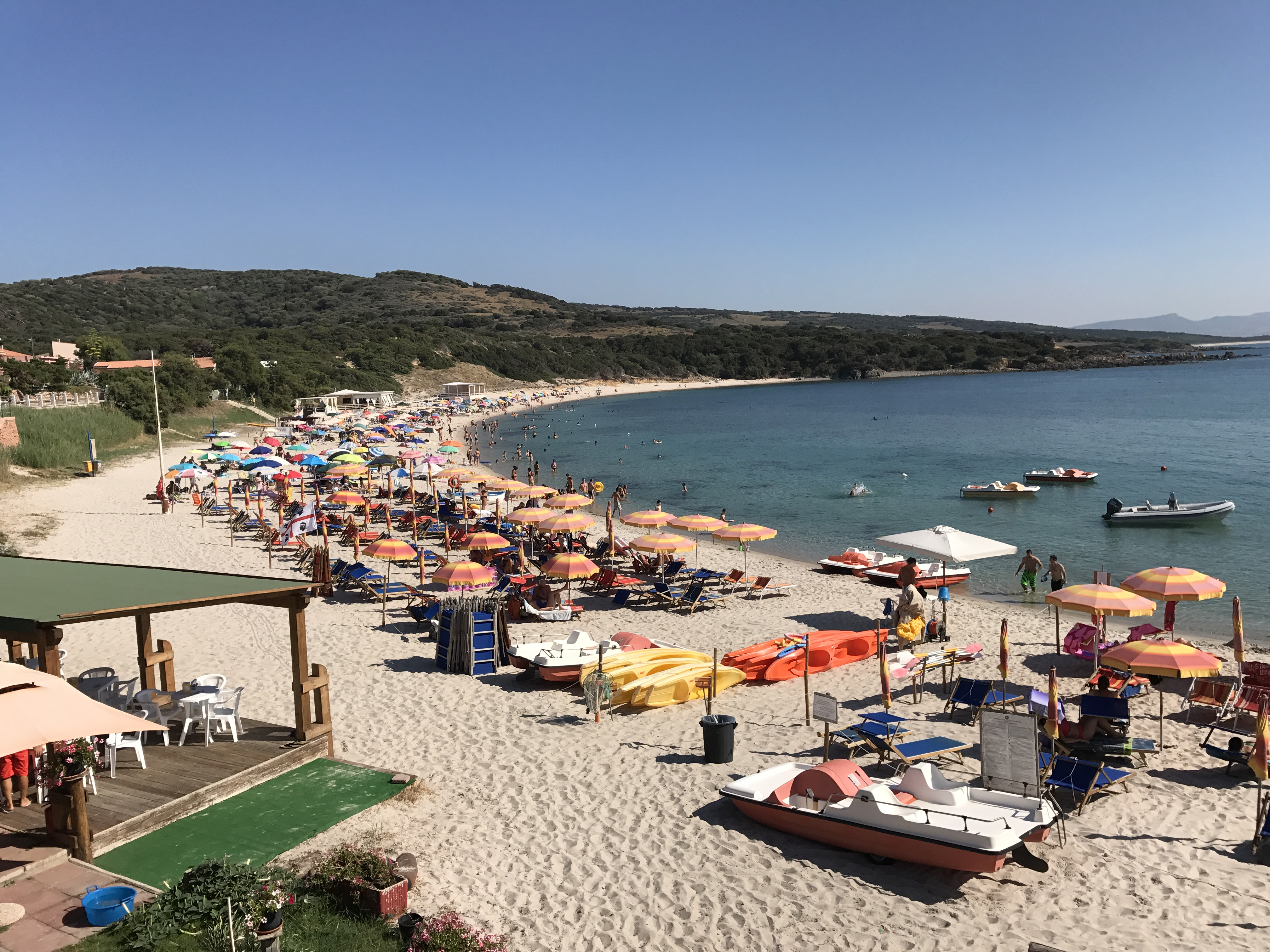
Isola rossa a Trinità d'Agultu e Vignola

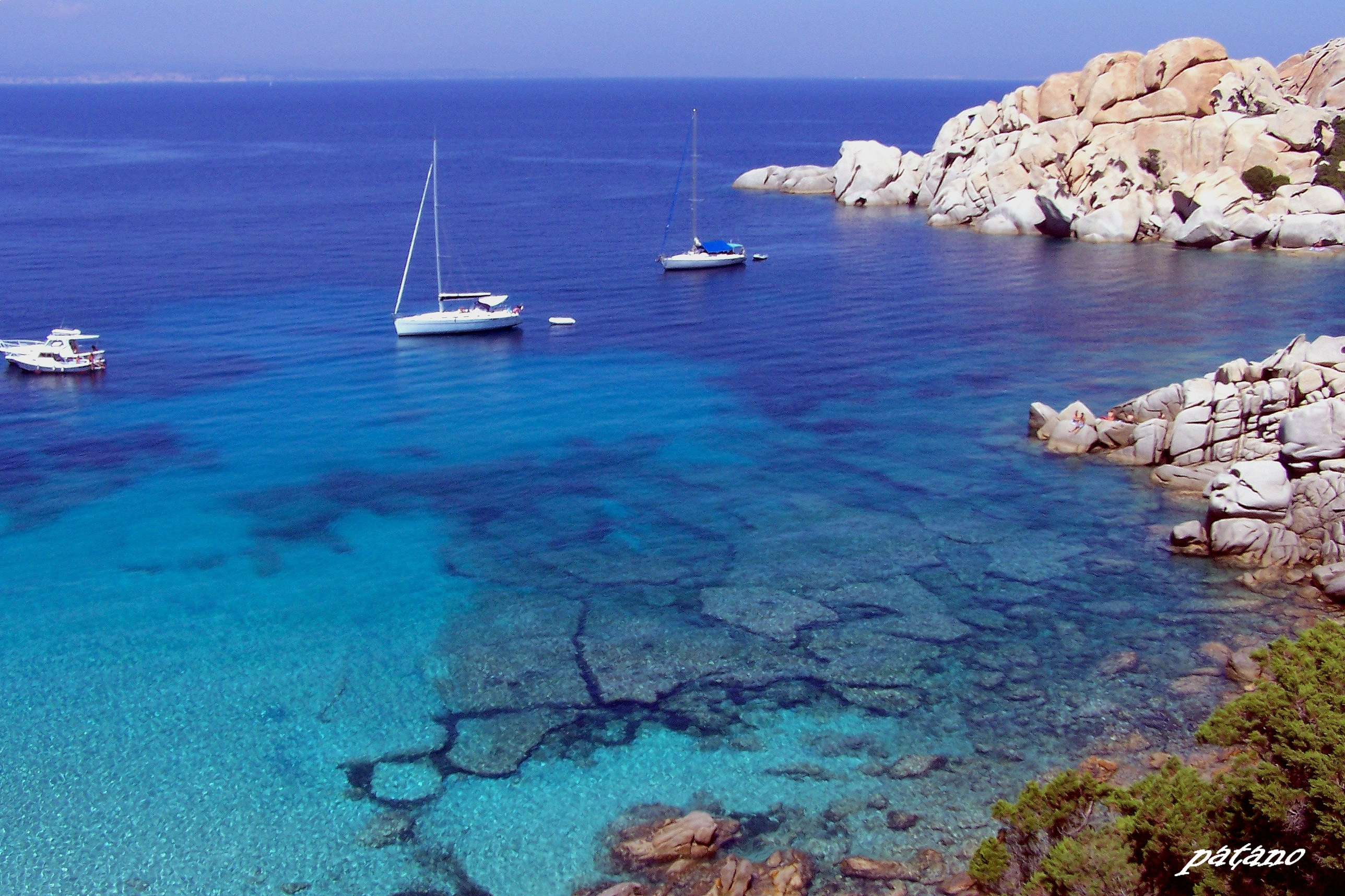
Capo Testa a Santa Teresa di Gallura

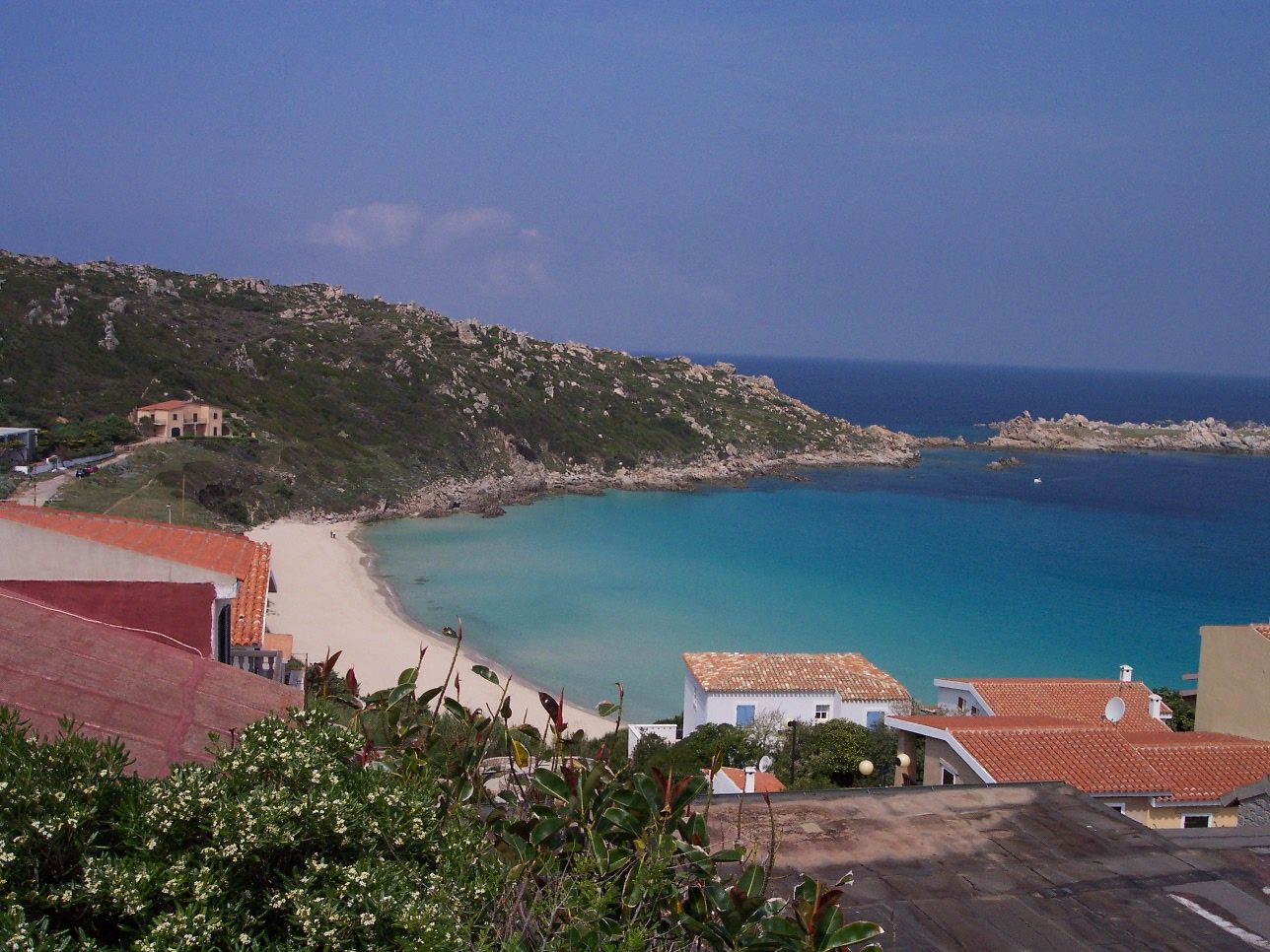
La spiaggia di Rena Bianca a Santa Teresa di Gallura

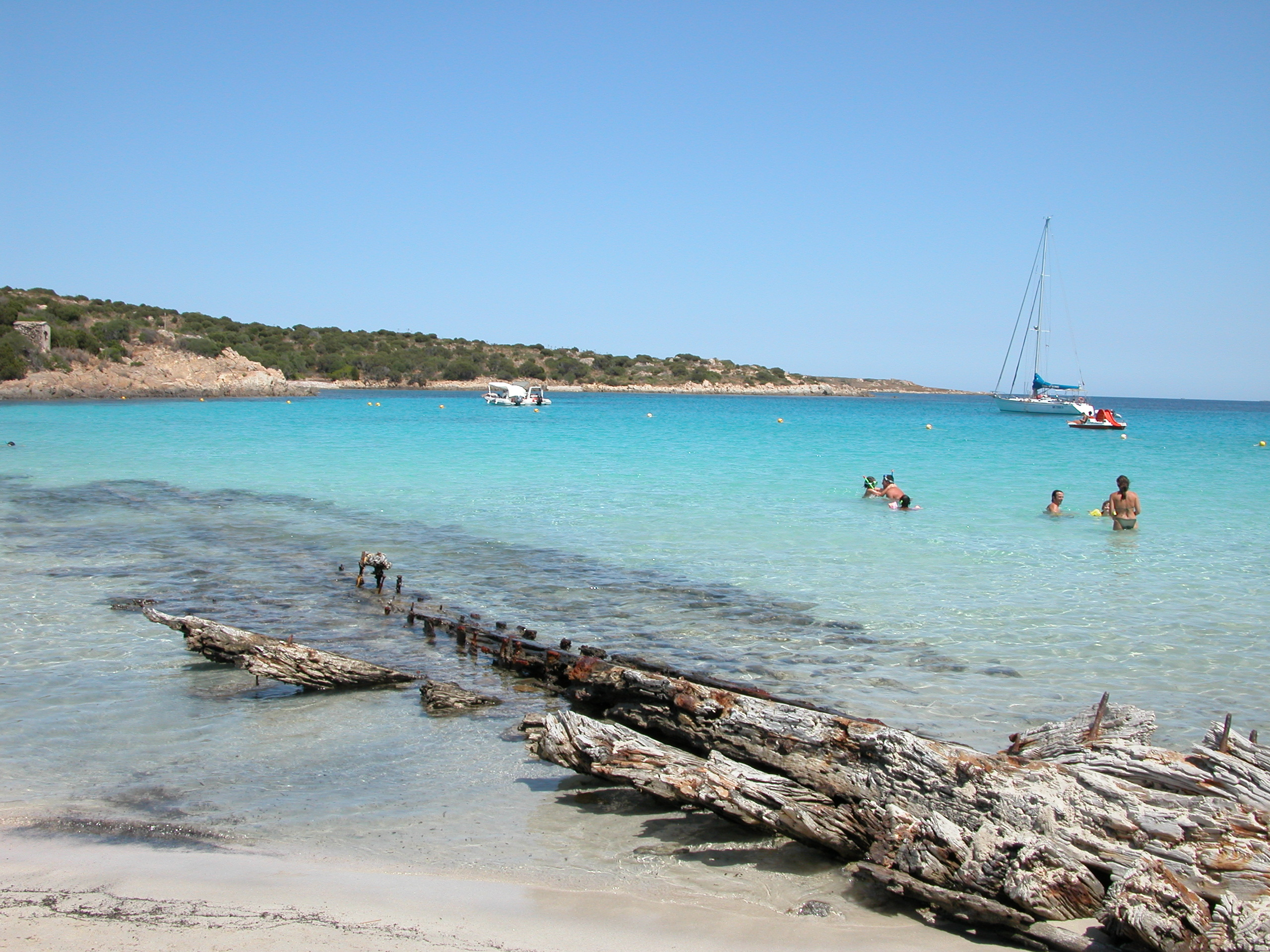
La spiaggia del relitto alla Maddalena

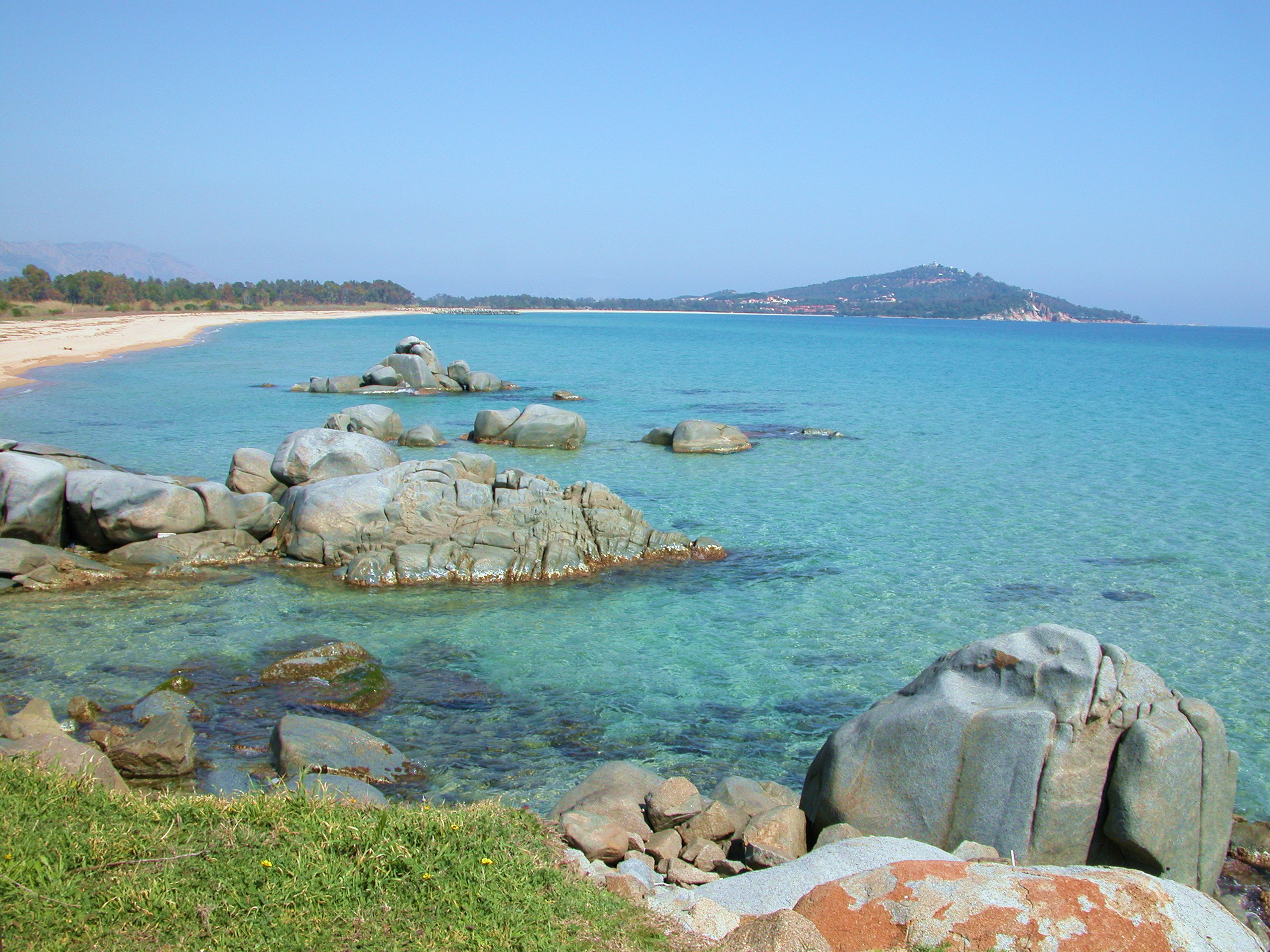
Lido di Orrì a Tortolì

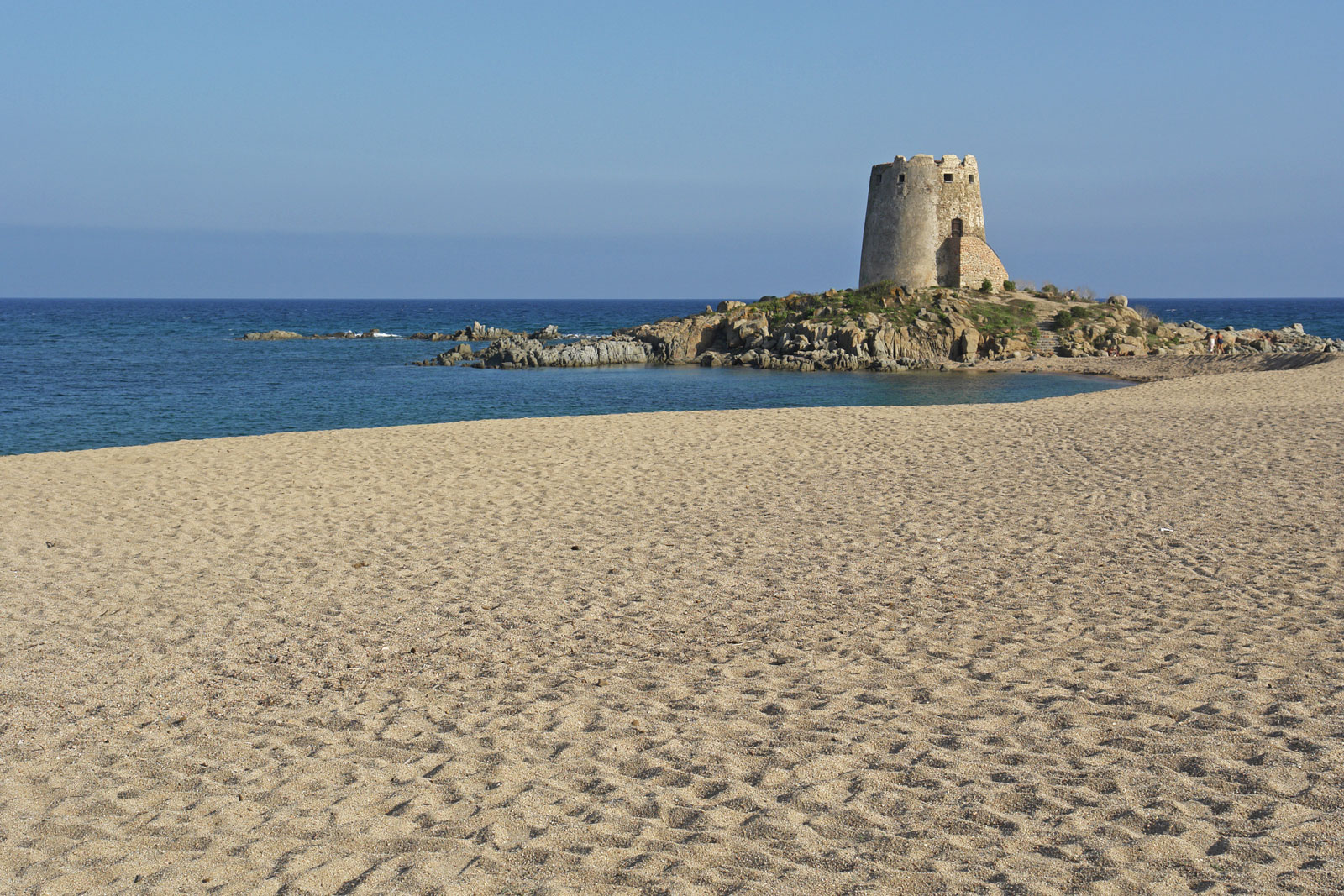
La torre di Barì a Bari Sardo

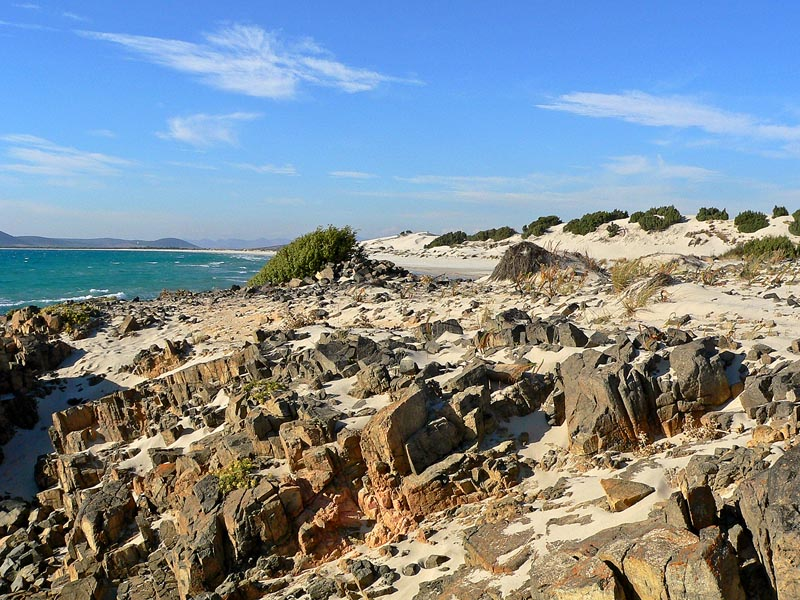
La spiaggia delle Sabbie Bianche a Teulada

| Nº  | Provincia    | Comune                     | Luogo |
| --- | ------------ | -------------------------- | --- |
| 170 | Sassari      | Badesi                     | Li Junchi, Li Mindi/Lu Stangioni, Pirrotto Li Frati/Baia delle Mimose                                                       |
| 171 | Sassari      | Trinità d'Agultu e Vignola | La Marinedda, spiaggia lunga Isola Rossa                                                                                    |
| 172 | Sassari      | Santa Teresa di Gallura    | Rena Ponente (loc. Capo Testa), Rena Bianca, Zia Culumba (loc. Capo Testa, Rena di Levante), La Taltana, Santa Reparata     |
| 173 | Sassari      | La Maddalena               | Bassa trinità, Monti d'Arena, Teggie, Spalmatore, Porto lungo, Caprera (Due Mari), Caprera Relitto                          |
| 174 | Sassari      | Palau                      | Palau Vecchio, Fronte Stagno Saline, L'Isolotto, L'Isuledda (Porto Pollo), La Sciumara, foce fiume Liscia                   |
| 175 | Sassari      | Castelsardo                | Madonnina/Stella Maris, Sacro Cuore/Ampurias                                                                                |
| 176 | Sassari      | Sorso                      | Marina di Sorso (IV/V pettine), spiaggia della Marina                                                                       |
| 177 | Sassari      | Sassari                    | Porto Ferro, Porto Palmas                                                                                                   |
| 178 | Oristano     | Oristano                   | Torre Grande |
| 179 | Nuoro        | Tortolì                    | Lido di Cea, Lido di Orri (I e II spiaggia), Muxi (II Golfetto), Orrì Foxilioni, Ponente (Nota la Capannina), Porto Frailis |
| 180 | Nuoro        | Bari Sardo                 | Bucca 'e Strumpu/Torre di Barì/Planargia                                                                                    |
| 181 | Cagliari     | Quartu Sant'Elena          | Mare Pintau, Poetto |
| 182 | Sud Sardegna | Sant'Antioco               | Maladroxia |
| 183 | Sud Sardegna | Teulada                    | Porto Tramatzu, Sabbie Bianche, Tuerredda                                                                                   |